# Тепловоз

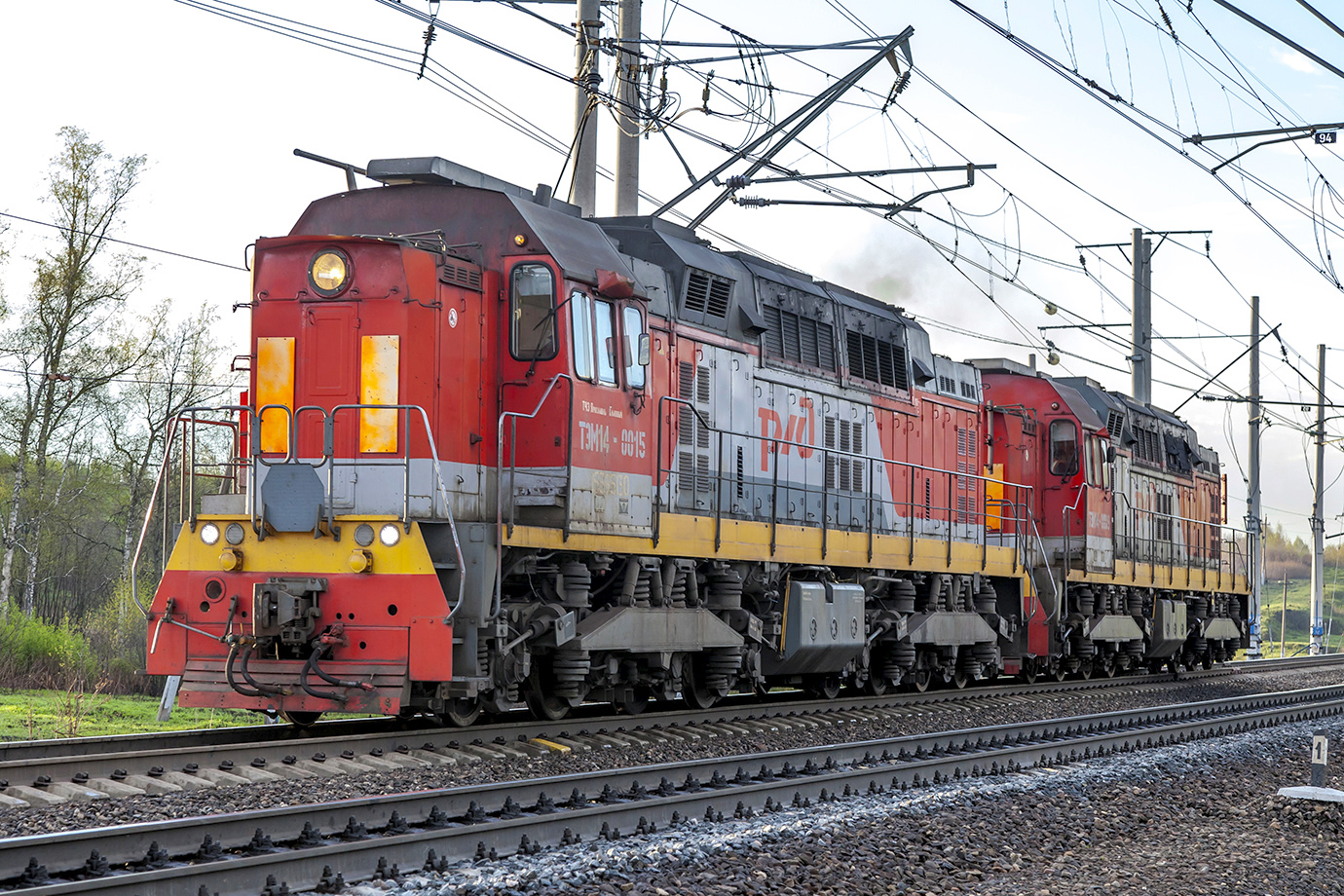
Тепловозы ТЭМ14-0015 и 0009 в красно-серой окраске РЖД

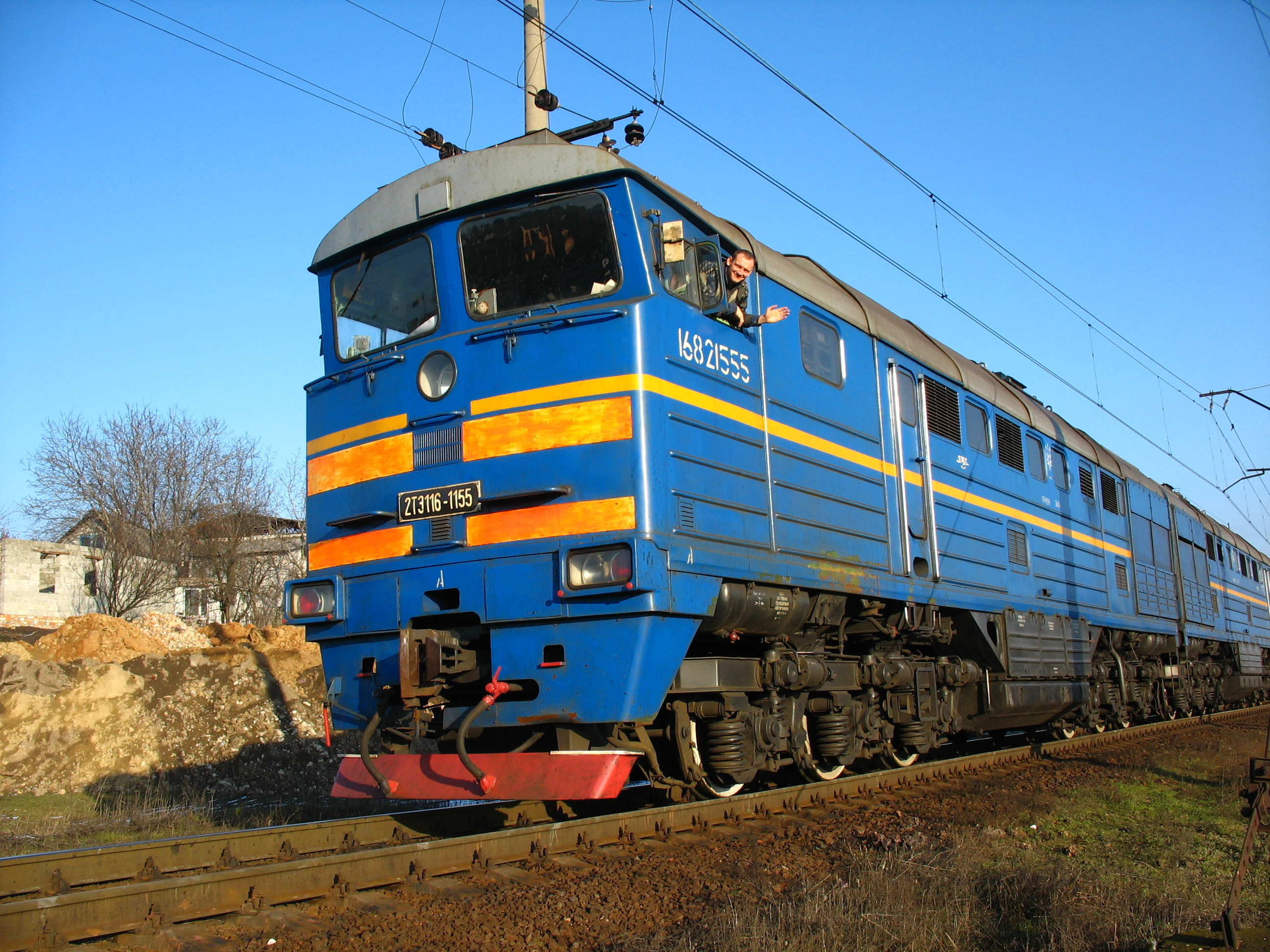
Тепловоз вагонной компоновки 2ТЭ116

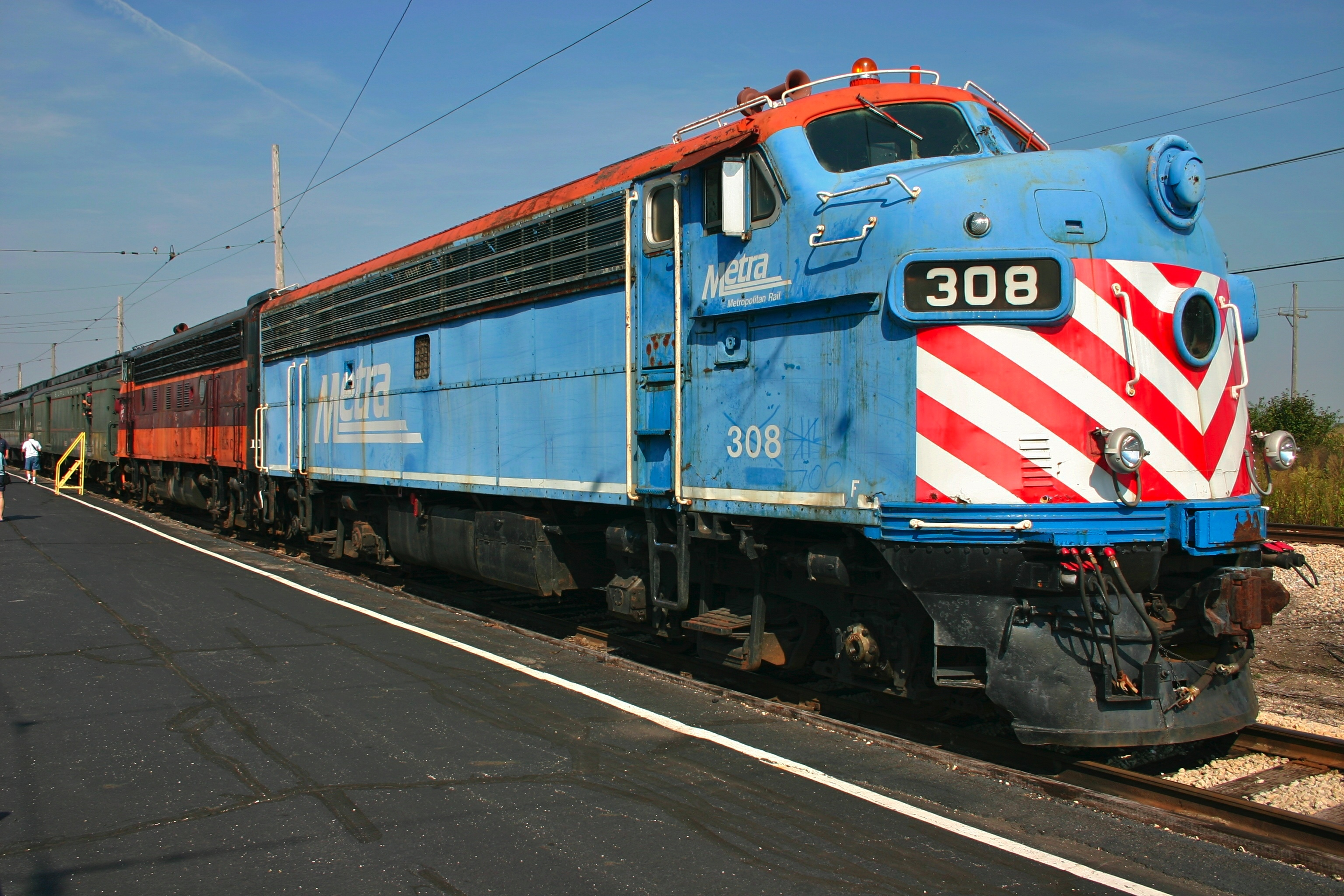
Тепловоз полукапотной компоновки EMD F7

Теплово́з — автономный локомотив c двигателем внутреннего сгорания, чаще всего дизельным, энергия которого через силовую передачу (электрическую, гидравлическую, механическую) передаётся на колёсные пары.
Появившийся в 1924 году в СССР тепловоз стал как экономически выгодной заменой устаревшим низкоэффективным паровозам, так и дополнением появившимся в то же время электровозам, требующим существенных дополнительных затрат на электрификацию пути и рентабельным поэтому на магистралях со сравнительно большим грузо- и пассажиропотоком.
За прошедший век в конструкции тепловоза было опробовано и внедрено множество усовершенствований: возросла мощность двигателя с нескольких сотен лошадиных сил до шести — двенадцати тысяч (ТЭП80, 4ТЭ10С) и выше, на разных типах тепловозов используются различные способы передачи энергии двигателя на движущие колёсные пары, значительно возросло удобство управления и обслуживания тепловоза, снизились выбросы в атмосферу. Тепловозы строятся и используются во всём мире.

## Общая характеристика
Дизельный двигатель тепловоза преобразует химическую энергию сгорания жидкого топлива (или горючего газа в газотепловозах) в механическую энергию вращения коленчатого вала, от которого момент вращения, преобразуясь тяговой передачей, передаётся ведущим колёсным парам. Назначение передачи — обеспечить оптимальный режим работы дизеля и максимальную силу тяги при любой скорости движения поезда любого веса. Дизель развивает максимальный крутящий момент при относительно высоких оборотах, максимальную мощность — на ещё более высоких оборотах. Локомотиву максимальная тяга необходима при трогании с места, то есть от нулевой скорости. В дальнейшем, по мере разгона поезда, тяга может существенно уменьшаться, то есть локомотив должен иметь гиперболическую тяговую характеристику. Паровоз и электровоз постоянного тока, изначально обладая такой характеристикой, оказались просты в исполнении и эксплуатации и поэтому сразу получили широчайшее распространение. Для обеспечения же согласования характеристик дизеля, как двигателя, и локомотива, как тяговой машины, требуется передача. История создания тепловоза как локомотива, по сути, есть история создания передачи, согласующей характеристики дизеля как первичного двигателя и локомотива как тяговой машины.
В случае использования на тепловозе электрической передачи дизелем вращается тяговый генератор, преобразующий механическую энергию вращения дизеля в электрическую. Электрическая энергия передаётся тяговым электродвигателям (ТЭД), связанным механически с колёсными парами. ТЭДы преобразуют электроэнергию в механическую энергию движения локомотива. При наличии индивидуального привода каждый ТЭД связан с одной колёсной парой, при групповом — один ТЭД приводит несколько колёсных пар. При использовании гидропередачи дизель приводит гидроагрегат, при механической — коробку перемены передач.
К основным элементам конструкции тепловоза относятся кузов и рама, дизель — один или несколько, ударно-тяговые приборы (сцепное оборудование), элементы передачи, ходовая (экипажная) часть и тормозное оборудование. К вспомогательным узлам — системы охлаждения и воздухоснабжения дизеля, песочная система, система пожаротушения, электрооборудование и так далее. При наличии газодизельного или газового двигателя на тепловозе имеется либо газогенераторная секция, либо оборудование для хранения сжиженного или сжатого природного газа с системой газоснабжения двигателя (газодизеля или конвертированного дизеля).

## Классификация

### По роду службы
Тепловозы по роду службы подразделяются на два принципиально различающихся класса: магистральные (поездные) и маневровые/промышленные. Первые предназначены для длительного движения в одном направлении с высокими средними скоростями между станциями, вторые предназначены для повторно-кратковременного движения с низкими скоростями внутри станций и промышленных ж/д линий. В реальной поездной работе тепловозы одного класса могут в некоторых случаях заменять тепловозы другого класса, но какая-либо длительная их эксплуатация не по назначению не практикуется. Исключение обычно составляют узкоколейные железные дороги и железные дороги стандартной ширины колеи с малоинтенсивным движением и/или небольшим локомотивным парком, где для магистральной пассажирской, грузовой и маневровой работы зачастую применяются одни и те же тепловозы.

#### Магистральные тепловозы

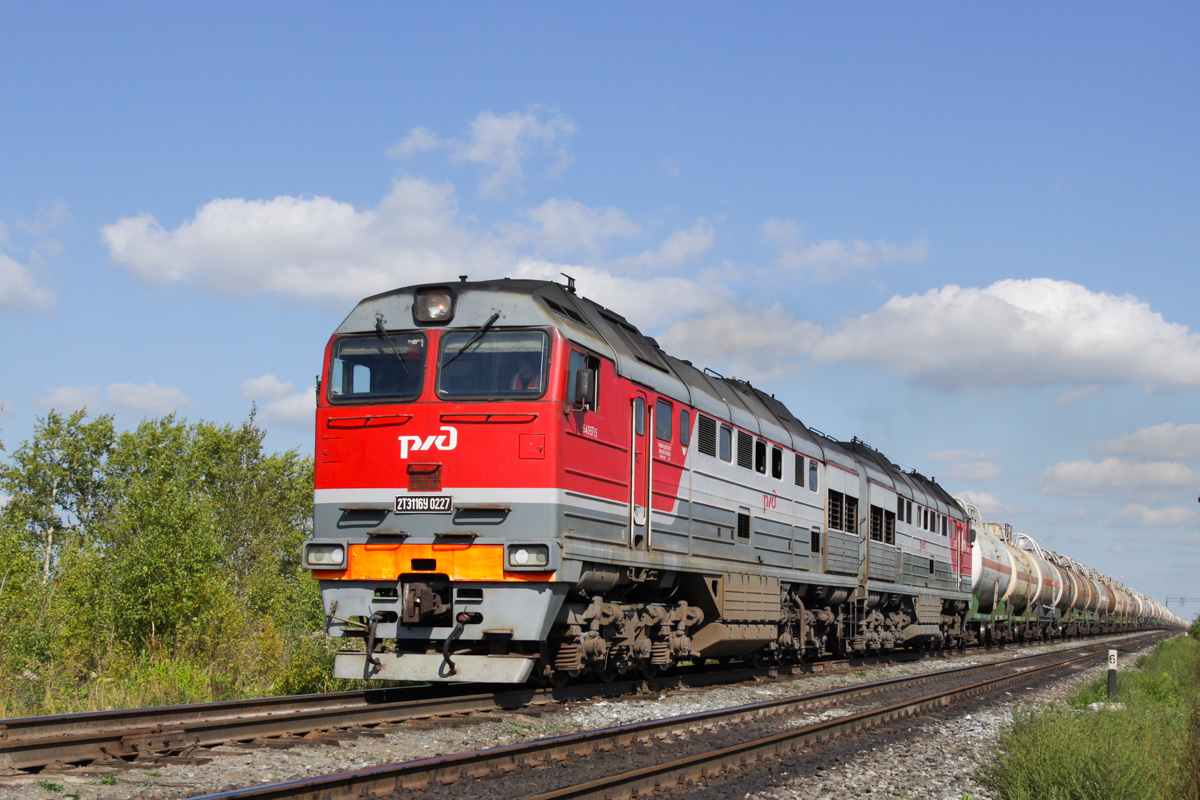
Двухсекционный магистральный грузовой тепловоз 2ТЭ116У с однокабинными шестиосными секциями

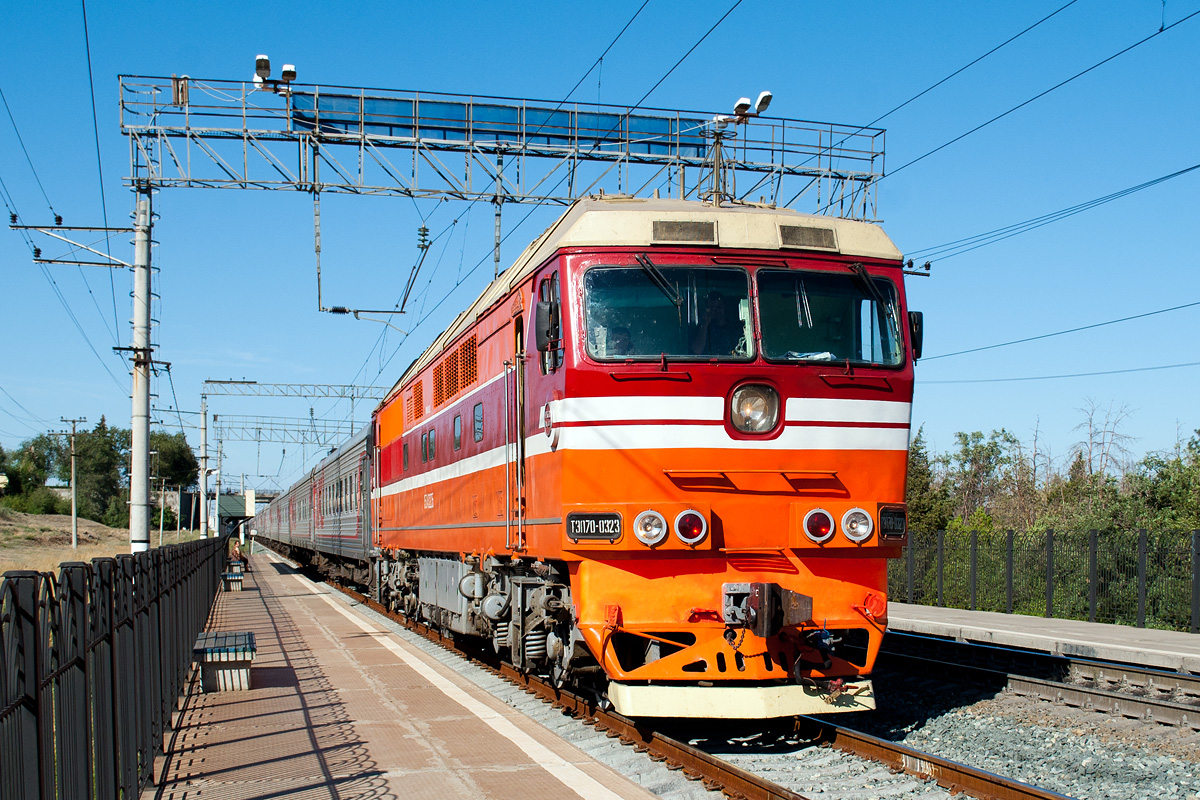
Шестиосный односекционный двухкабинный магистральный пассажирский тепловоз с электропередачей ТЭП70

Магистральные тепловозы классифицируются по роду службы на грузовые, пассажирские и грузопассажирские. Они имеют свою конструктивную специфику, связанную с возможностями производства и особенностями поездной работы в разных странах, операторах и на дорогах с разной шириной колеи, габаритами, скоростными и весовыми нормами.
Магистральные пассажирские тепловозы предназначены для вождения пассажирских составов с высокими скоростями, в то время как грузовые — для вождения грузовых составов большой массы с высокой силой тяги. По своим характеристикам пассажирские тепловозы по сравнению с грузовыми одинаковой мощности имеют более высокую скорость длительного режима и конструкционную скорость, но меньшие сцепной вес, нагрузку от колёсных пар на рельсы, и величину касательной силы тяги, при этом в целом грузовые тепловозы превосходят пассажирские по мощности и количеству осей. У грузопассажирских тепловозов тягово-скоростные характеристики имеют усреднённые значения, что позволяет им эксплуатироваться как с пассажирскими, так и с грузовыми поездами, хотя и не с такой эффективностью, как специализированные тепловозы.
Как правило, пассажирские тепловозы не используются с грузовыми вагонами, однако встречаются исключения. Так, 25 апреля 2023 года для эвакуации от надвигающегося пожара грузового состава со станции Сосьва в Свердловской области был задействован тепловоз ТЭП70, оказавшийся сравнительно недалеко от места происшествия.
Конструктивно грузовые и пассажирские тепловозы различаются:
- передаточным отношением тяговой передачи (меньшее значение у пассажирского, большее у грузового и среднее у грузопассажирского);
- грузовые и грузопассажирские тепловозы имеют усиленную конструкцию кузова, лобовой части, сцепки и её поглощающего аппарата, рассчитанную на более высокие продольные нагрузки, дополнительный балласт для увеличения сцепного веса, а также зачастую оснащаются системой дистанционного управления для возможности эксплуатации по системе многих единиц, которые на пассажирских локомотивах как правило не применяются;
- пассажирские и грузопассажирские тепловозы по сравнению с грузовыми обычно оснащаются электропневматическими тормозами в дополнение к пневматическим, системой высоковольтного электроснабжения пассажирского состава, а при эксплуатации в составе пассажирских поездов постоянного формирования типа «тяни—толкай» — системой контроля и управления системами вагонов (например, открытие и закрытие дверей или связь машиниста с пассажирами в вагонах) и дистанционного управления из головного вагона либо тепловоза на другом конце состава.

Конструкция дизельного двигателя, генератора и тяговых электродвигателей либо гидропередачи, тягового привода, а также диаметр колёс могут быть абсолютно идентичными.
Исторически в европейском тепловозостроении (в частности, в СССР и России) принято магистральные тепловозы делать с закрытым кузовом вагонной компоновки и двумя кабинами для управления движением в своём направлении по торцевым частям локомотива, а маневровые/промышленные с открытым кузовом капотной компоновки и одной кабиной для управления движением в обе стороны. Подобное неписаное правило позволяет визуально легко отличить магистральный тепловоз от маневрового в европейских странах и странах бывшего СССР. Фирмы-производители в других странах (в первую очередь, в США) часто выпускают магистральные тепловозы с открытыми кузовами капотной компоновки и одной кабиной с торца локомотива. Визуально такой тепловоз похож как маневровый, но фактически он является магистральным, а его кабина не предназначена для какого-либо длительного управления движением в противоположную от кабины сторону. Отличить такой тепловоз от маневрового зачастую можно в первую очередь по наличию широких лобовых окон со стороны торца близкого к кабине, небольшой высоте капота перед кабиной или его отсутствию при наличии полноценного длинного капота с противоположной стороны (у маневровых тепловозов как правило оба капота имеют одинаковую высоту, в том числе при их занижении), а также по большей длине топливных баков.
Например, общие технические требования российских стандартов предписывают для магистральных тепловозов стандартной ширины колеи такие конструктивные особенности как: кузов вагонной компоновки, кабина управления в торце кузова для движения в своём направлении, электрическая или реже гидравлическая передача, минимальный радиус кривых в 125 метров, высокие скорости длительного режима, не менее 6 осей и мощность двигателя не менее 2000 л. с. на секцию. Актуальные российские стандарты предполагают на основе восьми классификационных параметров шесть типов магистральных тепловозов: четыре типа грузовых и два типа пассажирских.
| тип | секционная мощность л. с. | число осей | осевая нагрузка тонн | сила тяги на сцепке тс | констр. скорость км/ч | диаметр колёс мм | тип тягового привода | область поездной работы |
| --- | ------------------------- | ---------- | -------------------- | ---------------------- | --------------------- | ---------------- | -------------------- | ----------------------- |
| 1   | 6000                      | 8          | 25.0                 | 48                     | 120                   | 1250             | опорно-рамный        | грузовая                |
| 2   | 4000                      | 6          | 25.0                 | 30                     | 120                   | 1250             | опорно-рамный        | грузовая                |
| 3   | 3000                      | 6          | 23.0                 | 28                     | 100                   | 1050             | опорно-осевой        | грузовая                |
| 4   | 2000                      | 6          | 21.0                 | 22                     | 100                   | 1050             | опорно-осевой        | грузовая                |
| 5   | 6000                      | 8          | 22.5                 | 18                     | 160                   | 1250             | опорно-рамный        | пассажирская            |
| 6   | 4000                      | 6          | 22.5                 | 17                     | 160                   | 1250             | опорно-рамный        | пассажирская            |

При этом, по согласованию между изготовителем и заказчиком допускается создание (модернизация) магистральных тепловозов по назначению и с параметрами, отличными от указанных в таблице. В других странах тепловозы могут оснащаться гидропередачей с дизелями мощностью 3000-4000 л. с.

#### Маневровые и промышленные тепловозы

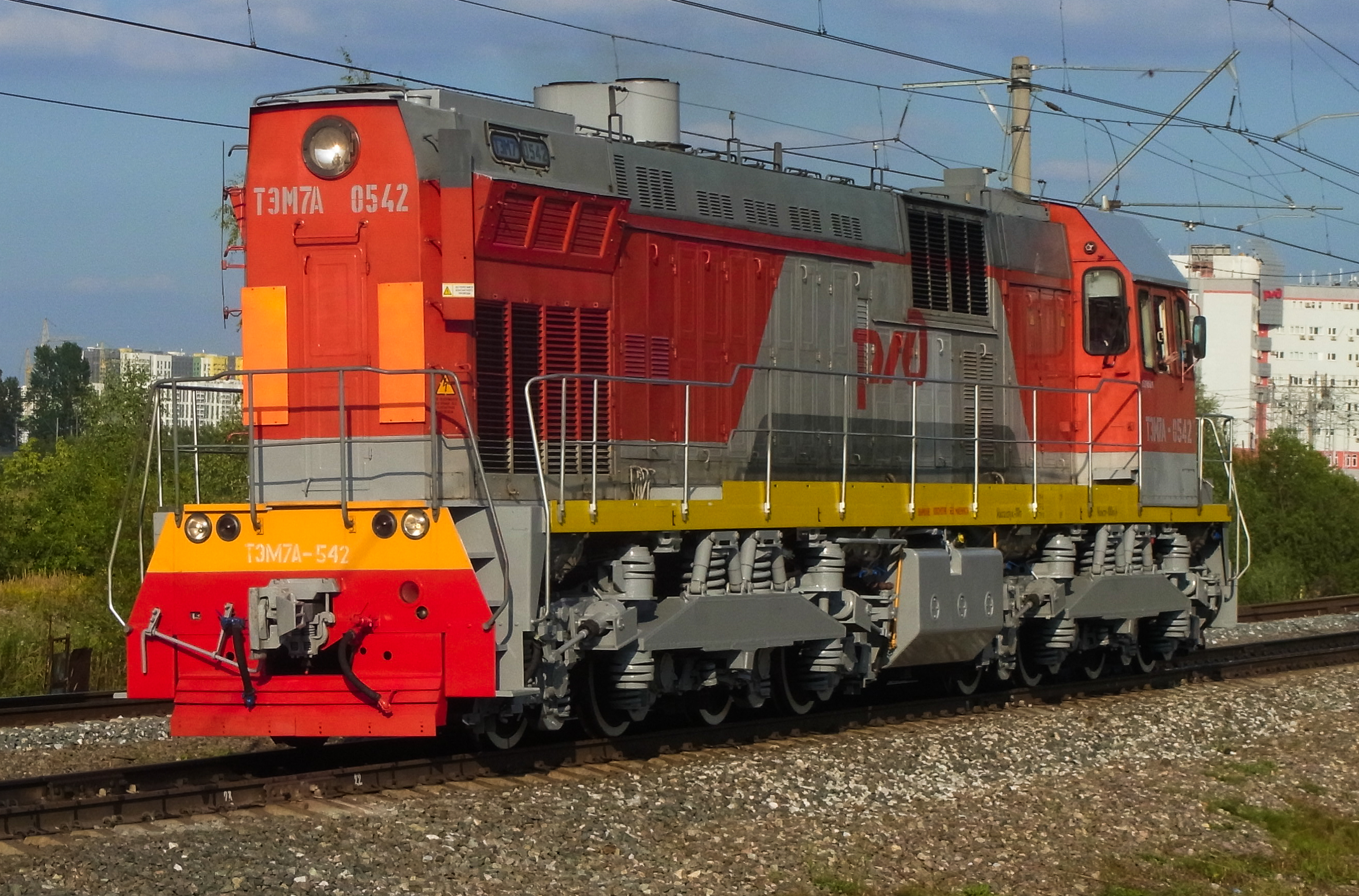
Восьмиосный маневровый тепловоз с электропередачей ТЭМ7А

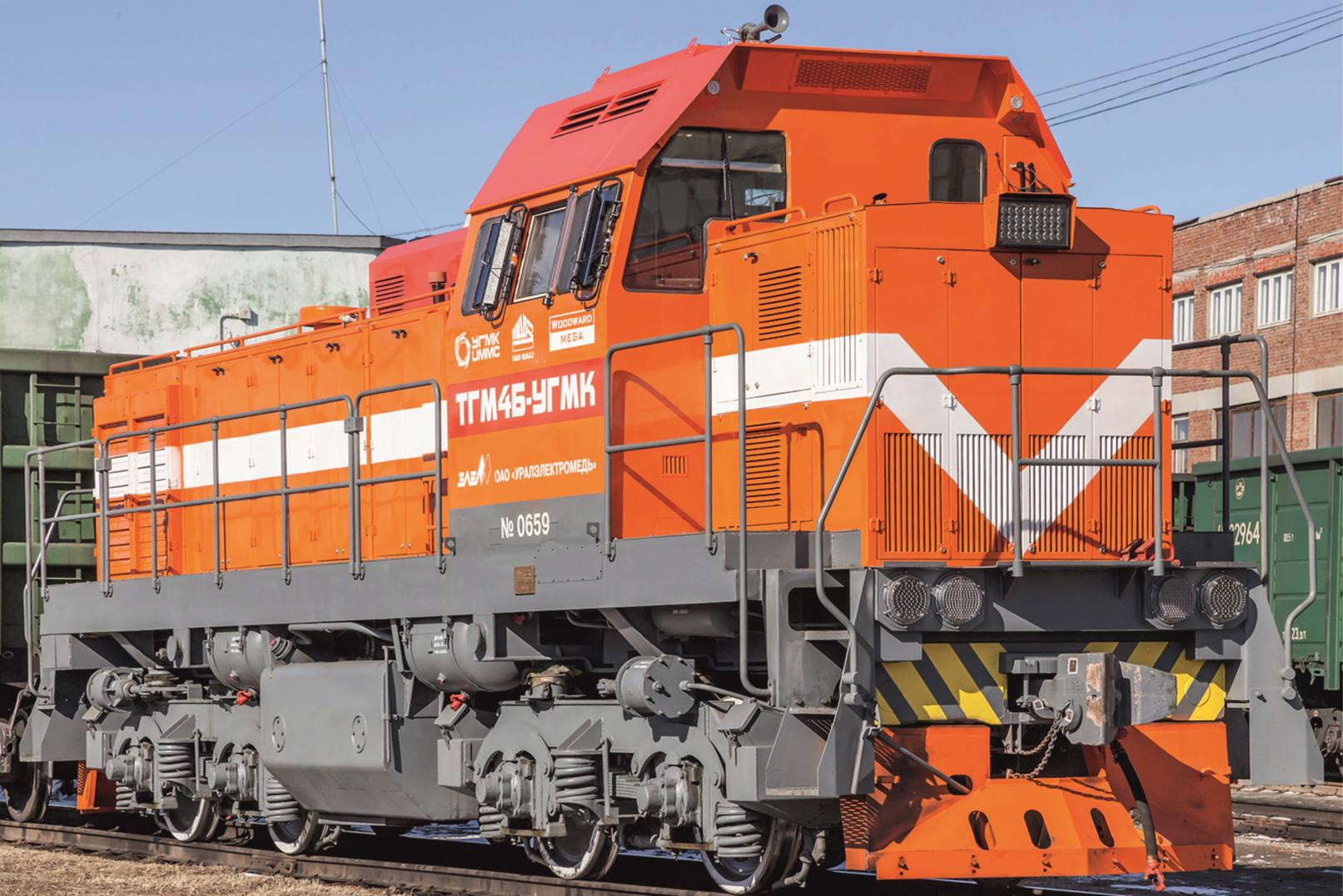
Четырёхосный маневровый тепловоз с гидропередачей ТГМ4Б-УГМК

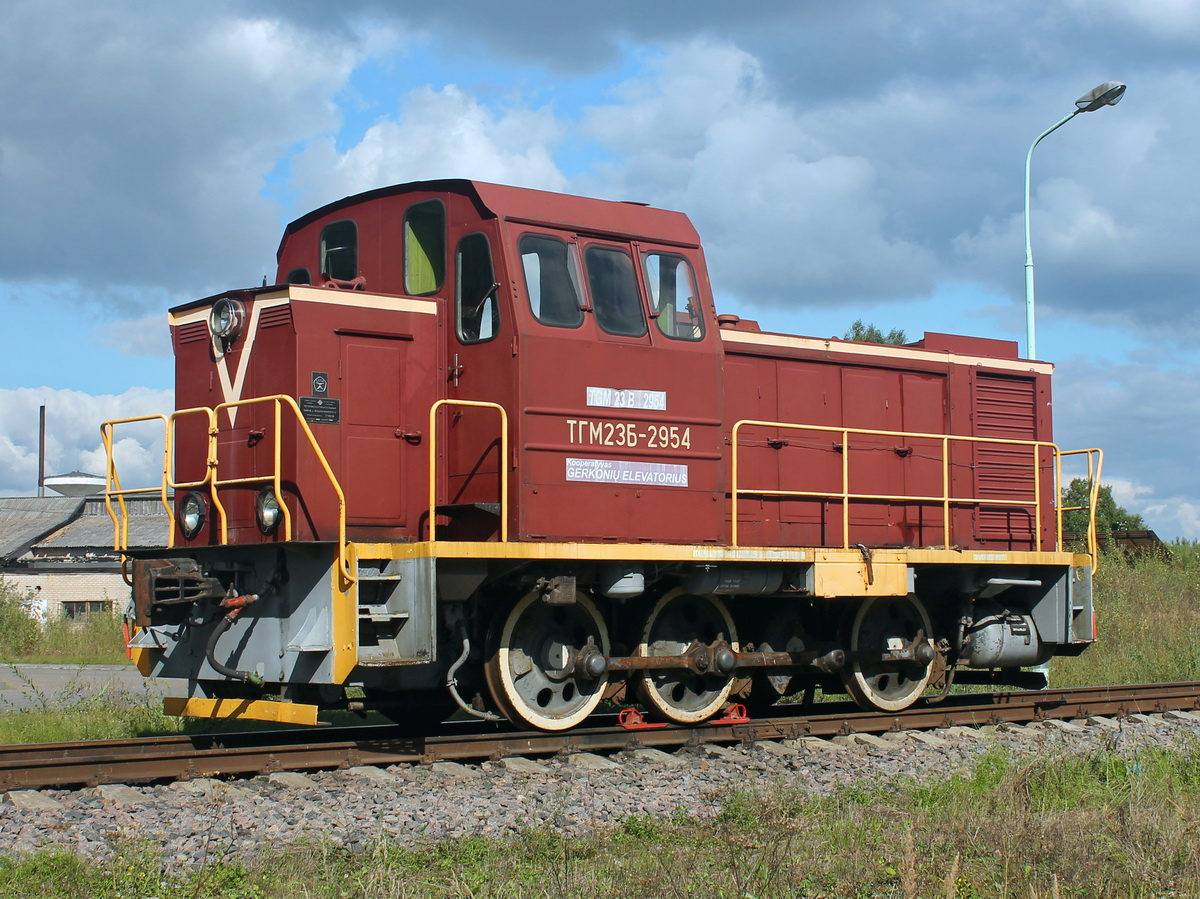
Трёхосный маневровый тепловоз бестележечного типа с гидропередачей ТГМ23Б

Маневровые и промышленные тепловозы, как правило, имеют кузов капотной компоновки и одну кабину управления, рассчитанную на возможность управления тепловозом при движении в обе стороны. В России и ранее в СССР формально считается, что кабина расположена в задней части кузова, а двигатель — в передней, но фактически кабина может располагаться как в торце, так и по центру кузова. Интересно, что в США у того же капотного тепловоза передней частью будет считаться та, в которой находится кабина.
Основными эксплуатационными отличиями маневрового тепловоза от магистрального грузового одинаковой мощности являются более высокая сила тяги длительного режима при более низкой скорости. При равенстве значений касательной силы тяги маневровый тепловоз может иметь двигатель в два раза менее мощный относительно магистрального, при этом примерно во столько же раз у маневрового ниже скорость, при которой эта сила тяги достигается. В целом маневровые тепловозы имеют меньшую мощность двигателя, чем магистральные. Самой мощной разновидностью маневровых являются маневрово-вывозные, используемые как для маневровой работы на грузовых станциях и подъездных путях, так и для передачи составов на перегонах между грузовыми станциями и транспортными узлами, а также для транспортировки грузовых составов на карьерных железных дорогах со сложным профилем. Маневровые тепловозы средней мощности являются наиболее универсальными и могут применяться как для манёвров на станциях и промышленных предприятиях, так и для вывозной работы с небольшими грузовыми составами или поездной работы на малодеятельных линиях. Так называемые промышленные тепловозы фактически являются облегчённой разновидностью маневровых, имеют менее мощный двигатель, меньшее число осей и более жёсткие требования к минимальному радиусу кривых.
Общие технические требования российских стандартов предписывают для маневровых тепловозов стандартной ширины колеи такие конструктивные особенности, как: капотная компоновка кузова, кабина управления в торце кузова для движения в своём направлении, электрическая передача, минимальный радиус кривых от 80 метров, не менее 6 осей и мощность двигателя не менее 1000 л. с. Промышленные тепловозы чаще оснащаются гидропередачей, могут иметь относительно маломощные двигатели, менее 6 осей и радиус проходимых кривых 40-50 метров и меньшую нагрузку на ось. Документально зафиксированные отличия маневровых тепловозов от промышленных в стандартах отсутствуют, а оба подтипа тепловозов могу успешно заменять друг друга при условии достаточности габарита и подходящей мощности двигателя.
Актуальные российские стандарты предполагают на основе семи классификационных параметров шесть типов маневровых/промышленных тепловозов стандартной ширины колеи: из них с грузовыми составами полной длины и массы фактически могут работать только типы 1 и 2 (маневрово-вывозные), а типы 3-6 предназначены для вывозной работы относительно нетяжёлых составов.
| тип | служебная масса тонн | секционная мощность л. с. | число осей | осевая нагрузка тонн | констр. скорость км/ч | миним. радиус м | габарит   |
| --- | -------------------- | ------------------------- | ---------- | -------------------- | --------------------- | --------------- | --------- |
| 1   | 180-200              | 2000-3000                 | 8          | 22.5-25.0            | 100                   | 80              | 1-Т       |
| 2   | 120-135              | 1200-1500                 | 6          | 20.0-22.5            | 100                   | 80              | 0-ВМ      |
| 3   | 90-100               | 1000-1200                 | 4          | 22.5-25.0            | 40/80                 | 40              | 0-ВМ      |
| 4   | 68-80                | 750-850                   | 4          | 17.0-20.0            | 30/60                 | 40              | 0-ВМ      |
| 5   | 44-65                | 400                       | 3          | 14.7-21.7            | 30/60                 | 40              | 1-ВМ/2-ВМ |
| 6   | 28-32                | 250                       | 2          | 14.0-16.0            | 30                    | 50              | 03-ВМ     |

При этом, по согласованию между изготовителем и заказчиком допускается создание (модернизация) магистральных тепловозов по назначению и с параметрами, отличными от указанных в таблице.
Российские и советские маневровые тепловозы обычно имеют 8-позиционный контроллер машиниста, ввиду подтверждённой практикой эксплуатации нецелесообразности использования 16- и 15-позиционных контроллеров от магистральных тепловозов (например, КВ-16 от ТЭ3 на ТЭМ2).

#### Тепловозы-электростанции для путевых машин

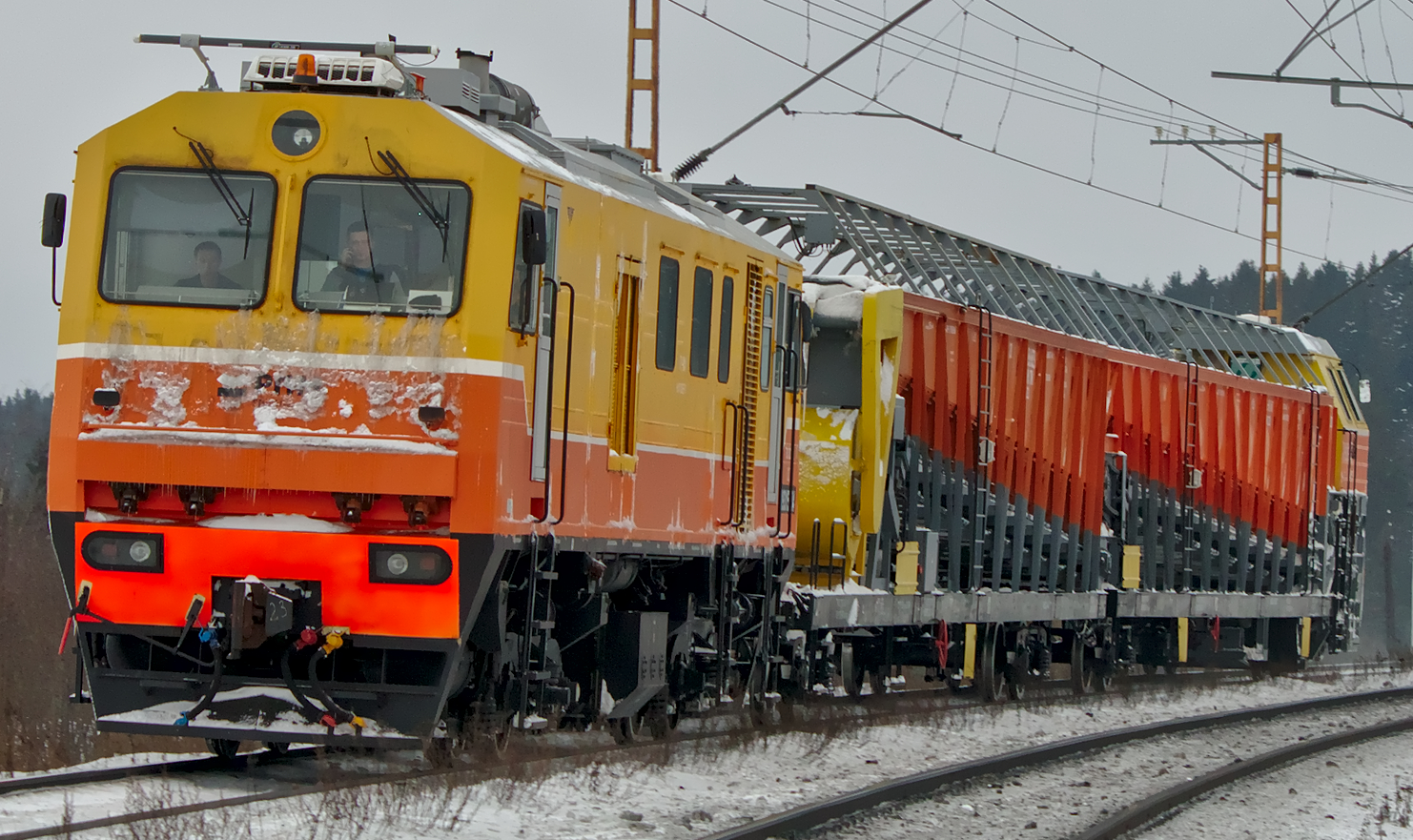
Тепловоз-электростанция ТЭС-ПСС1К со снегоуборочным поездом

Особым классом маневровых тепловозов являются тепловозы-электростанции для транспортировки и энергоснабжения путевых машин, не имеющих собственных энергетических установок, таких как снегоуборочные, щебнеочистительные, рельсошлифовальные поезда и т.п. В отличие от большинства обычных маневровых тепловозов, эти локомотивы снабжены электрическими разъёмами для электроснабжения путевых машин и нередко имеют две кабины управления по обоим концам, как магистральные локомотивы, а кузов может быть как капотного, так и вагонного типа. В маневровом рабочем режиме эти тепловозы обеспечивают движение путевой машины с небольшой рабочей скоростью, одновременно осуществляя электроснабжение её рабочих механизмов и вспомогательных систем, а в поездном режиме тепловоз осуществляет перевозку путевых машин к месту проведения работ и обратно, осуществля при этом электроснабжение только для вспомогательных систем. В некоторых случаях пульт управления локомотива может обеспечивать управление системами прицепляемых машин. В России такие тепловозы обычно именуются как универсальные тяговые модули, установки или тягово-энергетические секции и получают соответствующие обозначения.

### По количеству секций и кабин управления
По количеству секций тепловозы делятся на одно-, двух- и многосекционные (как правило трёх-, реже четырёх-, пяти- и шестисекционные). Большинство пассажирских и почти все маневровые тепловозы являются односекционными или редко двухсекционными, в то время как грузовые в основном имеют две или три секции, реже — одну или четыре и более. Большинство магистральных односекционных тепловозов с кузовом вагонного типа имеет по две односторонние кабины управления по обоим концам локомотива, что позволяет им менять направление движения путём перехода локомотивной бригады в другую кабину, в то время как большинство односекционных тепловозов с кузовом капотного типа выполняются однокабинными. У маневровых однокабинных односекционных тепловозов кабины являются двухсторонними, имея пульты управления и окна по обоим бортам локомомотива, в то время как у магистральных тепловозов с кузовом капотного и особенно вагонного типа кабины зачастую выполняются односторонними, что как правило требует разворота тепловоза на конечных станциях при одиночной эксплуатации. Двухсекционные магистральные тепловозы как правило состоят из двух одинаковых секций, каждая из которых имеет по одной кабине управления с крайней стороны и межсекционный переход со стороны сцепа с другой секцией. У маневровых тепловозов иногда в качестве второй секции может используется бустерная секция, которая не имеет своей кабины управления, а в некоторых случаях она также не имеет и дизеля и служит лишь для увеличения сцепного веса. Многосекционные тепловозы помимо двух секций с кабинами имеют промежуточные секции, которые либо не имеют кабин управления, либо имеют упрощённую кабину для маневровых передвижений, не предназначенную для длительного управления из неё при движении по магистрали. Чаще всего эти секции также имеют дизельный двигатель и служат в роли бустерных, но в некоторых случаях могут использоваться в качестве газогенераторных секций либо тендерных секций с ёмкостью для хранения сжатого или сжиженного газа у газотепловозов, в этом случае секции обычно не имеют двигателей.

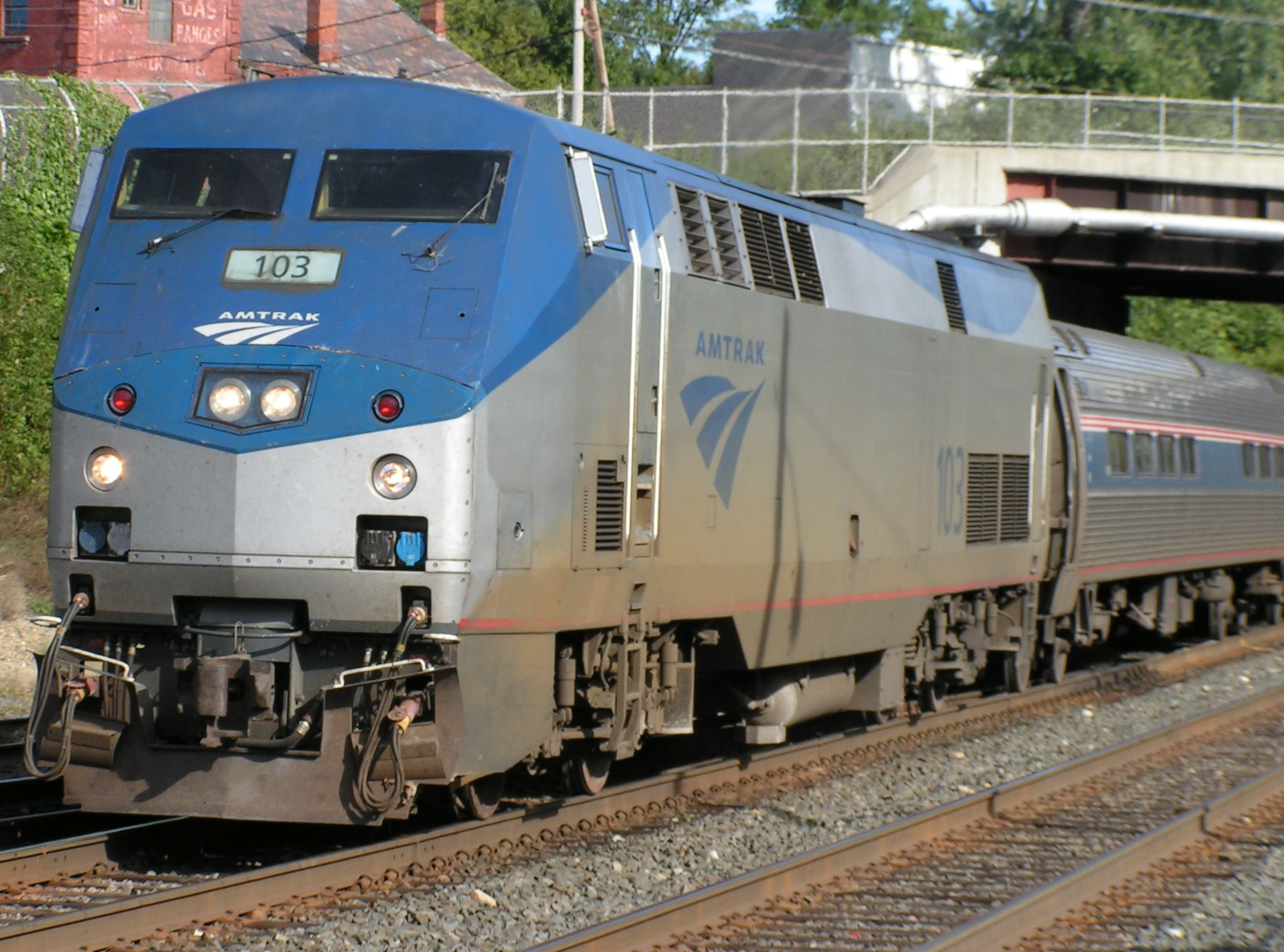
Односекционный однокабинный четырёхосный пассажирский тепловоз GE P42DC в США
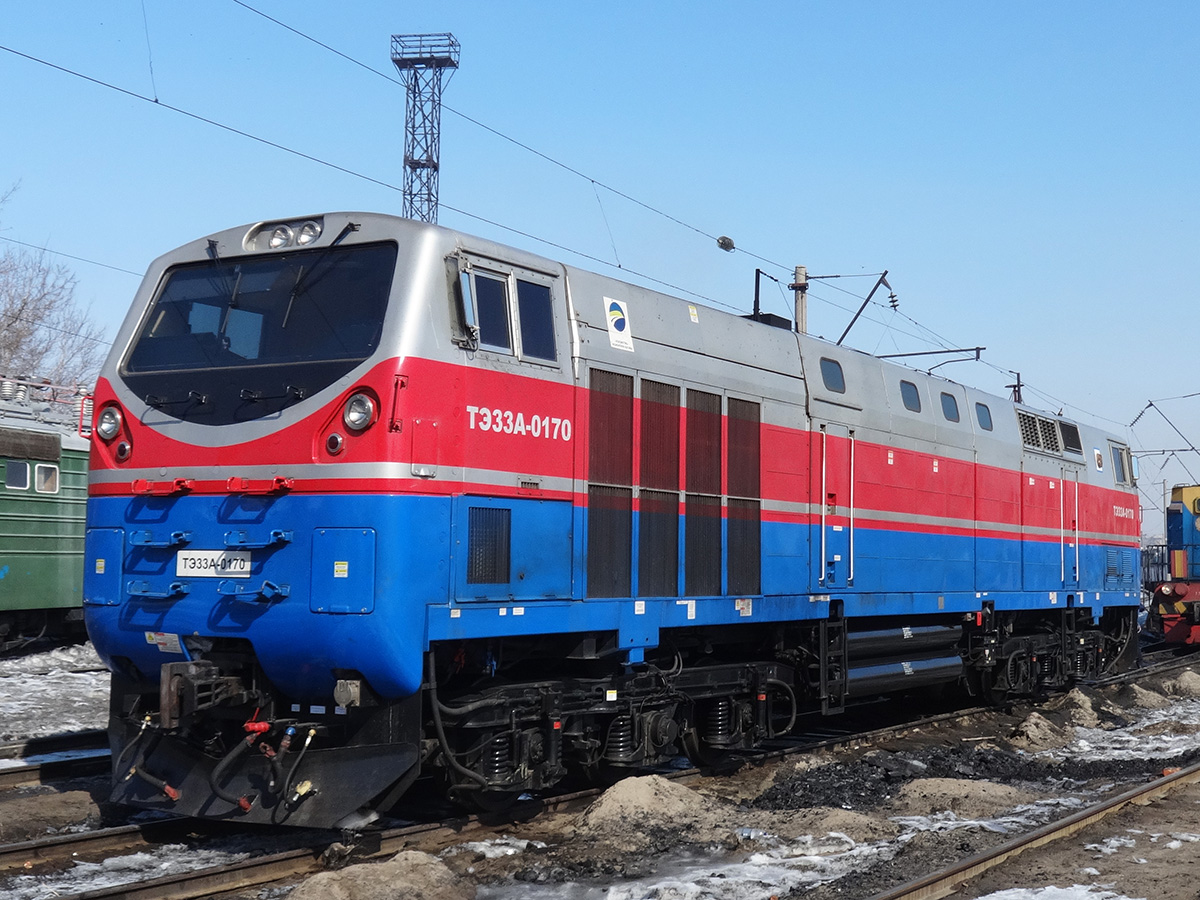
Односекционный двухкабинный шестиосный грузовой тепловоз ТЭ33А в Казахстане
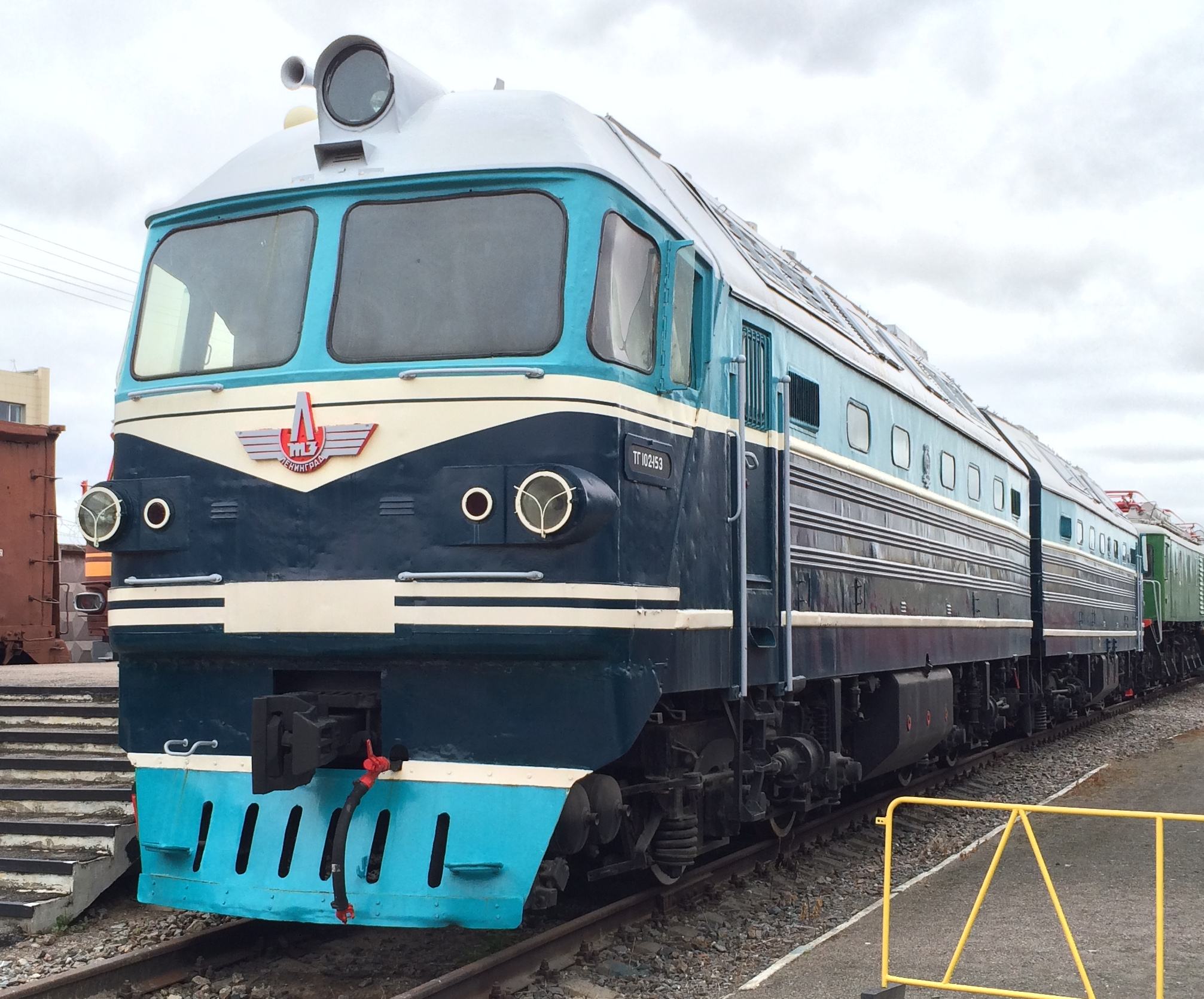
Двухсекционный магистральный тепловоз с четырёхосными секциями и гидропередачей ТГ102 в России
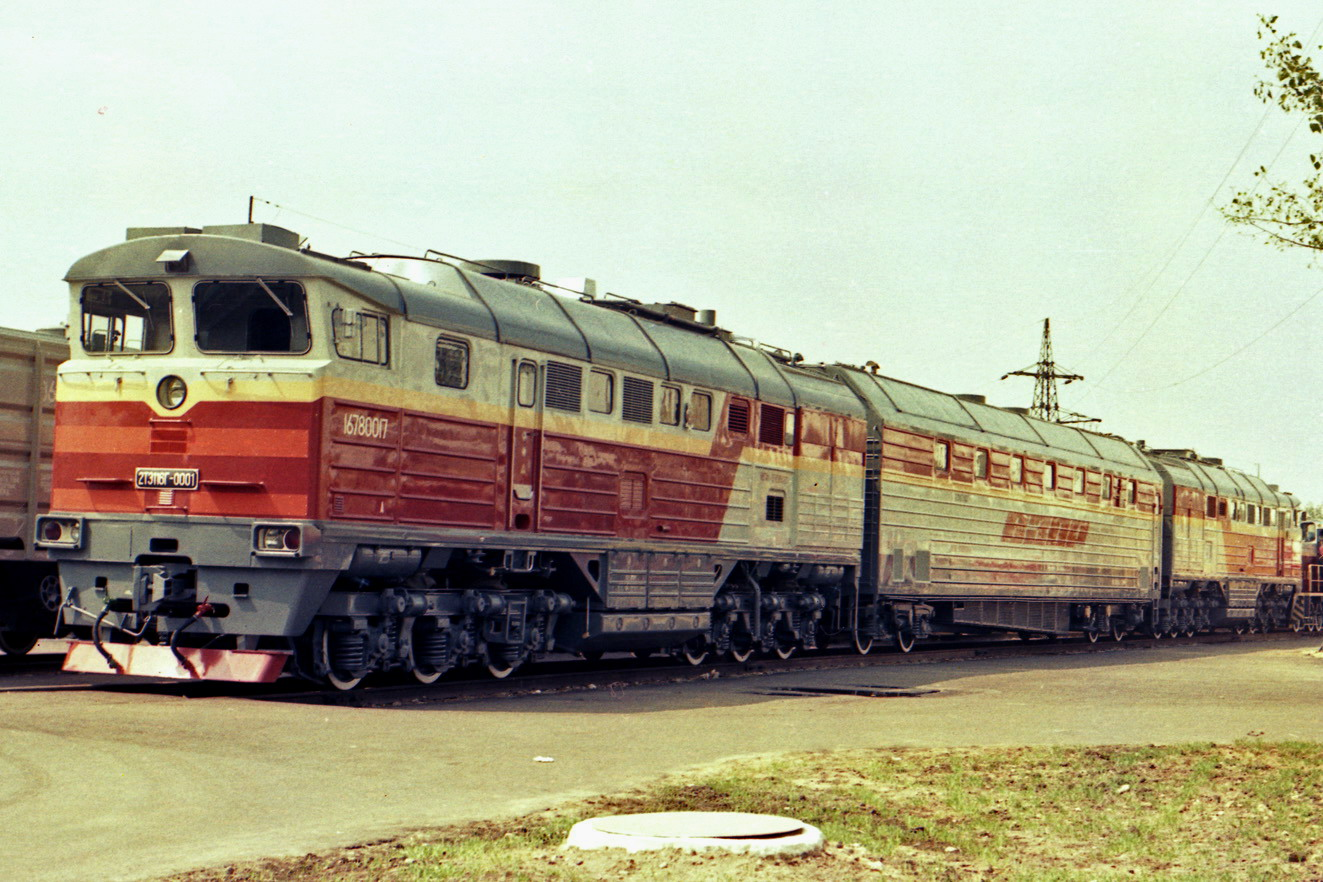
Трёхсекционный грузовой тепловоз 2ТЭ116Г с головными шестиосными тяговыми секциями и промежуточной тендерной четырёхосной секцией в России
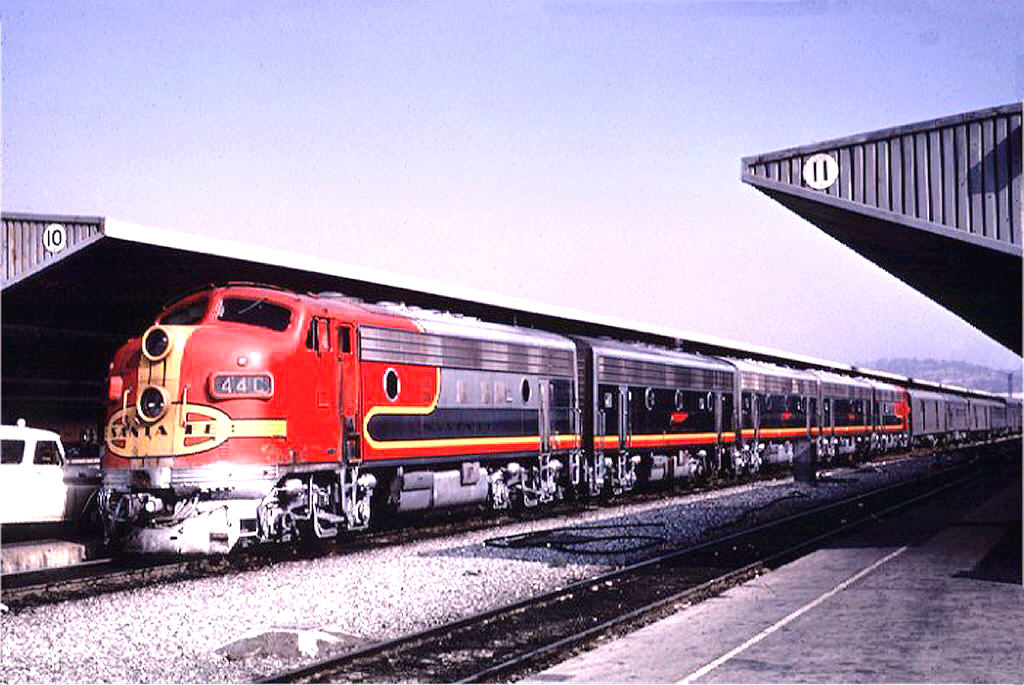
Пятисекционный грузовой тепловоз EMD F7 в США с двумя головными и тремя бустерными четырёхосными секциями

### По типу передачи
По типу передачи различают тепловозы с электрической, гидравлической и механической передачей. Тепловозы с электрической передачей подразделяются на тепловозы с передачей постоянного тока, переменно-постоянного тока и переменно-переменного тока; а тепловозы с гидравлической передачей — на тепловозы с гидродинамической и гидромеханической передачей.
Также различают тепловозы с индивидуальным приводом, у которых каждая колёсная пара приводится собственным тяговым электродвигателем через свои редукторы (их обычно два), и с групповым приводом, когда несколько колёсных пар приводятся параллельно дышловой или карданной передачей (как правило, у тепловозов с гидравлической передачей).

### По конструкции ходовой части
По конструкции ходовой части тепловозы делятся на тележечные и бестележечные. У тележечных тепловозов колёсные пары размещены в специальных тележках, которые могут поворачиваться относительно кузова, в то время как у бестележечных колёсные пары жёстко соединены с рамой кузова. Практически все современные магистральные и большинство маневровых тепловозов являются тележечными, в то время как некоторые маломощные двухосные и трёхосные маневровые и промышленные тепловозы — бестележечными. У тележечных тепловозов каждая секция как правило опирается на две или реже три тележки, которые могут быть двух, трёх и четырёхосными. В современных тепловозах, как правило, все оси являются движущими, однако встречаются (редко) тепловозы, у которых отдельные оси не имеют двигателей и являются бегунковыми или поддерживающими.

### Обозначения советских и российских тепловозов
При обозначении серий тепловозов в СССР и России зачастую применялась следующая аббревиатура:
- Т — тепловоз
- Э — электрическая передача
- Г — гидравлическая передача
- П — пассажирский
- М — маневровый

Стоящая впереди цифра обозначает количество секций (например, 2ТЭ116 — тепловоз из двух секций; 4ТЭ10С — из четырёх секций). Отсутствие впереди цифры чаще всего указывает на тепловоз из одной секции. Данная система обозначения отчасти сохранилась в России, однако в других странах, входивших в СССР, она изменена. Связано это с переводом обозначений на национальные языки.
У магистральных тепловозов, спроектированных и произведённых при СССР, по номеру серии можно определить и завод-изготовитель:
- От 1 до 49 — Харьковский завод транспортного машиностроения,
- От 50 до 99 — Коломенский тепловозостроительный завод,
- От 100 и выше — Луганский тепловозостроительный завод

Тепловозы-электростанции в России получили отдельную систему обозначений, например: УТМ — универсальный тяговый модуль (серии УТМ1—УТМ5), ПТМ — путевая тяговая машина (ПТМ630), ТЭУ — тягово-энергетическая установка (ТЭУ400, ТЭУ630), ТЭС — тягово-энергетическая секция (ТЭС1000, ТЭС1200, ТЭС1400, ТЭС ПСС1К) и ПА — передвижной агрегат (ПА300, ПА400).
В других странах обозначения серий тепловозов устанавливаются по разному: железными дорогами, как в ЕЭС, фирмами-изготовителями, как в США.

### Автономный тяговый подвижной состав, сходный с тепловозами
Дизель-поезд и автомотриса
Дизель-поезд — автономный тяговый железнодорожный подвижной состав с дизельной силовой установкой, состоящий из не менее чем двух вагонов из которых как минимум один вагон моторный, и предназначенный для перевозки пассажиров или грузов. Одиночные самоходные моторные вагоны с дизельной силовой установкой называют автомотрисами.
Дизель-поезда обычно выполняются по типу электропоездов — то есть, составом из головных и промежуточных вагонов, выполненных в единой стилистике и имеющих пассажирские салоны или места для перевозки грузов в каждом вагоне. Дизельный двигатель и другая силовая аппаратура в них размещается либо в специальном машинном отделении, либо в подвагонном пространстве, и может располагаться как в головных, так и в промежуточных вагонах. У дизель-поездов с электрической передачей тяговые электродвигатели и дизель-генераторы могут быть разнесены по разным вагонам, что особенно характерно для гибридных дизель-электропоездов. В отличие от тепловозов, используемых для тяги вагонов и поездов, дизель-поезда и автомотрисы как правило эксплуатируются самостоятельно или в сцепе друг с другом по системе многих единиц без прицепления каких либо иных вагонов, хотя в некоторых случаях автомотрисы применяются для тяги обычных вагонов, в том числе не унифицированных с ними по конструкции.

Моторвагонные дизель-поезда и автомотрисы
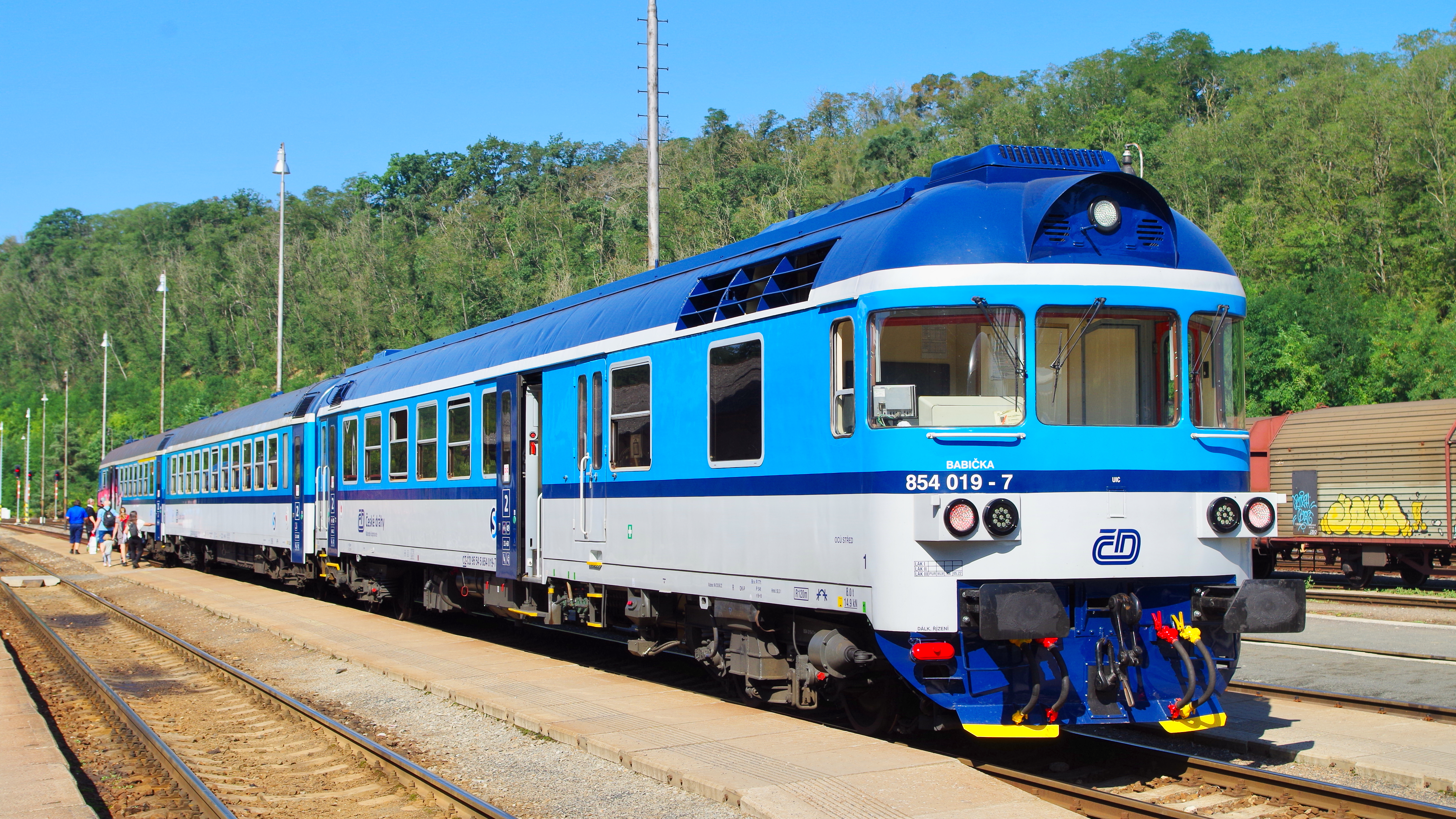
Чешская автомотриса серии 854 с прицепными вагонами
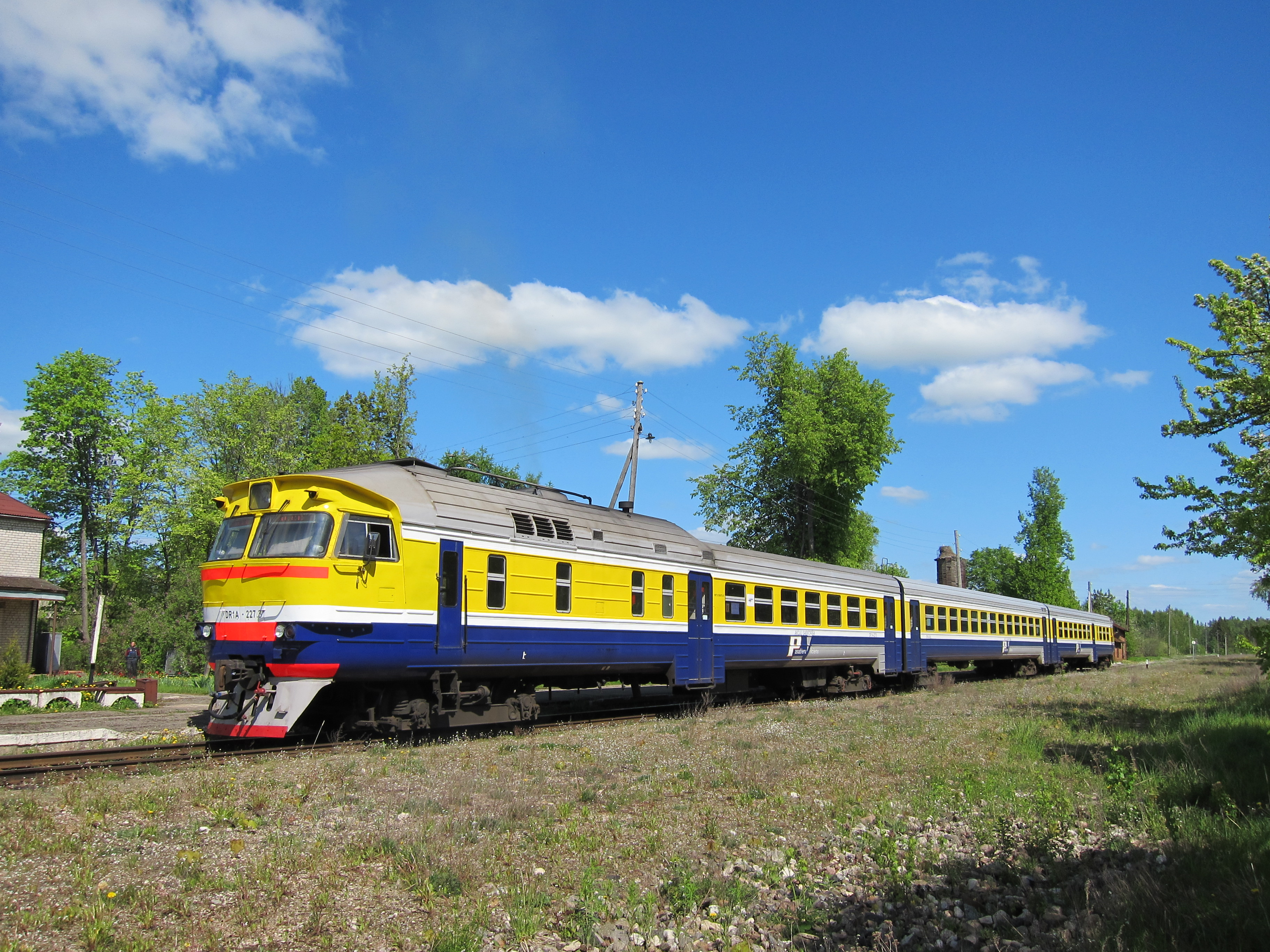
Пригородный пассажирский дизель-поезд типа ДР1А, в котором головной моторный вагон имеет салон для перевозки пассажиров.
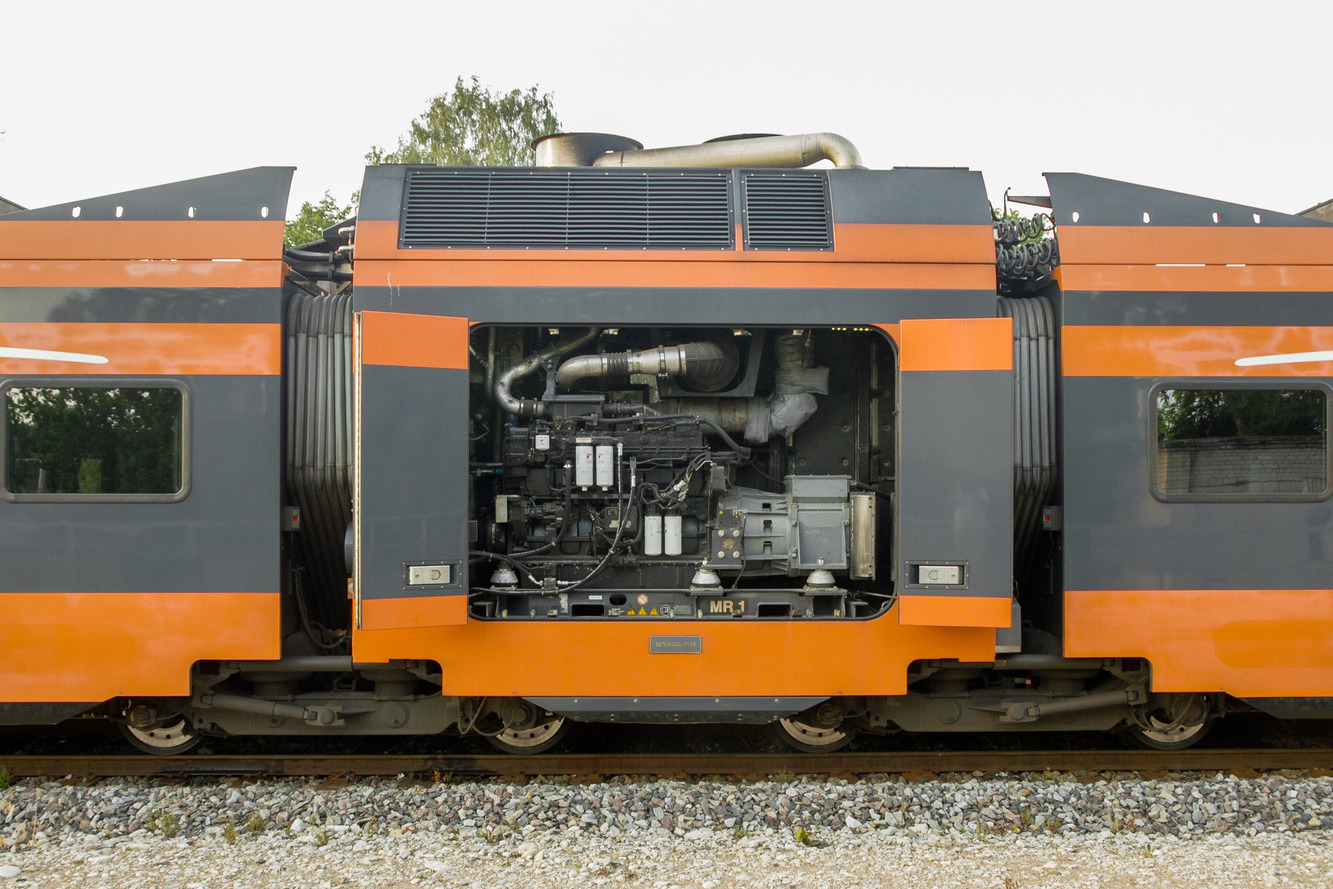
Промежуточный сочленённый дизель-генераторный модуль дизель-поезда Stadler Flirt с открытыми дверцами моторного отсека. При этом тяговые двигатели расположены в соседних пассажирских вагонах
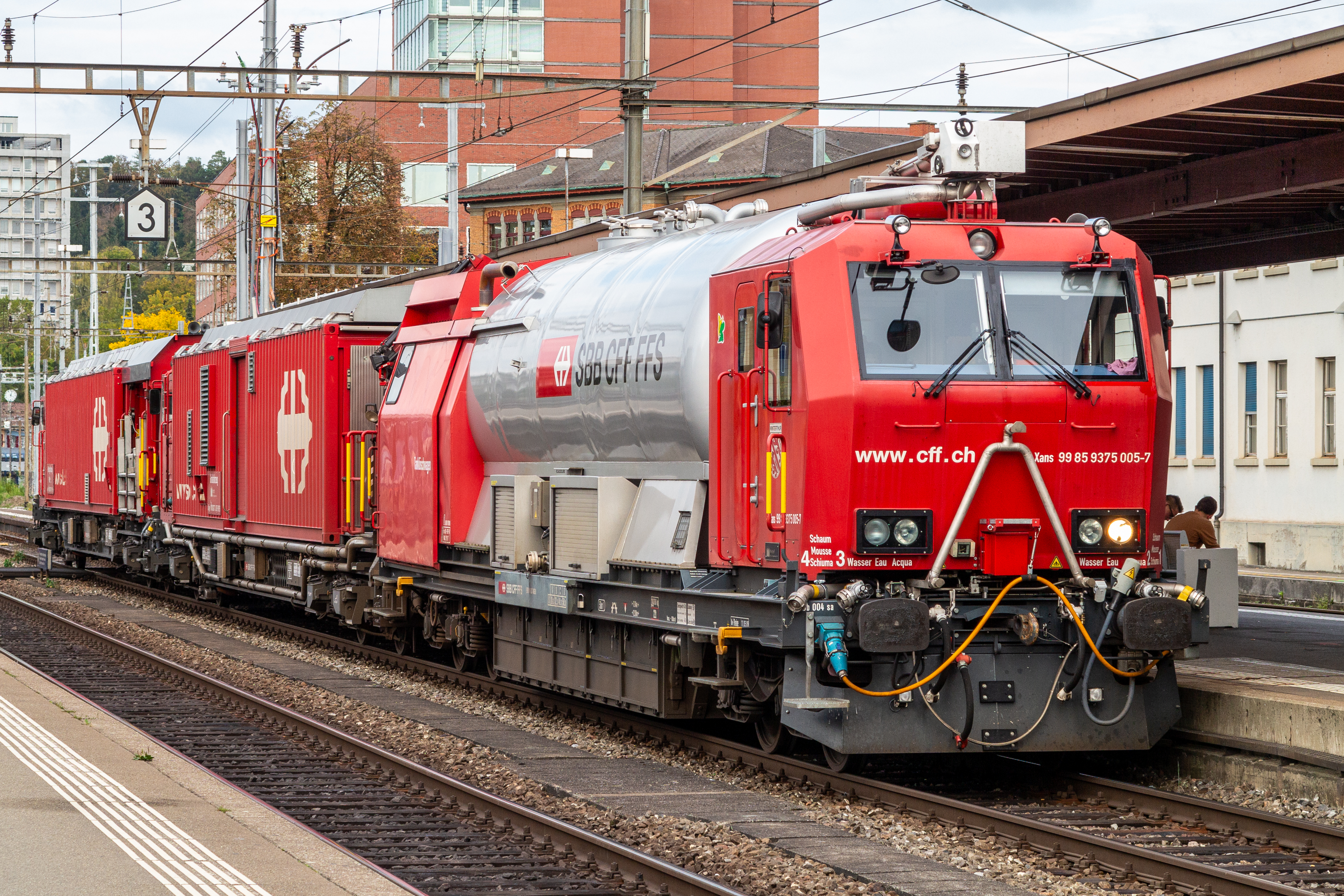
Пожарный дизель-поезд на базе грузового дизель-поезда CargoSprinter. Дизельные двигатели расположены под рамами вагонов

Также существуют дизель-поезда, у которых один или оба головных моторных вагона не имеют мест для перевозки пассажиров или грузов, ввиду чего они могут быть классифицированы как односторонние однокабинные тепловозы. Отличием от полноценных тепловозов является то, что при этом они унифицированы по конструкции с вагонами и предназначены только для совместной эксплуатации с ними (эксплуатация с другими типами вагонов зачастую затруднена из-за специфической конструкции межвагонных сцепных устройств, переходов и соединений), а в некоторых случаях не могут быть расцеплены из-за наличия общих сочленённых тележек. Такой головной вагон-тепловоз принято называть «тяговой головой». Примерами таких дизель-поездов являются британские Intercity 125 (HST), у которых головные моторные вагоны классифицируются как тепловозы серии 43, или испанские Talgo XXI, у которых головные моторные вагоны имеют обозначение серии 355 в общем ряду с тепловозами, при этом вагон имеет сочленённую заднюю тележку и не может быть расцеплен от поезда. В особых случаях дизель-генератор в таких поездах может быть размещён и в отдельном вагоне, как например у испанского гибридного дизель-электропоезда Talgo 250 Dual (серия 730), у которого моторные головные вагоны технически представляют собой электровозы, как и в электропоездах Talgo 250, а дизель-генераторы для движения на неэлектрифицированных участках размещены в крайних промежуточных вагонах, сочленённых с пассажирскими.
И также к дизель-поездам в широком смысле могут быть отнесены челночные поезда с тепловозной тягой («тяни-толкай»), в составе которых на постоянной основе вместо моторных вагонов используются серийные тепловозные секции, которые обычно сцепляются по краям пассажирского состава с одной или двух сторон, в случае использования одной секции с противоположной стороны находится головной прицепной вагон с кабиной управления. Такие тепловозы внешне заметно отличаются от вагонов по дизайну и габаритам, хотя для придания единого стиля их нередко окрашивают по общей с ними цветовой схеме. Зачастую аналогичные тепловозы также эксплуатируются как самостоятельные тяговые единицы. Такого рода поезда широко распространены в США и Канаде, некоторых странах Европы (в основном в Великобритании и Ирландии) и в Израиле. В странах бывшего СССР примерами таких поездов являются ДРБ1, ДДБ1, ДПМ1 и ДПЛ1, использующие секции тепловозов 2М62, ДПЛ2 и ДТ116, использующие секции 2ТЭ116, а также поезд ДЛ2, имевший уникальные тепловозные секции, конструктивно схожие с тепловозом ТГ21.

Дизель-поезда с моторными вагонами тепловозного типа и тепловозной тяги («тяни-толкай»)
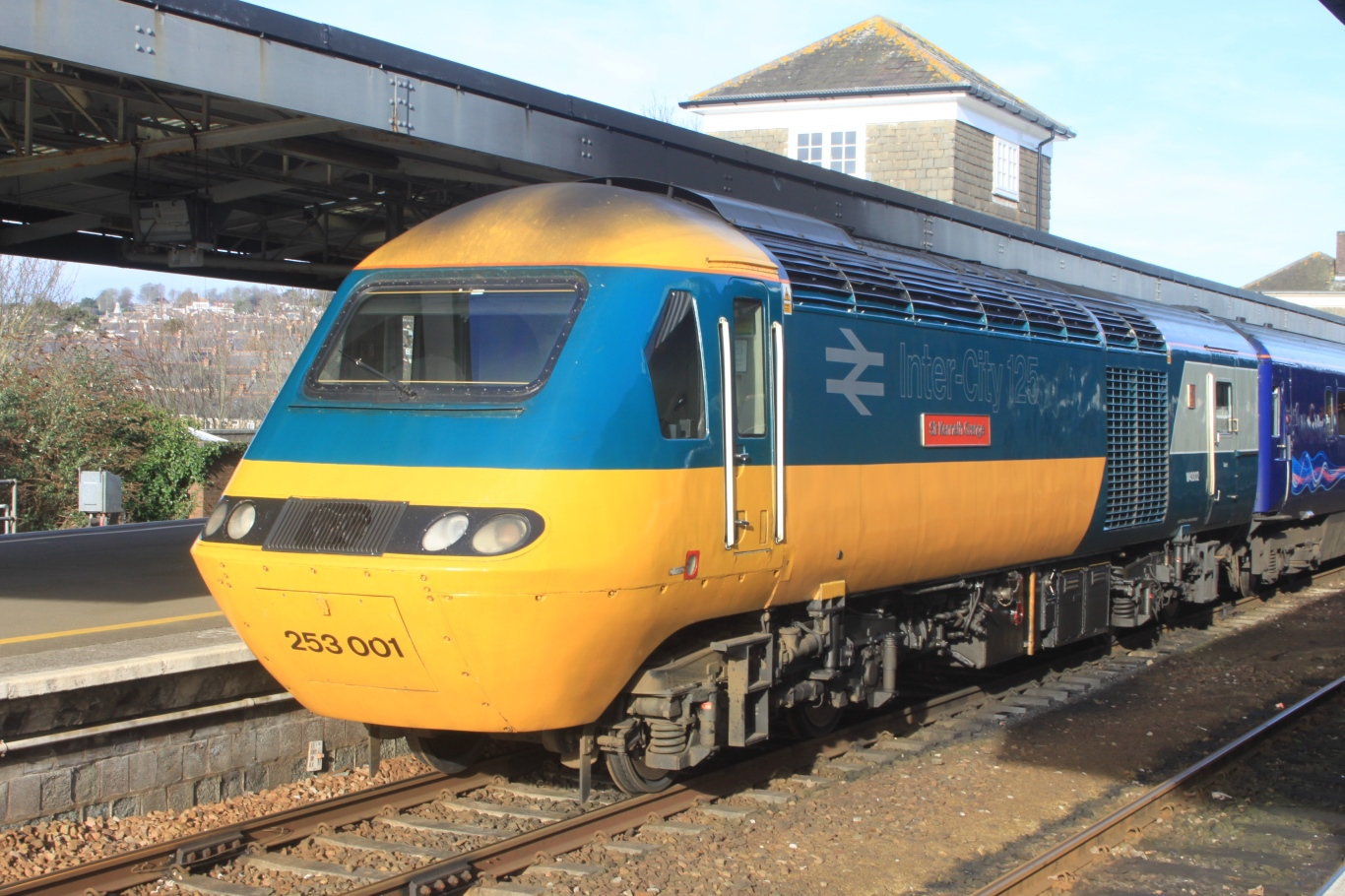
Моторный головной вагон 43002 высокоскоростного дизель-поезда Intercity 125 без пассажирских мест, который может быть классифицирован как тепловоз
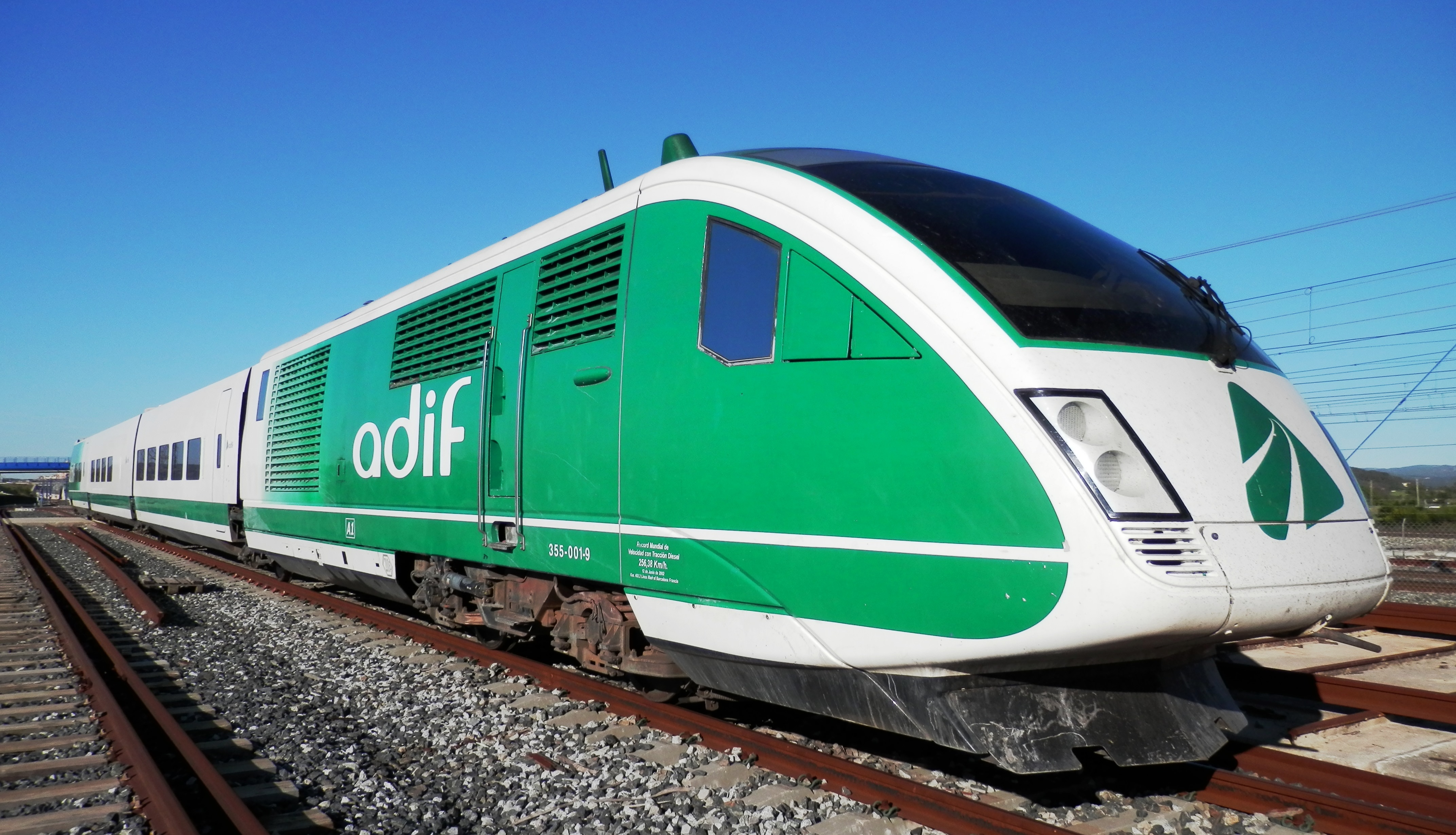
Моторный головной вагон высокоскоростного дизель-поезда Talgo BT, классифицированный как тепловоз серии 355, но не расцепляемый с пассажирскими
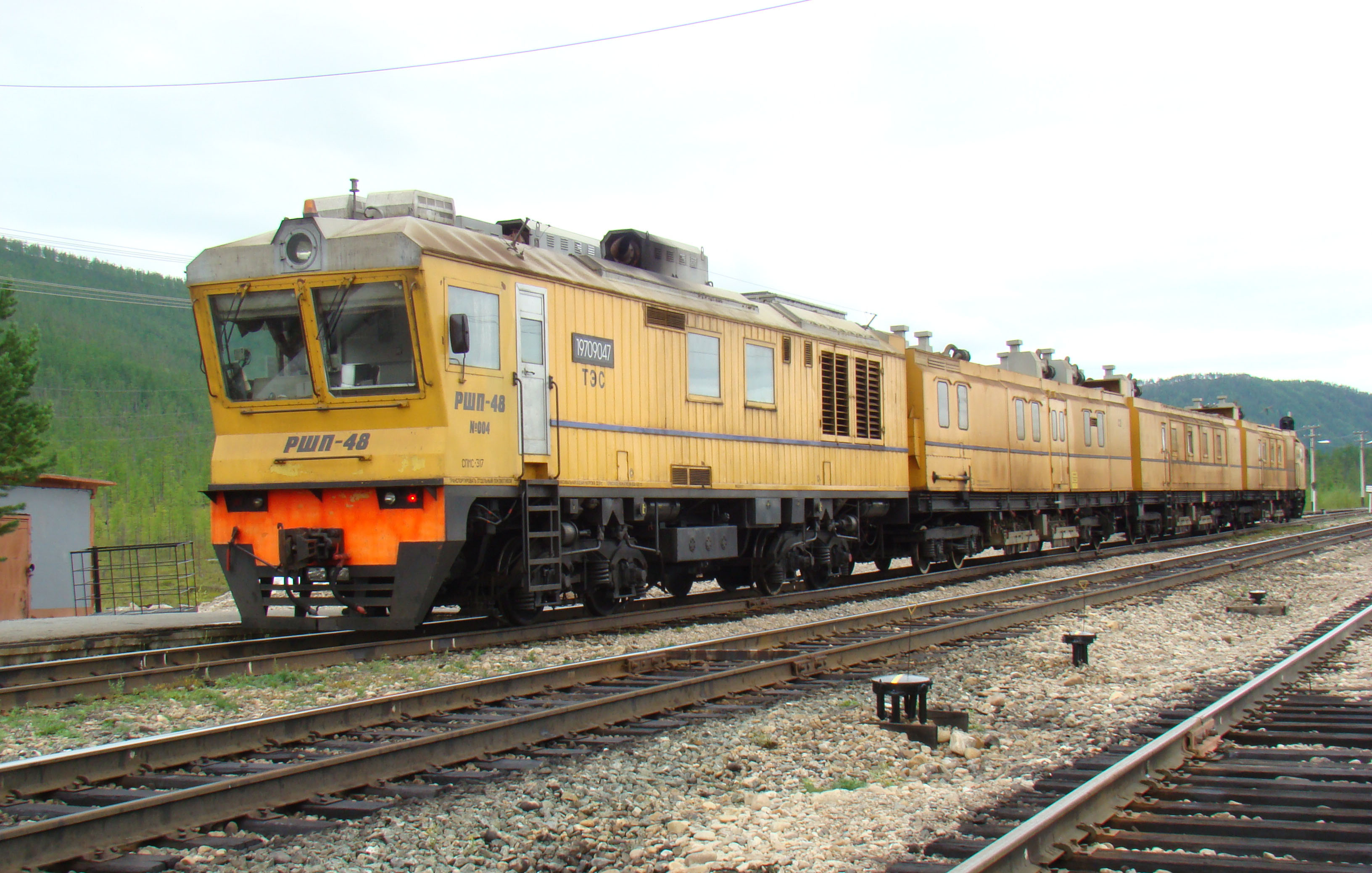
Рельсошлифовальный дизель-поезд РШП48К. Ближний головной вагон — моторный с дизельным двигателем, выполненный по типу тепловоза, остальные — служебные с местами для персонала
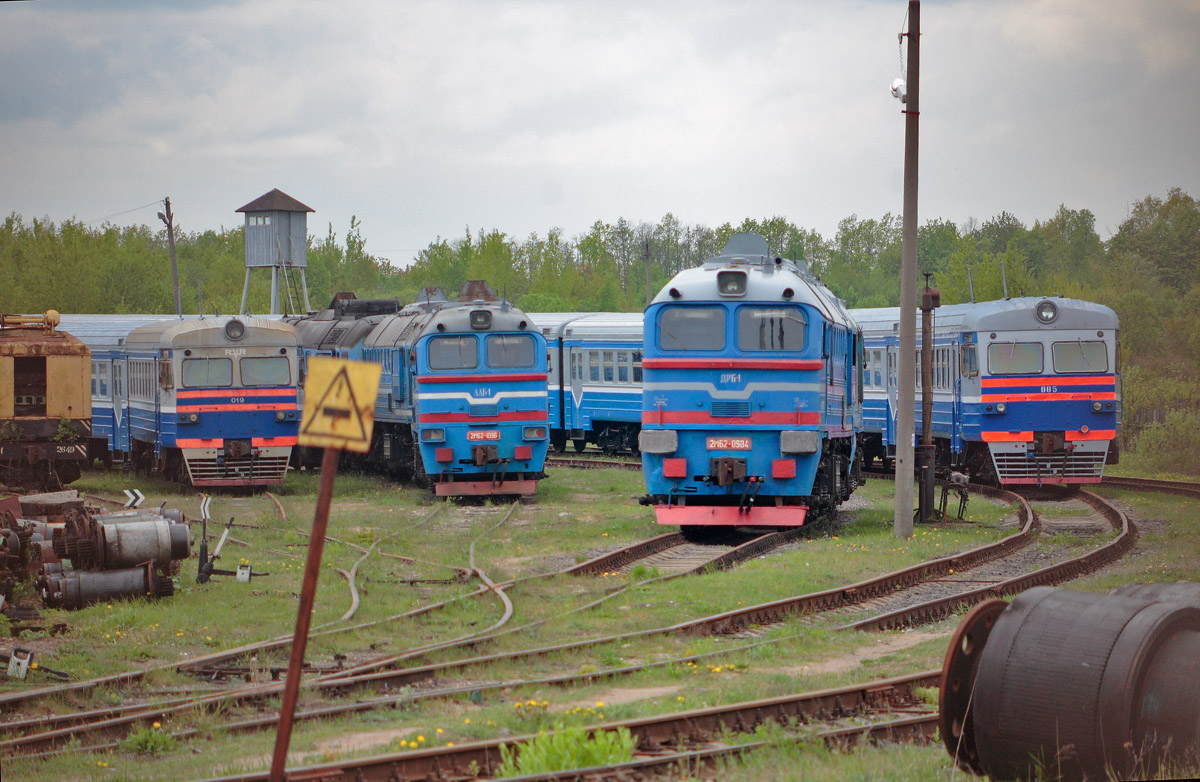
Дизель-поезда ДДБ1 тепловозной тяги типа «тяни-толкай». В середине — поезда со стороны тепловозных секций 2М62У, по краям — со стороны головных вагонов

Газотурбовоз
Автономный локомотив, первичным двигателем которого является газотурбинный двигатель.
Хотя газотурбинный двигатель также является двигателем внутреннего сгорания, ввиду чего газотурбовоз может считаться подвидом тепловоза, однако внешние характеристики газовой турбины настолько отличаются от таковых у дизеля, что устройство данных локомотивов оказывается разным. Подавляющее большинство газотурбовозов фактически являются гибридными локомотивами, так как обычно оснащаются, помимо турбины, дизелем небольшой мощности для манёвров и следования резервом ввиду большого расхода топлива газовой турбиной даже при низких нагрузках, в этом случае они работают в режиме тепловоза. Также у некоторых газотурбовозов американского оператора Union Pacific позднего выпуска имелась головная тепловозная секция с дизельным двигателем, которая могла работать как самостоятельный тепловоз, в то время как газотурбинный двигатель размещался в бустерной секции.
Гибридный локомотив с дизельным двигателем
Локомотив, имеющий не менее двух различных источников энергии. Таковыми являются: электротепловоз, газотурбовоз с дизельным двигателем, теплопаровоз.

Гибридные локомотивы с дизельным двигателем
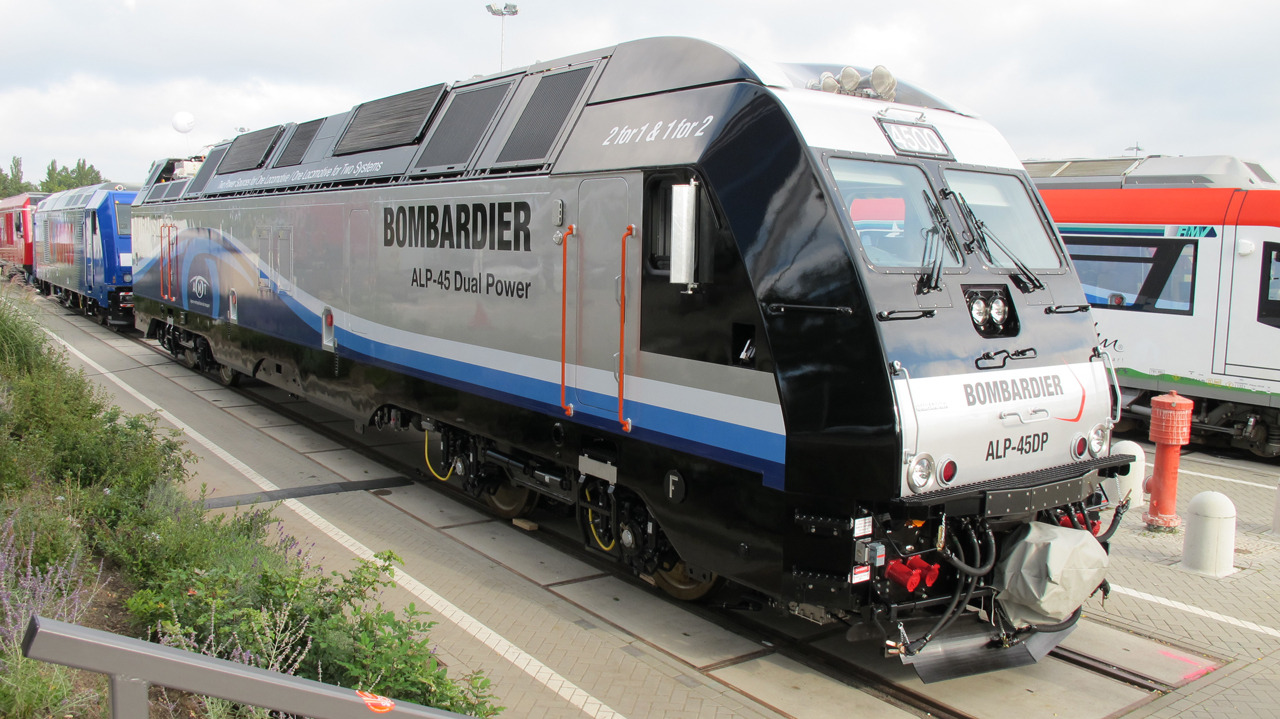
Магистральный электротепловоз ALP-45DP с объединённым оборудованием в одной секции
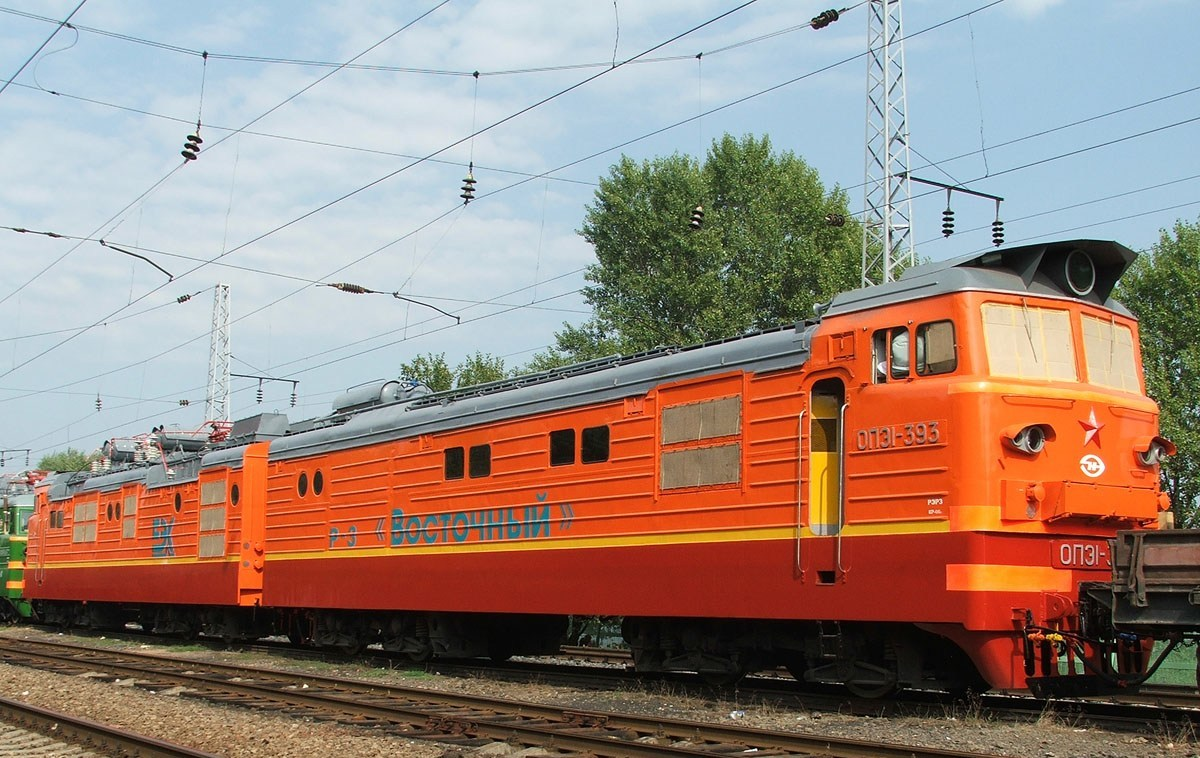
Промышленный электротепловоз ОПЭ1-393 с тепловозной и электровозной секциями
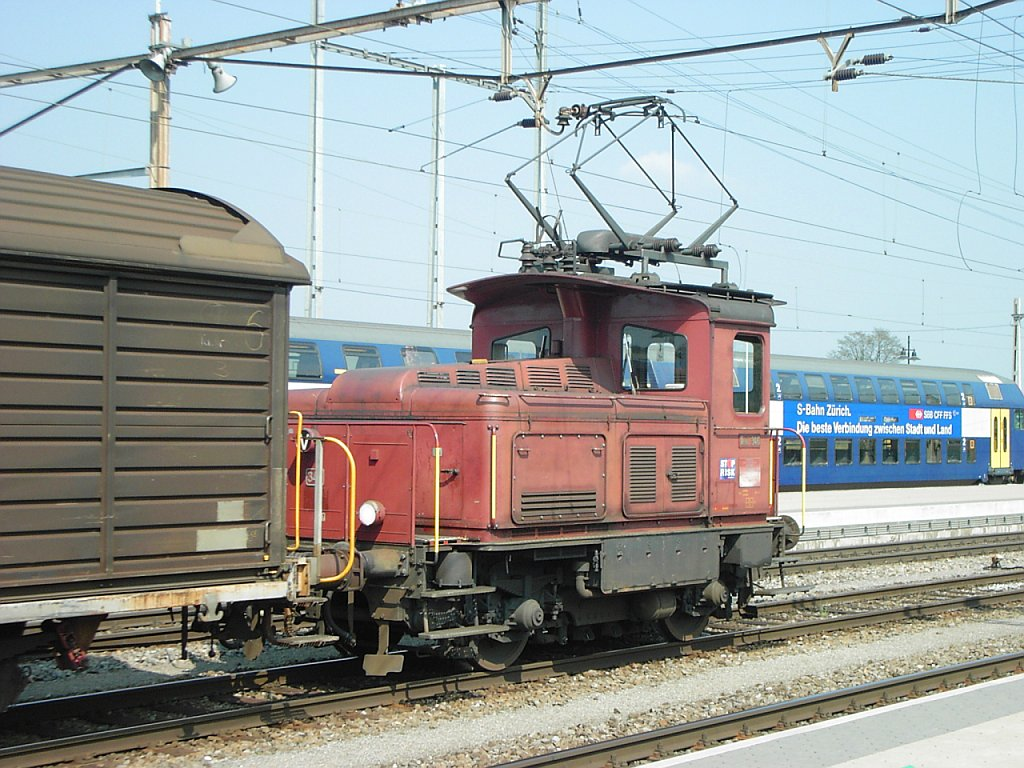
Маневровый электротепловоз Tem 346
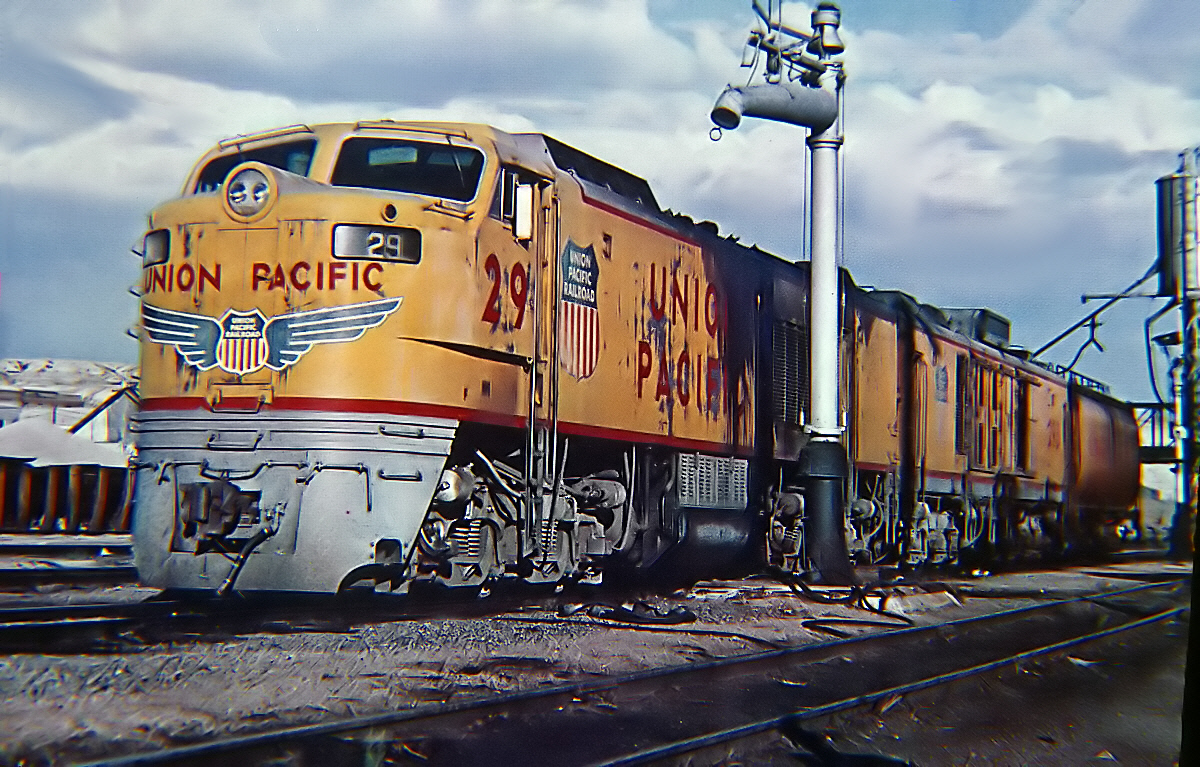
Газотурбовоз Union Pacific с головной тепловозной секцией и бустерной газотурбинной секцией

Мотовоз
Самоходное автономное рельсовое транспортное средство с двигателем небольшой мощности (до 220 кВт) для вспомогательных работ на магистральных, станционных и подъездных железнодорожных путях. Фактически являет собой маломощную разновидность тепловоза.
Дизелевоз
Самоходное автономное рельсовое транспортное средство с дизельным двигателем, предназначенное для вождения поездов по узкоколейным путям в подземных выработках горнодобывающих предприятий и подземном строительстве. От обычных тепловозов и мотовозов отличается наличием специальных катализаторов и фильтров для очистки выхлопных газов от окиси углерода и токсических продуктов сгорания рабочей смеси, необходимых для эксплуатации в условиях подземных шахт и тоннелей по причине сложности их отвода. По конструкции механической части дизелевозы аналогичны узкоколейным шахтным электровозам. В целом же обособление понятия «дизелевоз» отдельно от тепловоза именно для подземных локомотивов характерно только для железнодорожной терминологии России и стран бывшего СССР, поскольку за рубежом и те и другие называют дизельными локомотивами.
Локомобиль
Машина на комбинированном ходу, которая может использоваться как на автомобильной дороге, так и на рельсовом пути.

Маломощные дизельные локомотивы и их аналоги
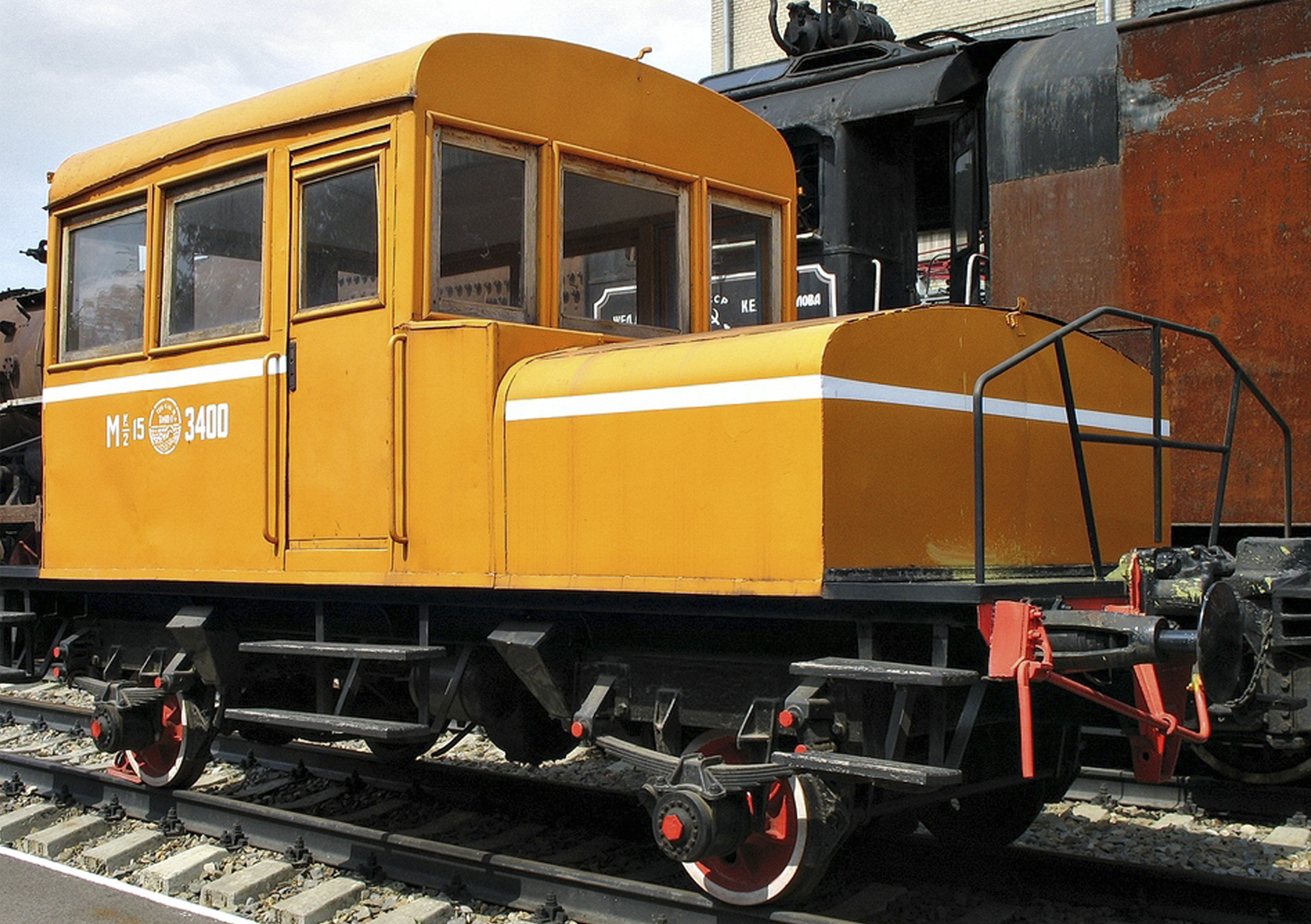
Мотовоз МК-2/15
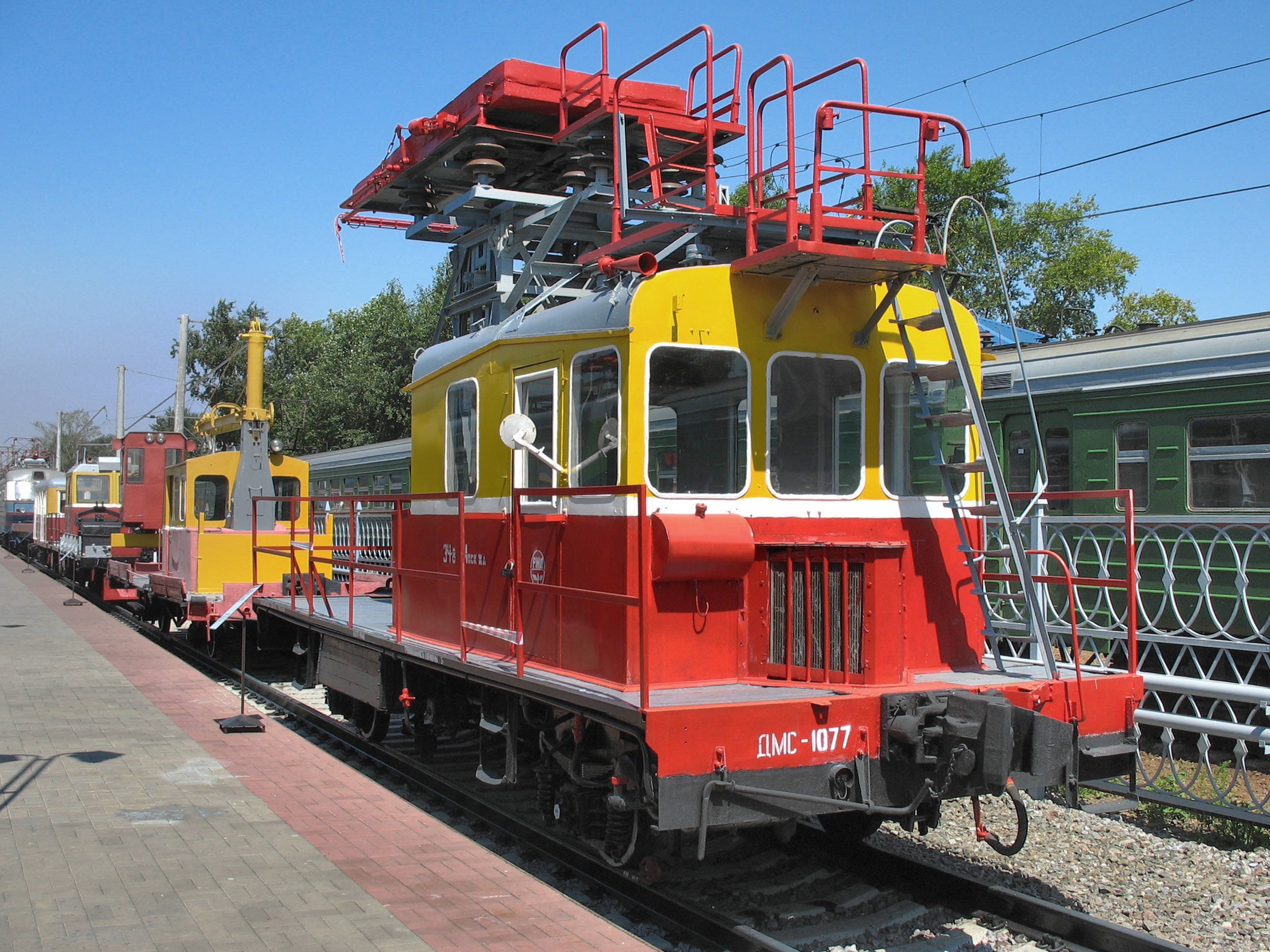
Автодрезина ДМСУ
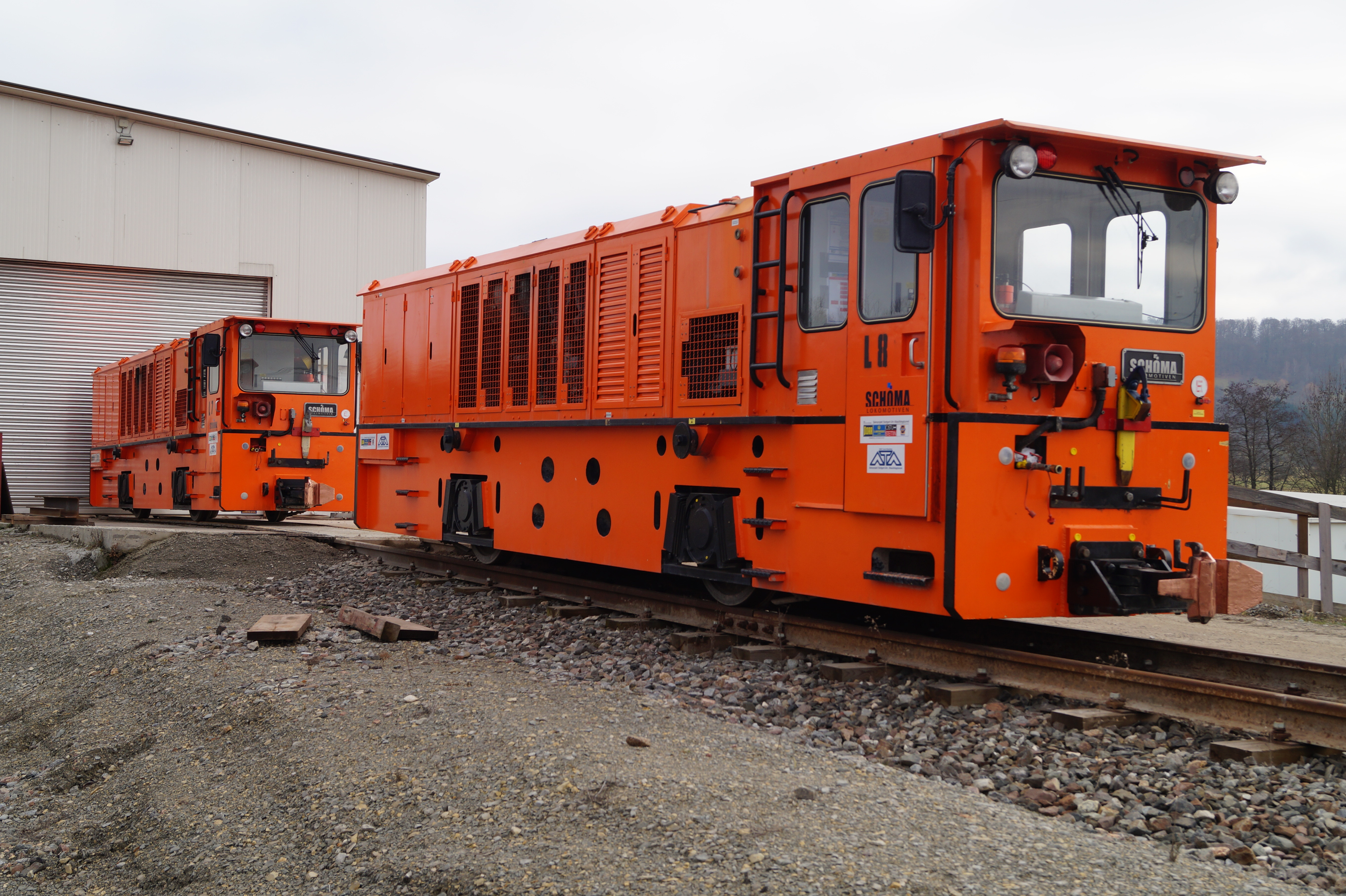
Подземные дизелевозы Schöma
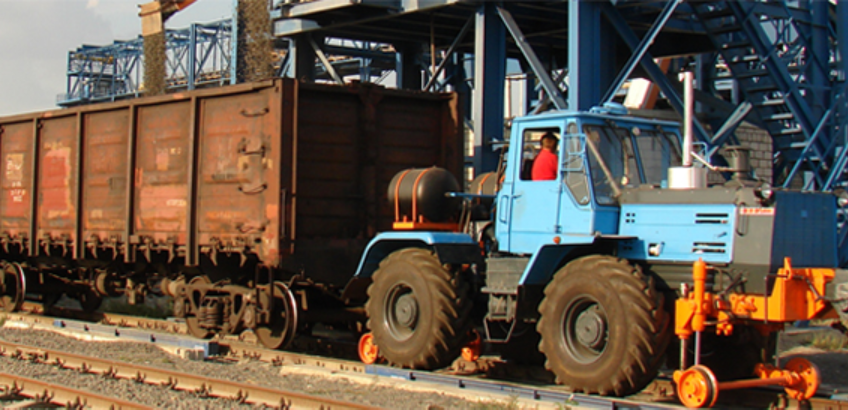
Колесно-рельсовый тягач КРТ-1 на базе трактора ХТЗ-150К-09-25-03 (локомобиль)

## Общий принцип работы и конструкция

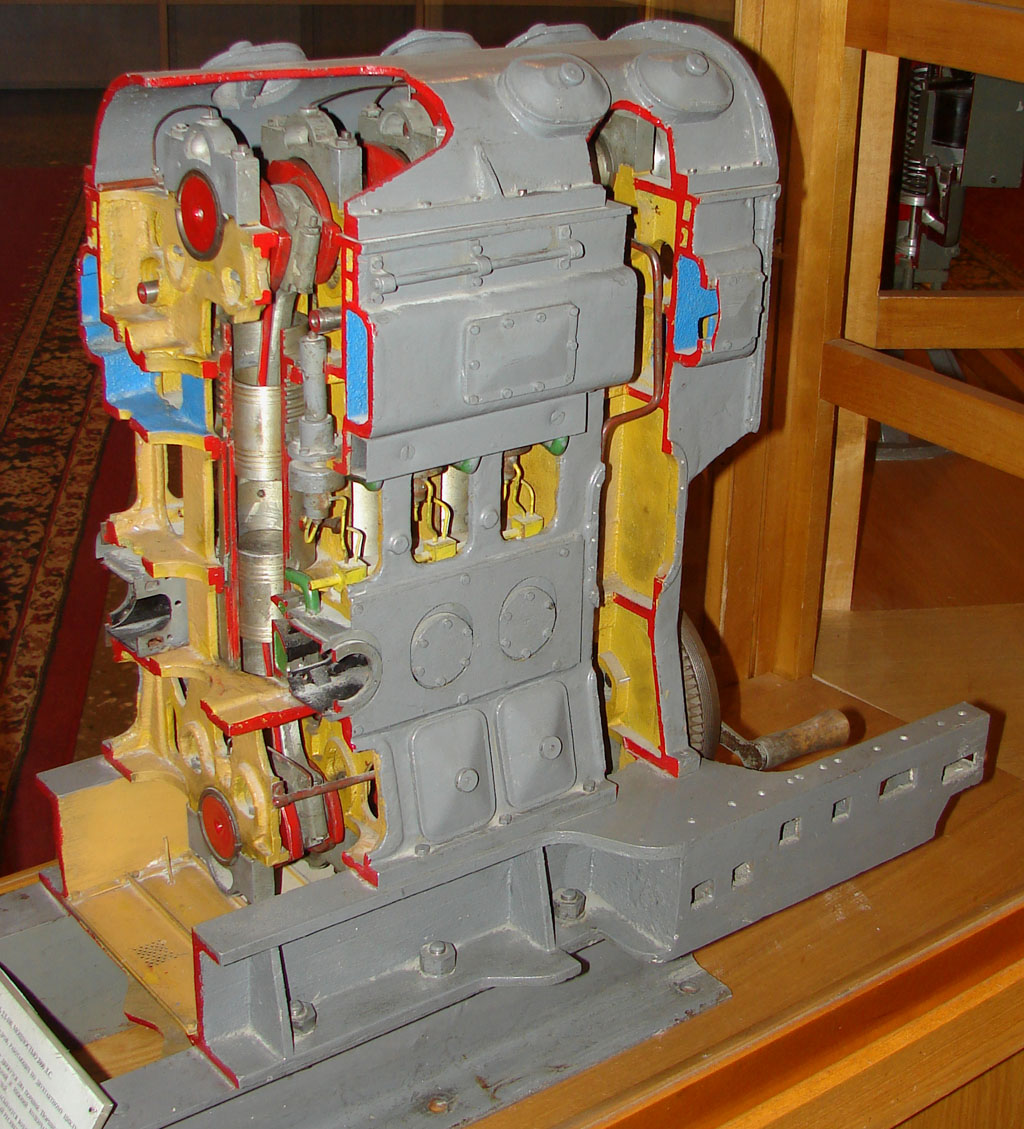
Модель десятицилиндрового дизеля 2Д100, применявшегося на тепловозах ТЭ3

1 — дизель
2 — холодильная камера
3 — высоковольтная камера
4 — выпрямительная установка
5 — тяговый электродвигатель
6 — тяговый генератор
7 — стартер-генератор
8 — глушитель
9 — бак для воды
10 — передняя кабина машиниста
11 — задняя кабина машиниста
12 — аккумуляторная батарея
13 — топливный бак
14 — воздушный резервуар
15 — тележка
16 — топливный насос
17 — бункер песочницы
18 — колёсная пара
19 — метельник
20 — буфер

### Передача, её значение и виды
Основная сложность при создании тепловоза заключалась в его неработоспособности при непосредственном соединении вала дизеля с колёсными парами из-за несоответствия скоростной характеристики дизеля и тяговой характеристики локомотива. Зависимость силы тяги от скорости движения является основной характеристикой тепловоза и называется тяговой характеристикой. Для случая максимального использования мощности локомотива график такой характеристики представляет собой гиперболу, в каждой точке которой произведение силы тяги на скорость локомотива равно его максимальной мощности. История создания тепловоза как пригодного к эксплуатации локомотива, по сути, является историей создания передачи, обеспечивающей должное согласование дизеля и локомотива и делающей работоспособной систему «локомотив с дизелем».
В современных тепловозах используются электрическая, гидравлическая(гидродинамическая)/гидромеханическая и механическая передачи. До введения передачи делались попытки создания специальных дизелей (Василий Гриневецкий), использования дополнительных источников энергии в виде подачи в цилиндры дизеля сжатого воздуха (тепловоз Р. Дизеля и А. Клозе), построение теплопаровозов (ТП1, № 8000, № 8001), для тех же целей использовавших пар. Все эти попытки оказались неудачными, а в исторической перспективе — бессмысленными, так как вместо адаптации локомотива как системы для работы со вполне удачным двигателем делали сам двигатель неработоспособным.

#### Механическая передача

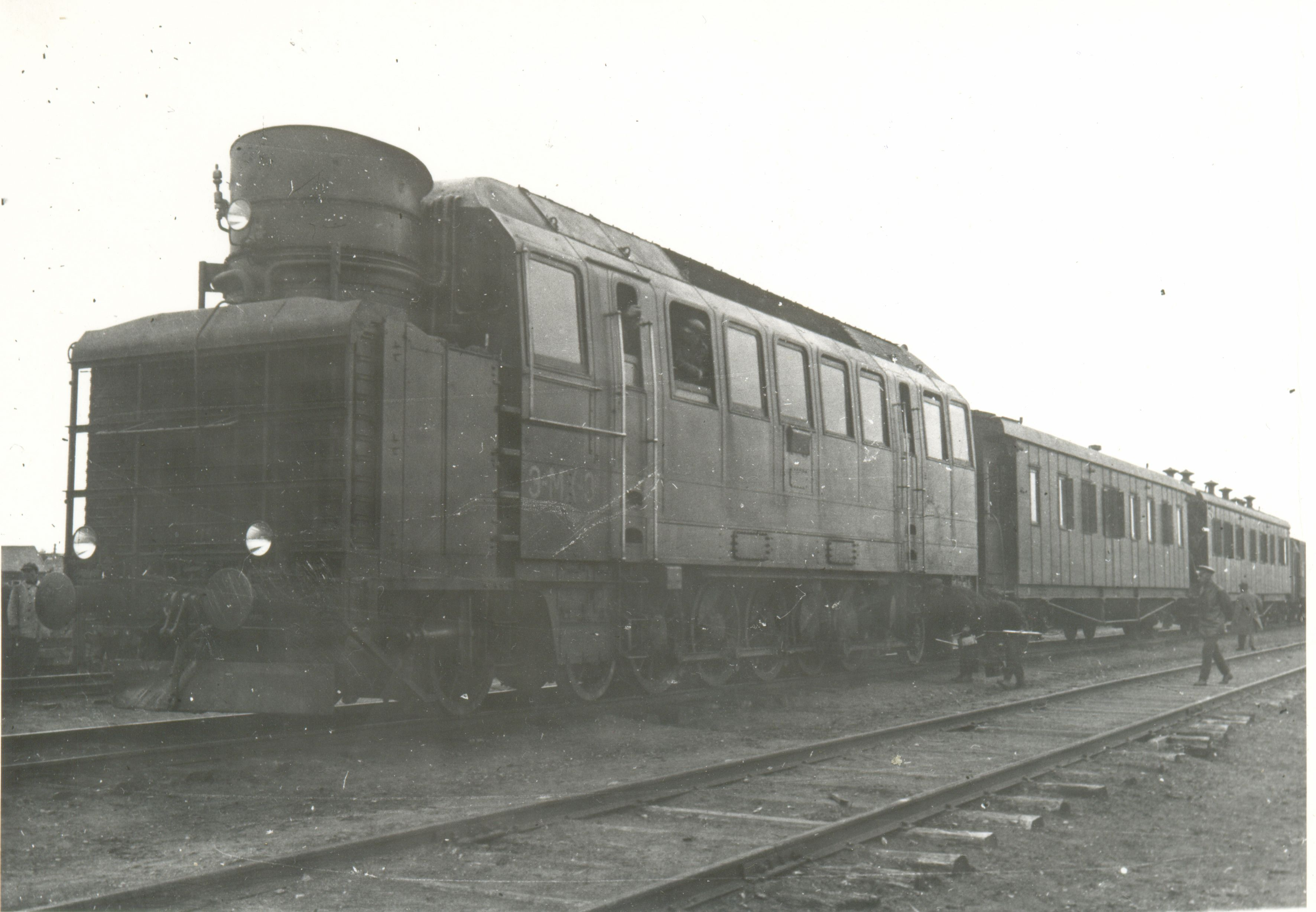
Э^{мх}3 — первый и единственный магистральный тепловоз с механической передачей

Механическая передача включает фрикционную муфту, коробку передач с реверс-редуктором; а также карданные валы с осевыми редукторами или отбойный вал с дышловой передачей. М. П. обладает относительно высоким КПД и небольшим весом при передаче небольшой мощности, однако при переключении передач неизбежно возникают рывки. На практике её используют на локомотивах малой мощности (мотовозах), дрезинах и на автомотрисах.
Единственным в мире магистральным тепловозом с мощностью дизеля 1200 л. с., имевшим такую передачу, был ломоносовский Эмх3, первоначально Юм005. Эксплуатация его на Ашхабадской дороге показала техническую несостоятельность механической передачи в магистральном тепловозе такой мощности — несмотря на специально принимаемые меры, элементы передачи, особенно конические шестерни, при переключении передач из-за рывков выходили из строя. А на дорогах со сложным профилем дело доходило до разрыва поезда. Не изменилось положение и после снижения мощности дизеля до 1050 л. с. Поэтому Эмх оказался первым и последним магистральным тепловозом такого типа.

#### Электрическая передача

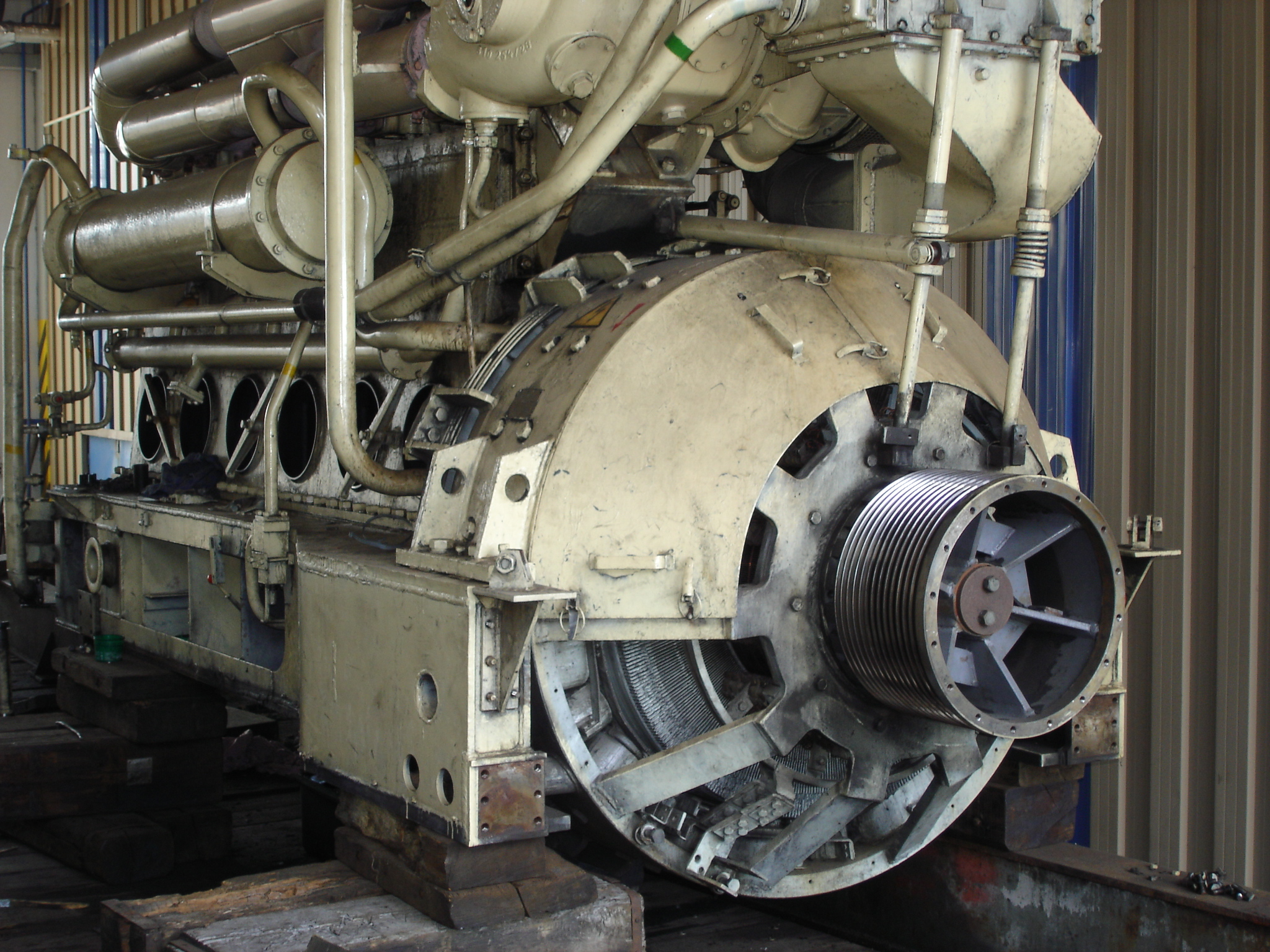
Дизель-генератор тепловоза ЧМЭ3

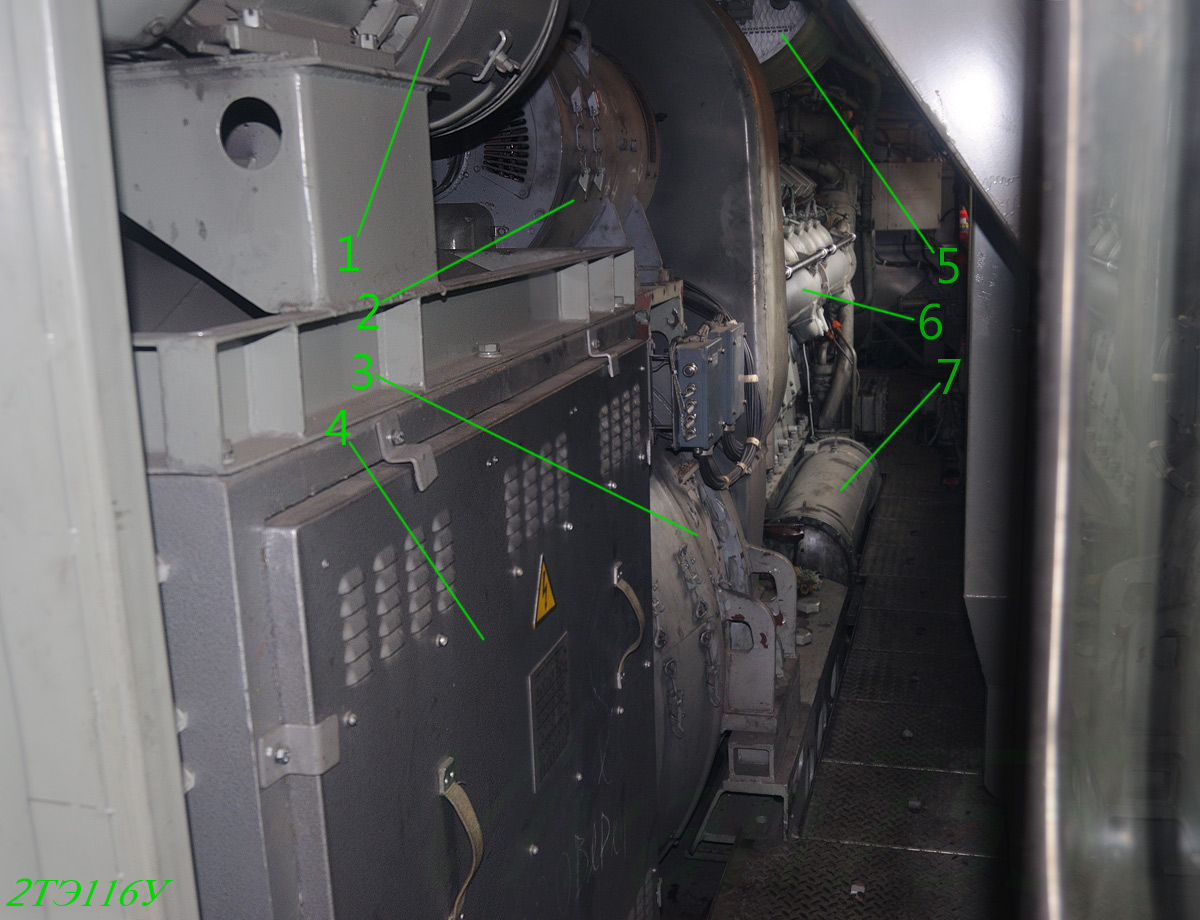
Интерьер левого коридора машинного отделения тепловоза 2ТЭ116У, вид назад. На переднем плане видна аппаратная камера с электрооборудованием, вдали виден дизель.
Цифрами обозначены: 1 — вентилятор выпрямительной установки, 2 — стартёр-генератор, 3 — главный генератор, 4 — выпрямительная установка, 5 — глушитель, 6 — дизель, 7 — водомасляный теплообменник.

В электрической передаче вал дизеля вращает тяговый генератор, питающий тяговые электродвигатели (ТЭД). В свою очередь, вращение вала ТЭД передаётся колёсной паре — при индивидуальном приводе — через осевой редуктор. Редуктор представляет собой соединённые зубчатые колёса, располагающиеся на валу ТЭД и оси колёсной пары. Электропередача постоянного тока обладает гиперболической тяговой характеристикой, при которой увеличение сопротивления движения вызывает увеличение силы тяги, а уменьшение — ускорение локомотива, легко управляется и регулируется. Электропередача позволяет управлять несколькими тепловозами по системе многих единиц из одной кабины. Недостатками её являются большая масса и относительная дороговизна необходимого оборудования. 
Электропередача на ряде тепловозов обеспечивает электродинамическое (электрическое) торможение, при котором ТЭД работают как генераторы с независимым возбуждением, вырабатывая электроэнергию. При этом возникает сопротивление вращению валов ТЭД, за счёт чего осуществляется торможение. Как правило, на тепловозах применяется электродинамическое реостатное торможение: электрическая энергия, выработанная тяговыми двигателями, переходит на тормозных реостатах в тепловую энергию. Питание обмоток возбуждения тяговых двигателей при таком торможении осуществляется от тягового генератора. Тормозная сила тяговых двигателей прямо пропорциональна их силе тока. Регулирование величины тормозной силы осуществляется путём изменения тока возбуждения тягового генератора, при этом изменяются напряжение и ток тягового генератора, а значит, ток обмоток возбуждения тяговых двигателей, напряжение и ток тяговых двигателей, работающих в генераторном режиме. Электродинамическое торможение уменьшает износ тормозных колодок. Электродинамическим реостатным торможением оборудованы тепловозы серий 2ТЭ116, 2ТЭ121, ТЭП70, ТЭП80 и др.
Первоначально в тепловозах ввиду простоты устройства и исключительно удачных характеристик использовалась электропередача постоянного тока. Так, первые в мире тепловозы Ээл2 и Щэл1 вообще оказались концептуально пригодны для поездной работы именно благодаря электропередаче постоянного тока с регулированием по схеме Варда Леонардо. Однако из-за большого веса агрегатов и наличия механически изнашиваемых электрически нагруженных элементов конструкции — коллекторов, требующих тщательного ухода и ограничивающих рабочий ток якорей — в дальнейшем (в СССР с конца 1960-х годов) с ростом передаваемой мощности стали постепенно внедряться агрегаты переменного тока. Их внедрению содействовало появление компактных, недорогих и весьма надёжных кремниевых выпрямителей.
Электропередача переменно-постоянного тока (ЭППТ) была запатентована 26 марта 1956 г. в Советском Союзе И. Б. Башуком, доцентом кафедры «Локомотивы и локомотивное хозяйство» МИИТа. С первой половины 60-х гг. XX в. ряд ведущих тепловозостроительных предприятий многих государств мира приступил к серийному созданию тепловозов с передачей переменно-постоянного тока. В СССР эта работа выполнялась Луганским тепловозостроительным заводом, и в 1963 г. был изготовлен тепловоз ТЭ109 (фото в заглавии подглавки) с П-ПТ, разработанной НИИЭТМ, и электрооборудованием, произведённым Харьковским заводом «Электротяжмаш». Выпрямительная установка выпускалась Таллинским электротехническим заводом. На его основе позднее был спроектирован капотный тепловоз ТЭ114.
На тепловозе ТЭ109 установлены синхронный тяговый генератор ГС501, выпрямительная установка УВКТ-2, ТЭДы ЭД107А. Синхронный генератор представляет собой 12-полюсную машину с двумя трёхфазными обмотками на статоре, сдвинутыми относительно друг друга на 30 электрических градусов. Ток возбуждения подводится к полюсам при помощи двух колец и шести щёток, съём рабочего тока происходит от шести неподвижных шин статора. Локомотивы ТЭ109 и ТЭ114 предназначались для экспорта и выпускались в различном исполнении и с разной шириной колеи.
За рубежом первым был оборудован ЭППТ французский тепловоз (компанией Alstom) серии 67000 мощностью 2400 л. с. (1963—1964), выпускавшийся ранее с передачей постоянного тока. В течение 1970-х гг. «Alstom» построил опытные образцы тепловозов с ЭППТ серий 67300 мощностью 2400 и 2800 л. с. и СС70000 мощностью 4800 л. с. с двумя дизелями, бироторным синхронным генератором и одномоторными тележками. В 1967 г. тепловоз СС72000 мощностью 3600 л. с. был принят фирмой для серийного производства.
В США тепловозы с передачей П-ПТ мощностью свыше 3000 л. с. выпускаются с 1964 г. фирмами GM, GE, ALCo. В Англии фирмой Brush Traction разработан проект передачи П-ПТ мощностью 4000 л. с. для серийного тепловоза «Кестрел».
Первый двухсекционный грузовой тепловоз повышенной мощности 2ТЭ116 был построен в 1971 г. В 1973 г. Коломенский тепловозостроительный завод начал строить пассажирский тепловоз ТЭП70 мощностью 4000 л. с. В дальнейшем принцип компоновки этой передачи был принят на всех серийных магистральных тепловозах СССР и России: грузовых — 2ТЭ121, 2ТЭ136; пассажирских — ТЭП75, рекордном ТЭП80 и маневровых ТЭМ7 и ТЭМ7А.
Академик М. П. Костенко доказал возможность получения любого вида характеристики асинхронного двигателя при регулировании частоты и питающего напряжения в потребной закономерности.
Первый в мире тепловоз с асинхронными ТЭД переменного тока был построен компанией Brush Traction, а первым отечественным опытом использования асинхронных ТЭД стал опытный тепловоз ВМЭ1А. При использовании асинхронных ТЭД необходимо их питание током определённой требующейся частоты для получения требуемой характеристики. В 1975 году в СССР на базе тепловоза ТЭ109 был построен опытный тепловоз ТЭ120 с электрической передачей переменного тока, где использовались тяговый генератор и ТЭДы переменного тока. Электрической передачей переменного тока оснащён отечественный маневровый тепловоз ТЭМ21.
Использование генераторов и ТЭД переменного тока позволяет увеличить мощность передачи, снизить массу, существенно повысить надёжность в эксплуатации и упростить обслуживание. Использование асинхронных тяговых двигателей, ставшее возможным после появления мощных полупроводниковых тиристоров и транзисторов, потенциально снижает возможность боксования тепловоза, что позволяет уменьшить его массу при сохранении тяговых свойств. За счёт облегчения двигателей, интегрированных в тележки, повышается плавность хода тепловоза и уменьшается его воздействие на путь. Даже с использованием промежуточных блоков — выпрямителя и инвертора — применение синхронного генератора и асинхронных ТЭД оказывается оправданным и экономически, и технически.
Передачи постоянного тока, отличающиеся сравнительной простотой конструкции и относительно небольшими массо-габаритными параметрами, продолжают использоваться на тепловозах мощностью до 2000 л. с. (ТЭМ18).

#### Гидравлическая передача

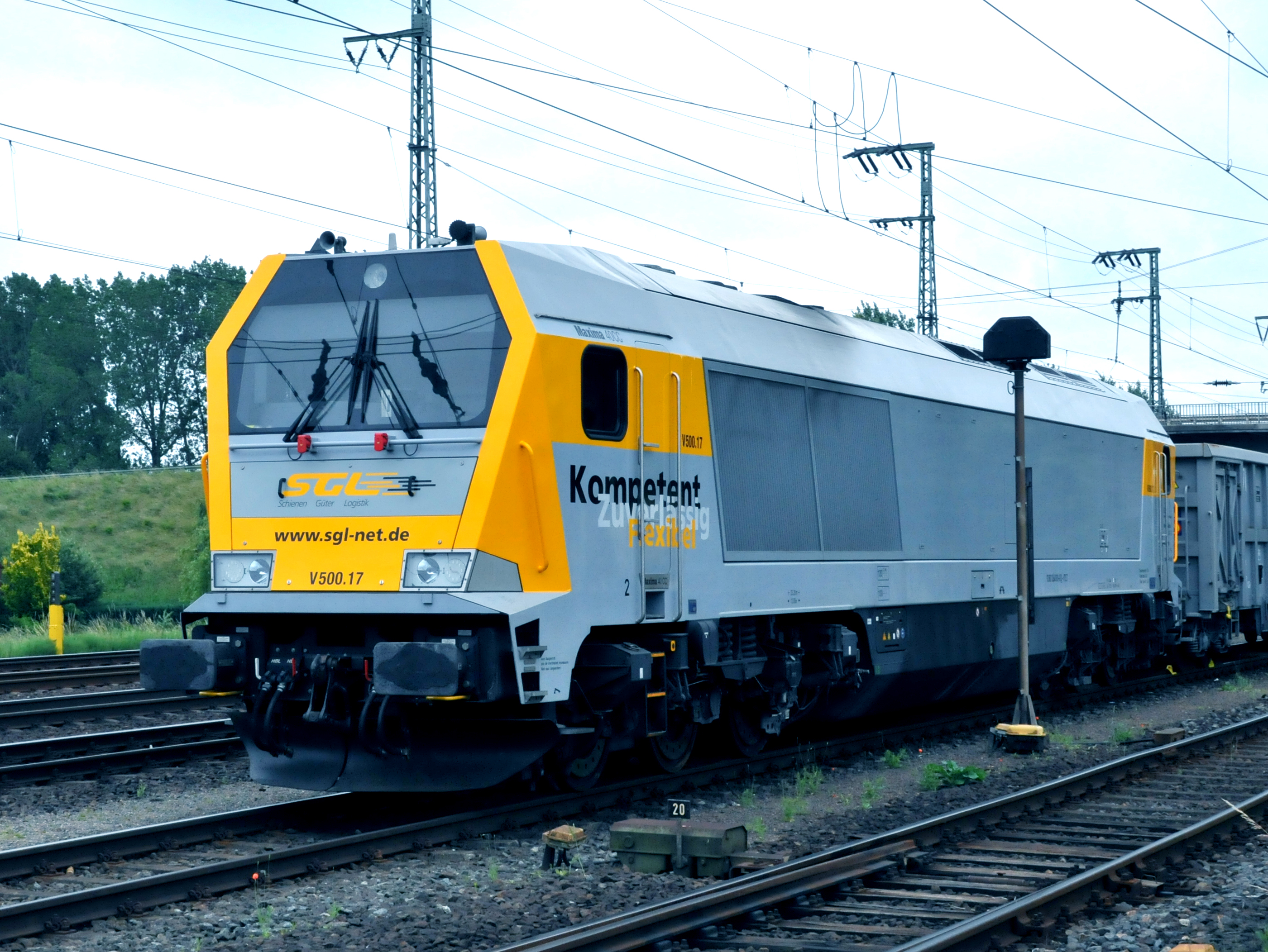
Немецкий магистральный тепловоз Voith Maxima 40CC — самый мощный в мире тепловоз с гидропередачей (3600 кВт)

Гидравлическая (гидродинамическая) передача включает гидроредуктор и механическую передачу на колёсные пары (см. выше). В гидроредукторе крутящий момент преобразуется с помощью гидромуфт и гидротрансформаторов. В общем виде гидроредуктор представляет собою комбинацию нескольких гидротрансформаторов и/или гидромуфт, реверс-редуктора и одной или нескольких шестерёнчатых передач. Гидромуфта состоит из насосного колеса, вращаемого двигателем, и турбинного колеса, с которого снимается мощность. Насосное и турбинное колёса находятся на минимальном расстоянии друг от друга в герметической торообразной полости, заполненной жидкостью (маслом), передающей энергию вращения насосного колеса турбинному. В отличие от гидромуфты, гидротрансформатор имеет промежуточное — реакторное колесо, изменяющее направление и силу потока масла на турбинном колесе. Регулировка передаваемого крутящего момента в гидромуфте осуществляется изменением количества и давления рабочей жидкости (масла) на лопатках насосного и турбинного колеса, переключение же гидротрансформаторов осуществляется опустошением отключаемого и заполнением включаемого маслом. Для повышения КПД передачи используются самоблокирующиеся обгонные муфты, пакеты фрикционов, на определённых режимах замыкающие элементы передачи.

Гидравлическая передача тепловозов
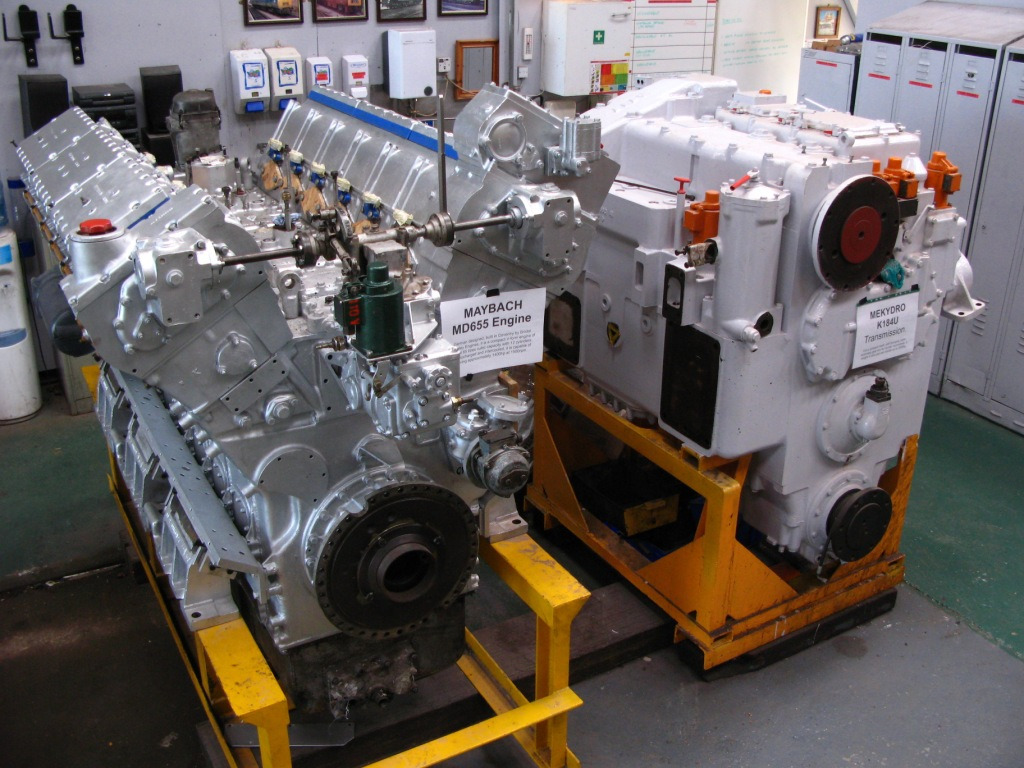
Дизельный двигатель (слева) и гидропередача (справа) тепловоза Class 35
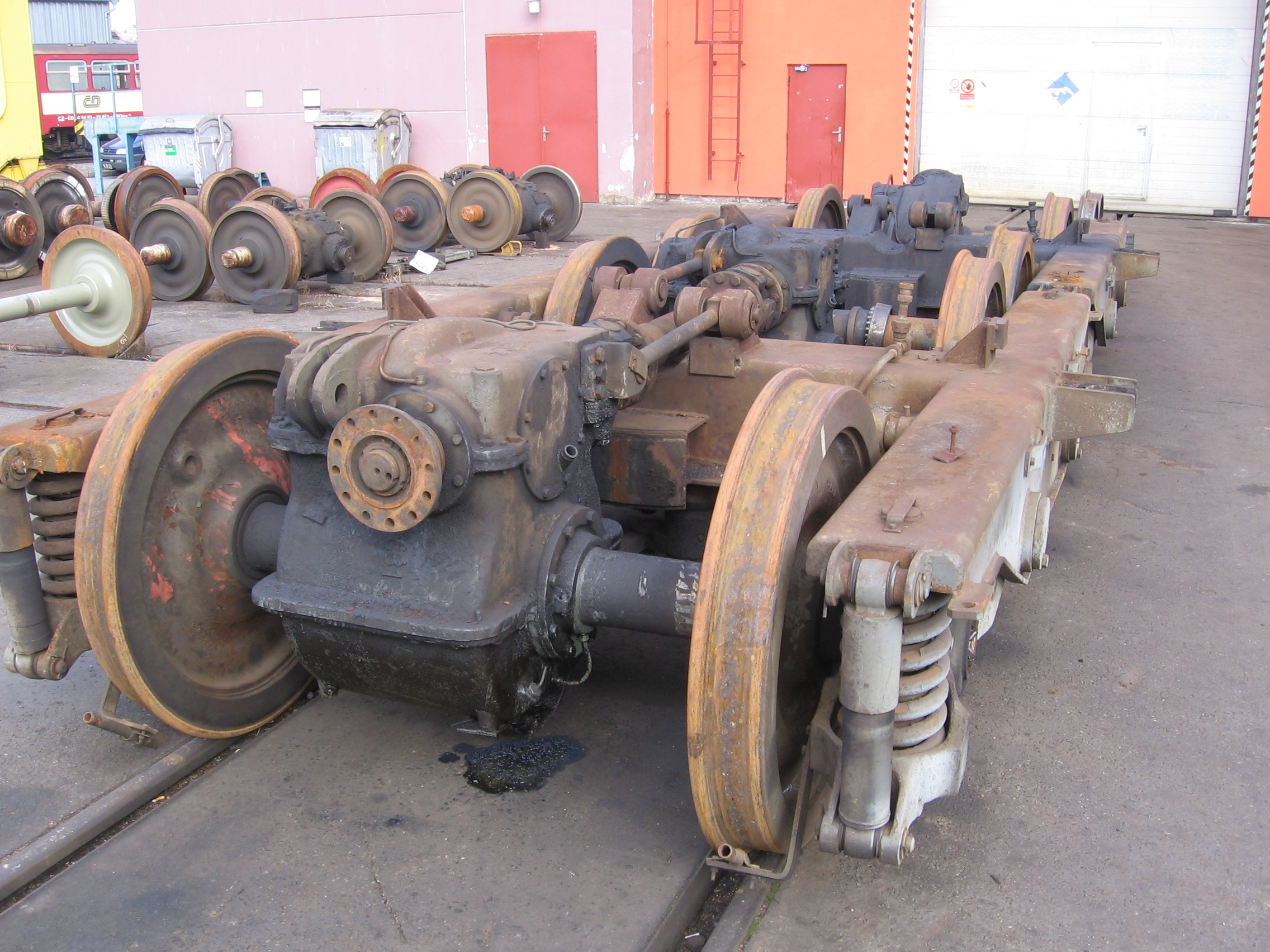
Тележка с гидравлической передачей
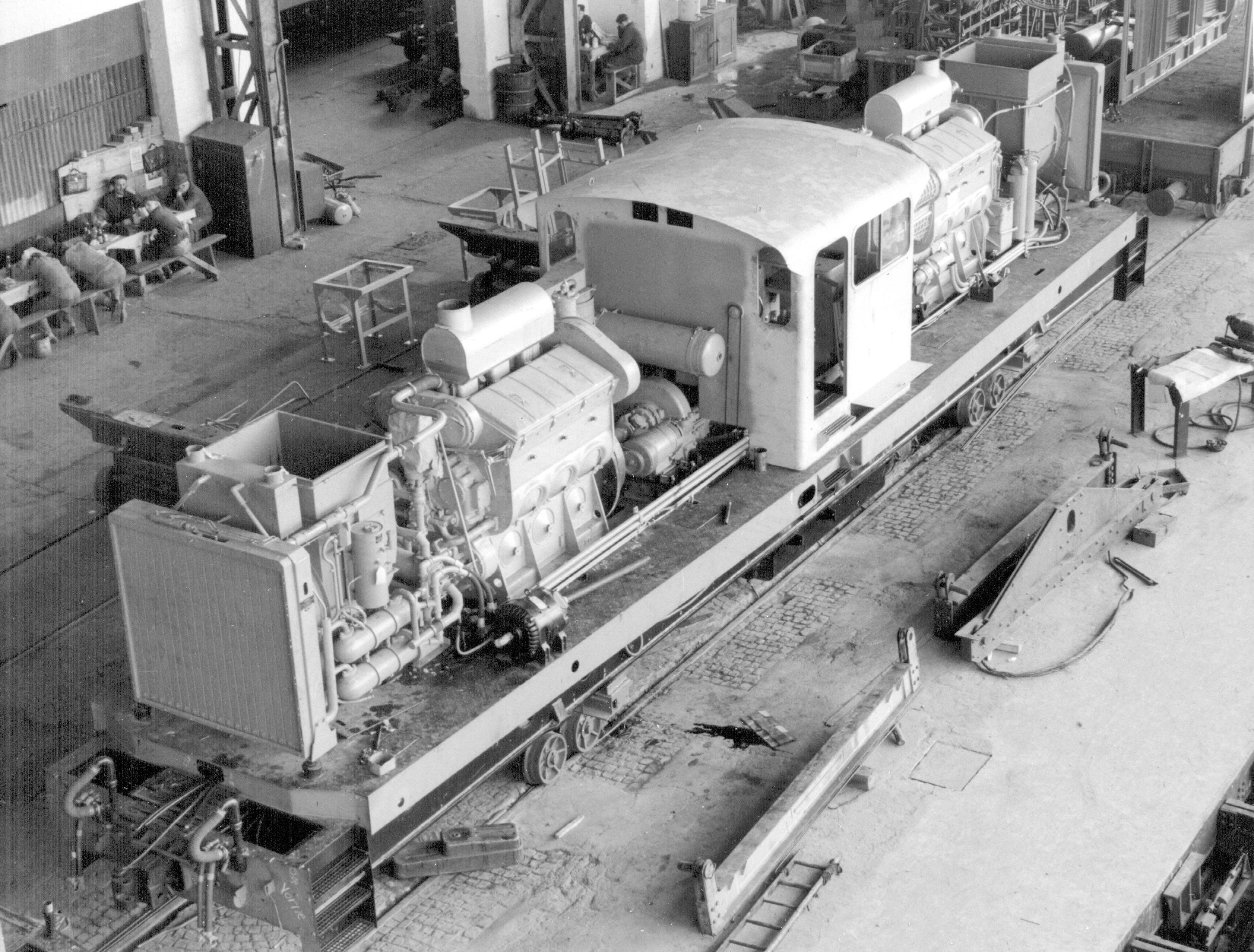
Немецкий маневровый тепловоз с гидравлической передачей в полусобранном виде

Гидравлическая передача легче электрической, не требует расхода цветных металлов, менее опасна в эксплуатации. Однако гидропередача — прецизионный агрегат, требующий высокой квалификации и технической культуры обслуживающего персонала, а также высокого качества масел; ввиду несоблюдения указанных «условностей» и недоведённости конструкции эксплуатация тепловозов ТГ в СССР не была успешной. В СССР и в России гидропередача применяется главным образом на маневровых тепловозах (ТГМ), а также на магистральных тепловозах малых серий (ТГ102 — самая многочисленная нормальной колеи; ТГ16, ТГ22 — узкоколейные для Сахалинской ж. д.).
Подавляющее большинство тепловозов с гидропередачей построено в Германии, а большинство собственно гидропередач сделано фирмой Voith. На сегодняшний день самым мощным серийным тепловозом с гидропередачей является немецкий Voith Maxima 40CC мощностью 3600 кВт (5000 л. с.).
Делались также попытки создания тепловоза с воздушной (Циклон) и газовой передачей (Шелест), однако они не стали успешными.

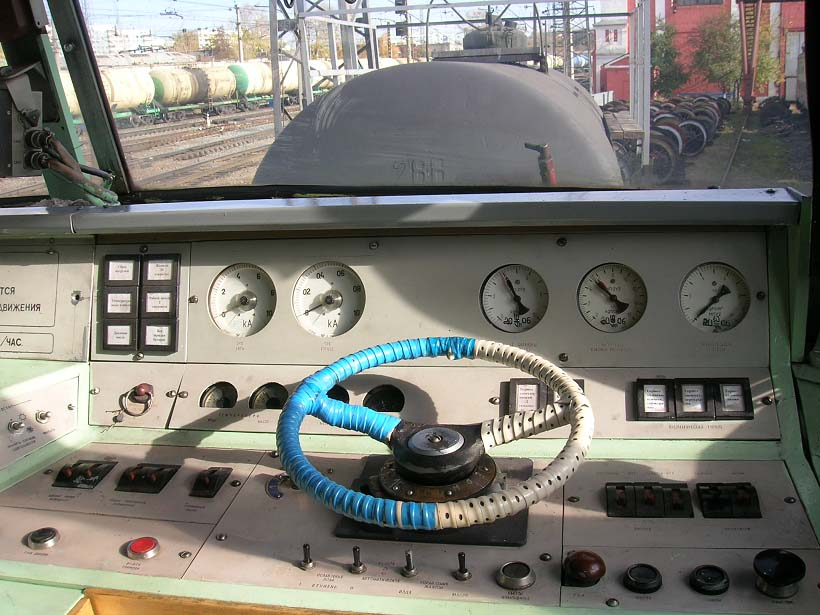
Пульт машиниста тепловоза ТЭП70

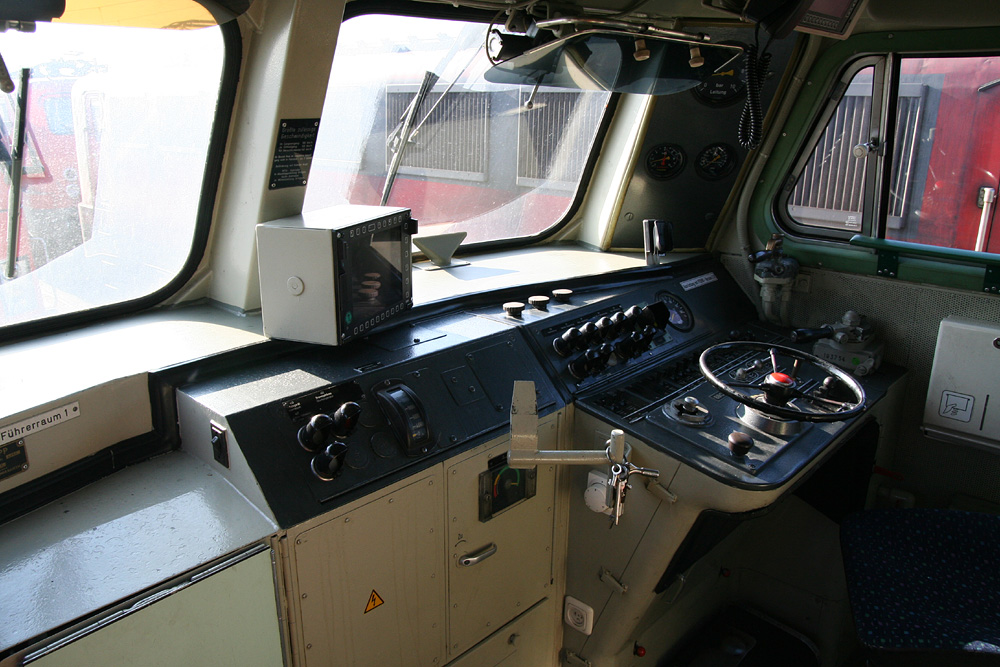
Пульт машиниста немецкого тепловоза DB-Baureihe 217

### Механическая/экипажная часть
Плавность хода тепловоза и его воздействие на рельсы определяется конструкцией экипажной части: тележек с колёсными парами, буксами и рессорным подвешиванием, несущих на себе главную раму и кузов тепловоза, на которых размещается всё остальное оборудование локомотива. Тележки могут быть двух-, трёх-, или четырёхосными, то есть имеющими две, три, или четыре колёсные пары. Колёсные пары могут быть как движущими, так и бегунковыми. На современных магистральных тепловозах, как правило, все колёсные пары являются движущими. Масса локомотива, передающаяся на рельсы через движущие колёсные пары, называется сцепным весом. Обозначение схемы колёсных пар локомотива принято называть его осевой характеристикой, а отношение сцепного веса к общему — коэффициентом использования сцепного веса.
При индивидуальном приводе тяговые электродвигатели устанавливаются на тележки колёсных пар и закрепляются там двумя возможными способами: опорно-рамным подвешиванием, когда двигатель закрепляется только на раме тележки, и опорно-осевым, когда часть веса двигателя приходится и на ось колёсной пары. Первый способ подвешивания использован на отечественных пассажирских тепловозах ТЭП60 и ТЭП70, а второй — на грузовых ТЭ3, ТЭ10, 2ТЭ116, М62.
Рамы тележек опираются на оси колёсных пар через буксы. Современная букса содержит подшипники качения и по своей конструкции может быть как челюстной, когда она свободно вставлена в специальный вырез в раме тележки, так и бесчелюстной, когда связь между тележкой и буксой обеспечивают специальные поводки с шарнирами. Примерами первого типа букс служат буксы отечественных тепловозов ТЭ3, М62 и ТЭМ2, второго — ТЭП60, ТЭП70, 2ТЭ116. Преимуществом бесчелюстных букс является отсутствие трения скольжения в направляющих, что облегчает свободное перемещение букс относительно тележки, уменьшает виляние колёсной пары, повышает долговечность буксового узла и снижает периодичность его обслуживания. Тележки могут иметь также одно-, двух- или трёхступенчатое рессорное или пружинное подвешивание, чем больше ступеней в подвешивании тележки, тем плавнее ход тепловоза и тем мягче его воздействие на путь.

Экипажная часть отечественных магистральных тепловозов
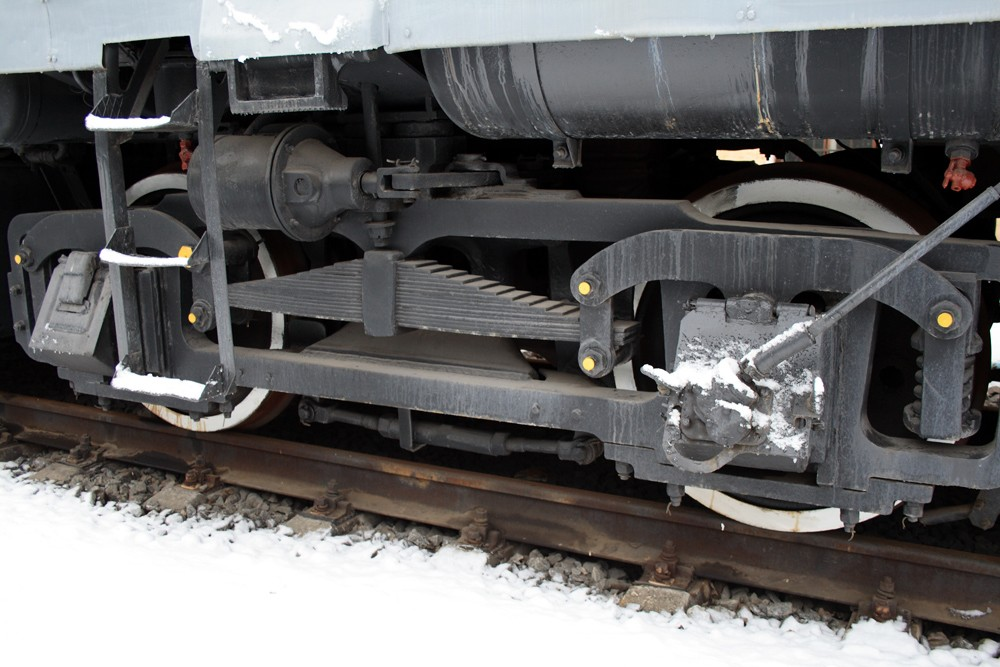
Тележка тепловоза ТЭ2, челюстные буксы
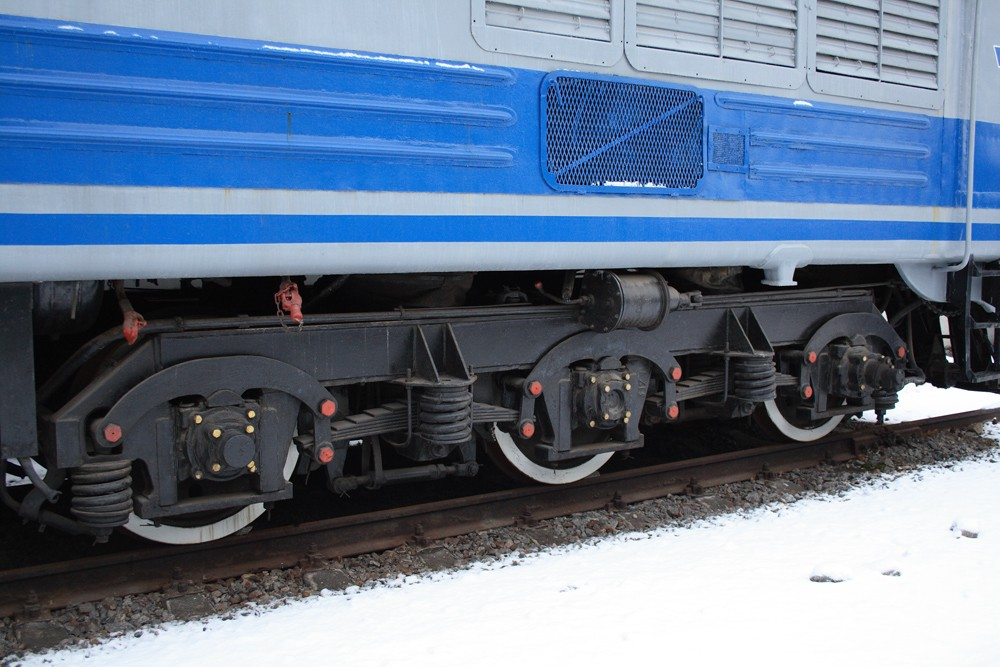
Тележка тепловоза ТЭП10, челюстные буксы
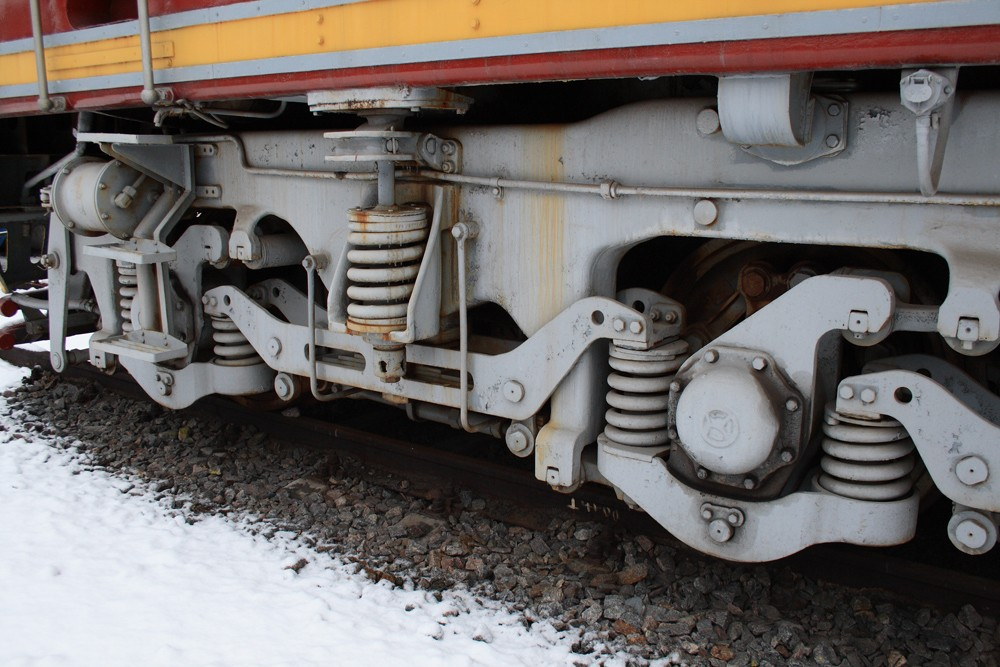
Тележка тепловоза ТЭП60, поводковые буксы, балансиры

### Дизельный двигатель тепловоза

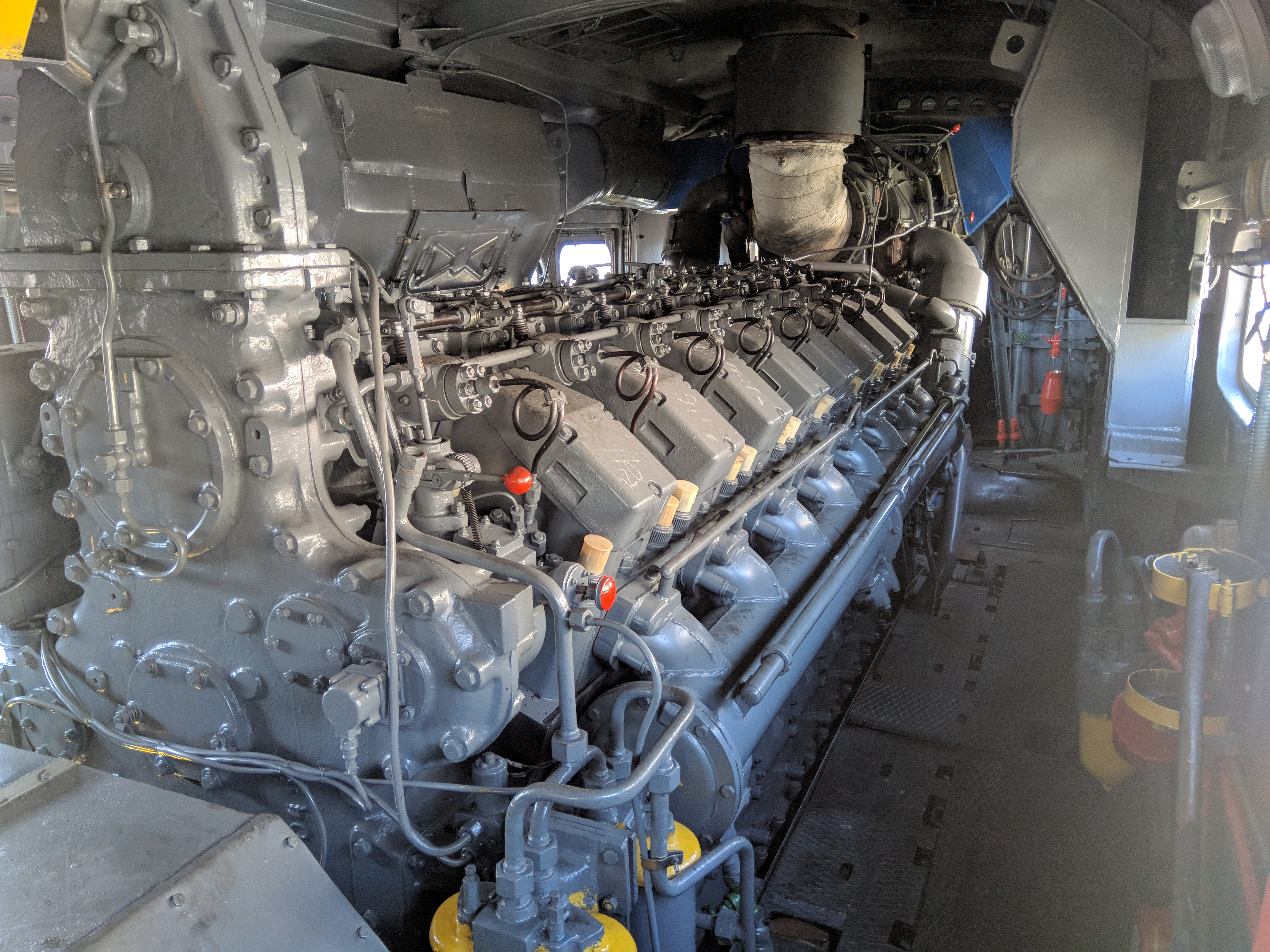
Дизельный двигатель внутри тепловоза 3ТЭ10МК

Дизель является важнейшим агрегатом тепловоза, определяющим экономичность, надёжность, тяговые возможности и эксплуатационные качества тепловоза как машины в целом. Требования, предъявляемые к тепловозным дизелям, весьма разнообразны и противоречивы. Сочетание высокой мощности и надёжности двигателя с жёстко ограниченными габаритными размерами и массой требует серьёзных конструктивных компромиссов и создаёт ряд инженерных проблем.
Тепловозный дизель, монтируемый в пределах габаритов секции тепловоза, имеющего также ограничение по нагрузке на ось, имеет естественные жёсткие ограничения габаритов и массы. Одновременно должны быть обеспечены условия для обслуживания, монтажа и демонтажа оборудования дизеля. Исходя из этих ограничений, длина современного мощного тепловозного дизеля равна 4500-6200, ширина 1500—1900, высота 2500-3200 мм для габаритов Т и 1-Т.
Все тепловозные двигатели — бескомпрессорные, с внутренним смесеобразованием и водяным охлаждением. Для них характерно применение газотурбинного наддува с интеркулером, что позволяет достигнуть эффективных давлений до 1,0 МПа у двухтактных и 1,4-1,8 МПа у четырёхтактных дизелей. Рабочий процесс происходит с высоким давлением наддува (0,12-0,18 МПа) и с высокими степенями сжатия и расширения при коэффициентах избытка воздуха в цилиндре около 1,8-2,5 и с максимальными давлениями сгорания до 8-12 МПа.
Масса дизелей тепловозов СССР и России составляет 12-16 % массы локомотива. Удельная масса двухтактных тепловозных дизелей 6,3-8,8 кг/кВт, четырёхтактных — 5,0-8,4 кг/кВт. Все тепловозные дизели — среднебыстроходные, со средними скоростями поршней 7-10 м/с; по частоте вращения коленчатого вала они могут быть разделены на две группы: первая — до 1000 об/мин и вторая — от 1000 до 2000 об/мин. Использование гидропередачи и тягового генератора переменного тока позволяет использовать более быстроходные, с рабочими оборотами до 2000—2500/мин, и более компактные дизели. Удельный расход топлива тепловозных дизелей на номинальной мощности 205—220 г/(кВт-ч), и такой расход должен выдерживаться в интервале от номинального режима до 60-70 % от номинальной мощности двигателя.
Четырёхтактные дизели по сравнению с двухтактными лучше выдерживают частые и резкие изменения режима работы ДГУ (особенно у маневровых тепловозов, дизели которых работают до 80-90 % общего времени на малых нагрузках и на холостом ходу), имеют более высокую экономичность и, позволяя применение более высокого наддува, меньшую удельную металлоёмкость. У двухтактных дизелей выше теплонапряжённость конструкции, особенно у выхлопных поршней, колец, гильз в зоне выхлопных окон (при их наличии). Особенно часто и резко, с очень большим числом переключений контроллера, изменяется режим работы дизеля на манёврах. В связи с этим на маневровых тепловозах чаще используются более тяжёлые тихоходные дизели с малой степенью форсирования, что благоприятно отражается на работе в режимах малых нагрузок и холостого хода, и, следовательно, на экономичности самих тепловозов. Это тем более возможно, что, в силу характера работы, маневровые тепловозы должны иметь по сравнению с магистральными более высокий сцепной вес при меньшей мощности дизеля. Как правило, используется масляное охлаждение донышка поршня, за счёт чего снижается теплонапряжённость конструкции. Наибольшая компактность дизеля достигается при V-образном расположении цилиндров.
Срок службы тепловозного дизеля до переборки с выемкой поршней составляет не менее 200—250 тыс. км пробега тепловоза (или 12000-15000 моточасов), а до капитального ремонта (моторесурс) — не менее 750—800 тыс. км пробега (45000-50000 моточасов).
Большое значение для тепловозных дизелей имеет возможность развёртывания конструкции в мощностной ряд с целью унификации отдельных узлов и деталей, снижения расходов на их ремонт и обслуживание в депо и обеспечения возможности повышения мощности силового агрегата в перспективе. Мощностные ряды образуются на базе цилиндров и шатунно-кривошипных механизмов одинаковой конструкции. Мощность конкретного дизеля достигается варьированием числа цилиндров и их расположения, давления наддува, частоты вращения коленвала. Дизели одного ряда могут иметь всего 5-6 разных деталей (коленвал, несущий валик распредвала, рама), что резко удешевляет массовое производство и упрощает эксплуатацию. Примерами мощностных рядов являются дизели семейств Д100, Д49, Д70.
На Коломенском заводе ведутся работы по созданию единой конструкции тепловозного дизеля с тем, чтобы потребности магистральных и маневровых тепловозов в диапазоне мощностей от 600 до 4500 кВт в секции могли быть перекрыты одним унифицированным рядом дизелей.
Конструкция дизеля должна обеспечивать полную безопасность эксплуатирующего персонала.
Пуск дизеля тепловоза дистанционный, из кабины управления или с дополнительного технического поста управления, в подавляющем большинстве случаев, электрический, причём, в режиме пускового двигателя работает тяговый генератор, а на некоторых тепловозах с гидропередачей стартер по типу автомобильного; в некоторых случаях применяется пневматический пуск (10Д100А на ТГ105).
В некоторых случаях на одной секции тепловоза используются два одинаковых дизеля, например, на ТГ16, ТГ20, ТГ102, DD20.

### Вспомогательное оборудование тепловоза

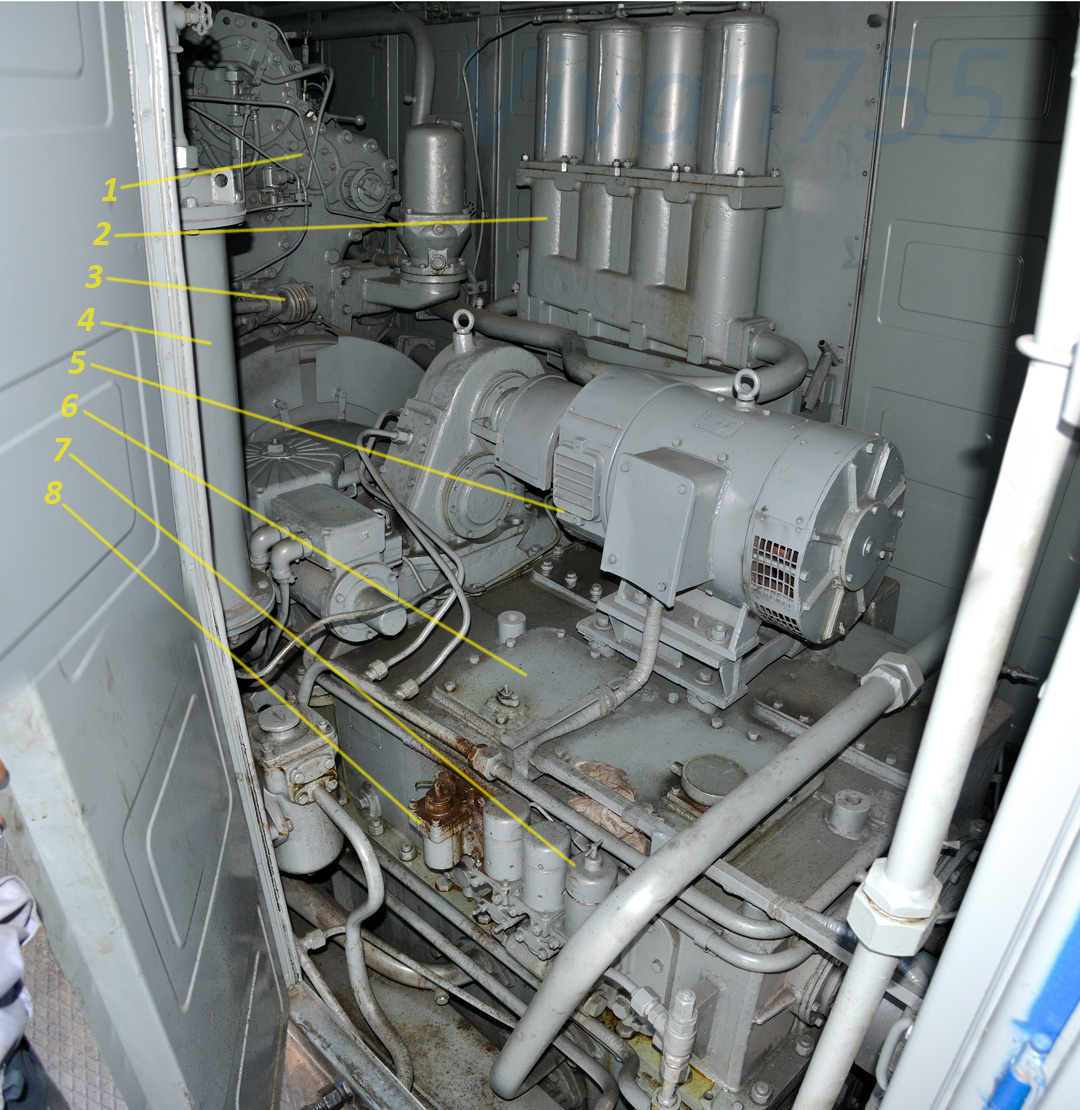
Вспомогательное оборудование маневрового тепловоза ТГМ6, размещённое на корпусе гидропередачи. Цифрами указаны: 1 — распределительный редуктор дизеля, 2 — маслофильтр, 3 — червяк валопроворотного механизма, 4 — топливоподогреватель, 5 — вспомогательный генератор, 6 — гидропередача УГП, 7 — вентиль включения первой передачи (с рукояткой ручного включения), 8 — маслофильтр автоматики УГП

Таковое обеспечивает нормальную работу дизельного двигателя (ДД), передачи, экипажной части и всего тепловоза в целом. К нему относятся: топливная система, масляная система и система охлаждения ДД; система охлаждения и вспомогательные устройства передачи, воздушная система тепловоза, песочная система экипажа, система пожаротушения, прочее.
Топливная система дизельного двигателя
Обеспечивает питание ДД жидким топливом. Состоит из топливных баков, топливоподкачивающих насосов низкого давления, топливоподогревателей, фильтров, сепараторов.
Масляная система дизельного двигателя
Обеспечивает поддержание давления масла в подшипниках коленчатого вала и других трущихся узлах ДД, а также охлаждение деталей ДД маслом.
Система охлаждения дизельного двигателя
Обеспечивает охлаждение ДД жидкостью. Состоит из циркуляционного водяного насоса, радиаторов, вентилятора. Радиаторы, вентиляторы и воздушные каналы располагаются в так называемой «холодильной камере тепловоза» (в холодильнике). Сюда же относится подсистема охлаждения масла ДД и система охлаждения наддувочного воздуха.
Система охлаждения и вспомогательные устройства передачи
Обеспечивает работоспособность передачи, в том числе её охлаждение. Это разноплановый комплекс устройств, состав которых зависит как от принципиального типа передачи (электрическая или гидравлическая), так и от конструктивной специфики конкретной передачи того или иного тепловоза.
Воздушная система
Обеспечивает работу автоматических тормозов локомотива и всего поезда, а также работу некоторых вспомогательных устройств тепловоза. Состоит из главного воздушного компрессора, главных и запасных резервуаров воздуха, пневмомагистралей.
Песочная система экипажа
Поддерживает процессы трогания и торможения локомотива с тяжёлыми составами. Неотъемлемая часть конструкции локомотива.
Охлаждение дизеля водяное, у дизелей тепловозов, строящихся серийно с 1970-х годов с герметичной системой, способной работать под некоторым избыточным давлением. Масло первоначально охлаждалось аналогичным образом, однако воздушное охлаждение масла значительно менее эффективно и затратно с точки зрения применения меди. Поэтому в дальнейшем на тепловозах стали использовать более компактные водомасляные теплообменники, в которых масло охлаждается с помощью воды, также охлаждаемой в воздушном холодильнике. Наддувочный воздух, поступающий в дизель, также нуждается в охлаждении, поэтому часто используется двухконтурная система охлаждения дизеля — в первом контуре вода охлаждает детали дизеля, а во втором — наддувочный воздух и горячее масло. Более глубокое охлаждение второго контура позволяет повысить надёжность и экономичность тепловозного дизеля.

### СМЕ (СМЕТ)

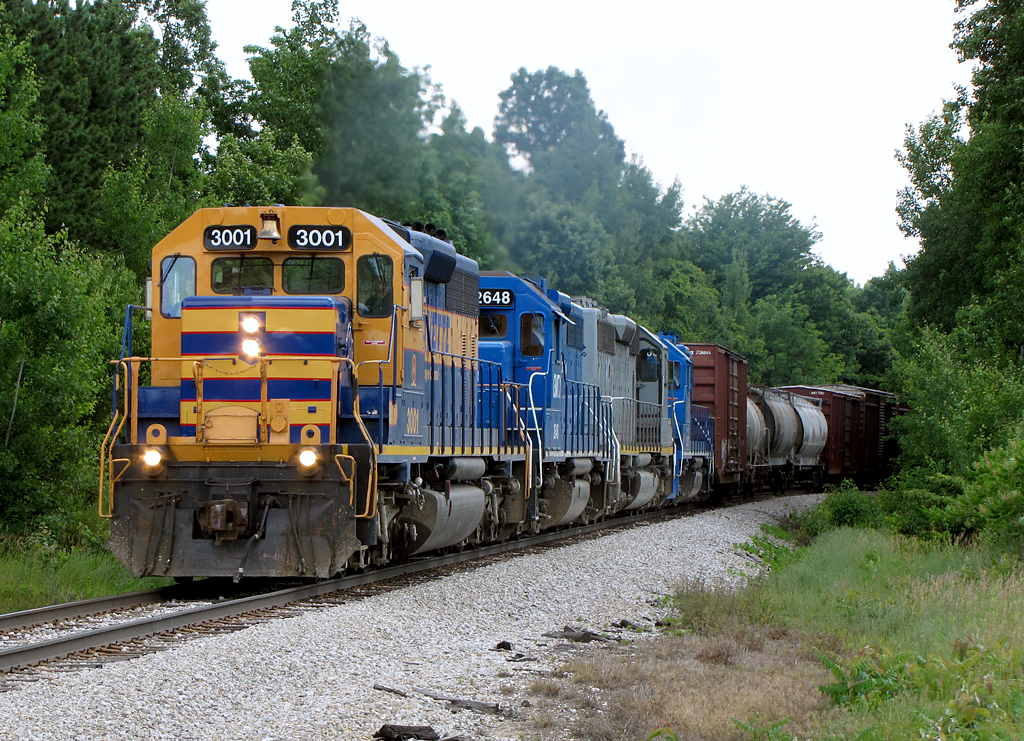
Четыре секции тепловоза EMD SD40-2 во главе поезда

Тепловозы выпускались в составе одной, двух, реже — трёх, четырёх, пяти или шести секций. Мощность одной секции тепловоза может составлять до 6600 л. с. (американский EMD DDA40X), но у большинства серийных тепловозов, как правило, не превышает 4000 л. с. (ТЭП70 и 2ТЭ121).
Для увеличения силы тяги при ведении тяжёлых составов используются несколько локомотивов или локомотивных секций, объединённых по системе многих единиц (СМЕТ). При такой системе все секции управляются машинистом с одного поста. Как правило, возможна совместная работа только секций одной серии, однако в некоторых странах существуют стандарты такого соединения, поддерживаемые многими сериями тепловозов. В частности, такой стандарт существует в странах Северной Америки (см. MU (англ.)). В США используется и беспроводной интерфейс связи между двумя тепловозами, ведущими один поезд. Это делается в случае, когда второй тепловоз стоит в середине состава, что облегчает преодоление поездом сложных участков дороги с перевалистым профилем. В России в 1999—2002 годах также проходила испытание система Радио-СМЕТ, но широкого внедрения она пока не получила.

## История тепловозостроения
Нам нужны железные дороги, много, очень много дорог. Но где их взять? Строительство одной версты с мостами и водокачками обходится в 40-50 тыс. рублей, да прибавьте расходы на эксплуатацию. На линиях с развитым движением такие расходы, конечно, компенсируются, но что делать со второстепенными линиями, где поезда ходят редко и нерегулярно? Расходы же на содержание таких дорог ненамного ниже. Представьте же себе железную дорогу, которая не требует ни водокачек, ни многочисленной поездной прислуги. Вместо громоздкого и дорогого паровоза, который отапливается углём и требует кочегара и механика, — локомотив лёгкий, очень солидной и простой системы, который применяет в качестве топлива масла или остатки от газового производства. Причём, расход на топливо строго соответствует выполненной полезной работе и не превышает 250—300 граммов на лошадиную силу в час. Чтобы управлять таким локомотивом, достаточно одного человека с таким же техническим образованием, которое имеется у кучера, управляющего автомобилем.Инженер Балаховский, газета «Новое время» № 10340.

### Мировое тепловозостроение

#### На заре тепловозостроения
Первый «локомотив», использовавший газовый двигатель внутреннего сгорания, был построен Готтлибом Даймлером. Он представлял собой двухосную узкоколейную мотрису с двухцилиндровым газовым двигателем внутреннего сгорания мощностью до 10 л. с. Первая известная демонстрация произошла 27 сентября 1887 года в Штутгарте на фольклорном фестивале. Фактически это был аттракцион, некоторые последующие модификации этого локомотива использовались в качестве трамвая. На конечных остановках были оборудованы посты заправки топливных баллонов светильным газом.
Первым пущенным в эксплуатацию тепловозом в какой-то степени можно считать машину, появившуюся в 1892 году в Дрездене. Она именовалась термином, который можно перевести на русский как «вагон-газоход». Она не была магистральным локомотивом (мощность 10 л. с.) и предназначалась для городской железной дороги.
В 1896 году был построен первый локомотив, работающий на жидком топливе, на него был установлен нефтяной двигатель, изобретённый Гербертом Стюартом. Нефтяной двигатель (известный также как калоризаторный двигатель или полудизель) стал предшественником дизельного двигателя.
В 1905 году в США началась эксплуатация автомотрисы UP M-1 — самоходного вагона с бензиновым двигателем.
Первый экспериментальный тепловоз «Термо» типа 2—2о—2 для работы на магистральных линиях был разработан под руководством Рудольфа Дизеля Адольфом Клозе в 1909 году и построен в городе Винтертур в Швейцарии заводом «Борзиг» — дочерним предприятием «Зульцер» — к сентябрю 1912 года. На нём использовались два дизеля: основной, мощностью 750 л. с., и дополнительный - мощностью 250 л. с. Первый — двухтактный 4-цилиндровый — посредством дышловой передачи приводил в движение экипаж, второй, работавший автономно, служил для подачи сжатого воздуха в цилиндры первого в момент трогания с места и при перемещениях машины на манёврах в режиме обычного паровоза. Оригинальным в конструкции 100-тонного локомотива являлось то, что на больших скоростях движения второй дизель обеспечивал наддув первого. Однако непосредственная механическая передача от главного двигателя делала этот тепловоз принципиально неуспешным в эксплуатации; из-за возникших при испытаниях проблем, а также начавшейся Первой мировой войны и гибели Р. Дизеля его доработка не была закончена.

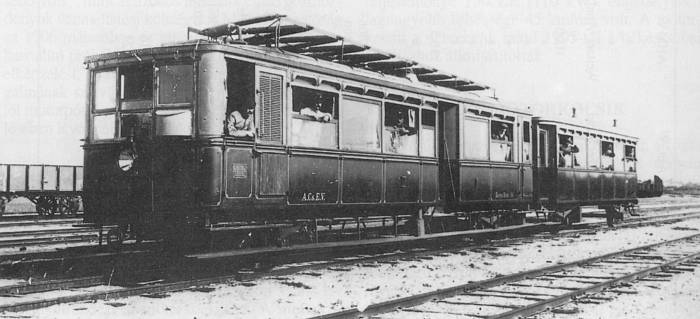
Венгерский самоходный вагон с бензиновым двигателем и механической передачей.

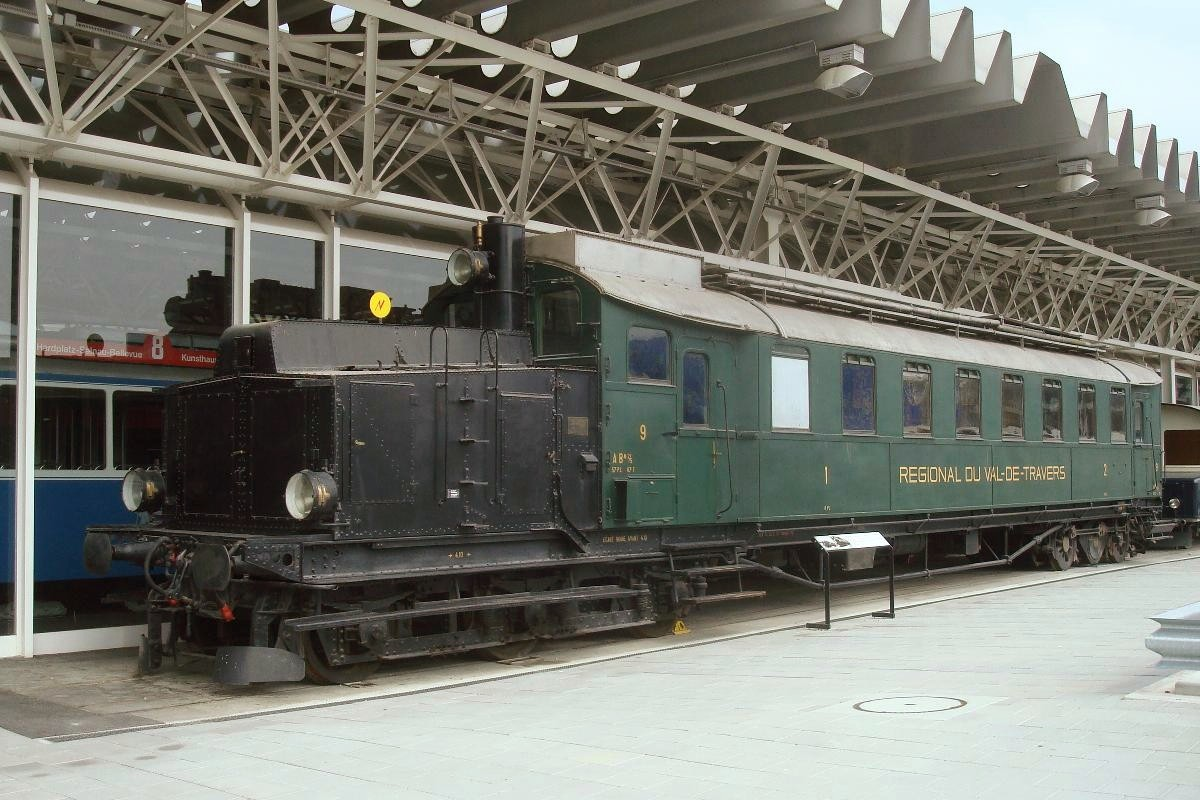
Первый в мире моторный вагон с электрической передачей — совместный проект Швейцарии и Германии, 1914

В США фирма General Electric в 1907—1909 годах организовала производство бензиновых мотовозов небольшой мощности. В 1910 году инженер этой фирмы, доктор Герман Лемп (его система передачи использовалась позже на ТЭ1, ТЭ2 и ТЭ3), встречался с Рудольфом Дизелем, чтобы обсудить перспективы использования на мотовозах его теплового двигателя. С 1911 года американские специалисты организовывали поездки в Великобританию и Германию, чтобы изучить опыт применения дизелей на лёгких транспортных машинах, в частности, в авиации. Параллельно совершенствовалась конструкция мотовозов. В 1913 году для линии Dan Patch, связывающей Нортфилд и Миннеаполис, в штате Миннесота был построен мотовоз мощностью 350 л.с весом 57 тонн. На нём были установлены два газолиновых двигателя и четыре электродвигателя на тележках, а его общая компоновка имела много общего с компоновкой современных односекционных тепловозов.
Всего GE с 1909 по 1917 год было построено более 80 бензиновых мотовозов. В 1917 году General Electric построила свой первый дизельный двигатель и создала в исследовательских целях макетный образец дизельного мотовоза с обмоторенной передней тележкой. В 1918 году было построено ещё три таких мотовоза. Один из них был продан маленькой городской железной дороге в Бруклине, но был признан ею неудовлетворительным, и в 1919 году был возвращён на завод. Второй мотовоз был продан в Балтимор, но после непродолжительной работы был отставлен в запас до 1926 года, после чего продан заводу обратно для переделки. Третий мотовоз был переделан в бронедрезину и продан армии США, сведений о его использовании нет. А в 1919 году компания General Electric вовсе прекратила производство двигателей внутреннего сгорания, включая мотовозный дизель.
В 1914 году на заводе Rastatt был сконструирован моторный вагон DET 1, на котором впервые была применена электрическая передача. На DET1 использовалось электрооборудование швейцарской компании «Brown, Boveri & Cie», а дизельный двигатель был произведён на заводе компании «Sulzer». В период Первой Мировой войны в связи с дефицитом бензина они не эксплуатировались. В 1922 году их купила швейцарская железнодорожная компания «Régional du Val-de-Travers», и DET1 выполняли пригородные пассажирские перевозки, пока железные дороги, принадлежащие компании, не были электрифицированы в 1944 году.
Подобное решение на своём узкоколейном локомотиве уже в начале Первой Мировой войны пыталась внедрить французская фирма Крош, однако эта война не позволила реализовать данный проект.
Однако до 1930-х годов говорить о создании тепловоза как технически целесообразного транспортного средства было ещё рано. У построенных мотовозов не было системы управления электропередачей, то есть мотористу приходилось одновременно вручную регулировать обороты дизеля и напряжение генератора в условиях все время меняющихся скорости движения и нагрузки. Только в 1916 году Лемп создал систему управления, приемлемую для локомотивной тяги, она была отработана на построенном в том же году двухосном мотовозе.
GE прекратила опыты в тепловозостроении до 1936 года, когда была предпринята попытка постройки первого магистрального тепловоза, тоже не принёсшая коммерческого успеха — в результате все попытки серийного запуска больших машин прекратились GE почти до конца пятидесятых годов. С 1938 года GE серийно строила 20-тонные маневровые тепловозы «Boxcab» со 150-сильным дизелем Cummins.
В 1921 году GE заключила соглашение с компанией Ingersoll-Rand о создании американского «нефтеэлектровоза» (Oil-Electric Locomotive). Механическую часть взялась делать одна из лидирующих локомотивостроительных фирм США — AlCo. Совместными усилиями был разработан мотовоз с электропередачей «Boxcab» («теплушка») мощностью 300 л. с. и весом 60 тонн. В декабре 1923 года AGEIR, как официально был назван мотовоз, совершил опытный пробег, а в июне 1924 г. был представлен публике — но всего лишь как действующий макет, призванный демонстрировать возможности тепловозной тяги. Он был слишком маломощным, чтобы работать с поездами нормального веса.
Electro-Motive Engineering Company, основанная в США в 1922 году, в 1923 и 1924 годах построила и продала два моторных вагона, оснащённых бензиновыми двигателями, на железные дороги Chicago Great Western и Northern Pacific. В следующем, 1925 году, компания сменила имя на Electro-Motive Company (EMC) и начала полномасштабное производство, выпустив 27 моторных вагонов. В 1930 году GM, увидев перспективы производства дизельных двигателей, покупает Winton Engine Company и, ознакомившись с её делами, покупает и EMC — её главного клиента. Только к концу 1930-х годов EMC смогла создать мощные и надёжные тепловозные (а не «игрушечные») дизели.
ALCo в сотрудничестве с General Electric в 1924 году выпустила первый 300-сильный дизель-электрический локомотив, а в 1929 — свой первый пассажирский тепловоз с электрической передачей.
Власти штата Нью-Йорк в 1903 году издали местный закон, запрещающий использование паровозов на территории нью-йоркского острова Манхэттен южнее реки Харлем (Harlem River) после 30 июня 1908 года. Власти пытались таким способом заставить железнодорожные компании электрифицировать свои дороги. Формально закон стал реакцией правительства штата на катастрофу 1902 года. Тогда, во время движения по тоннелям в районе Парк-Авеню, машинист одного из поездов был ослеплён паровозным дымом, не рассчитал скорость, и его паровоз врезался во впереди идущий состав, в результате чего погибло пятнадцать пассажиров. В 1923 году этот закон был ещё более ужесточён. Так называемый «Акт Кауфмана», который должен был вступить в силу с 1 января 1926 года, предписывал всем железным дорогам, чьи линии хотя бы частично находились в границах Нью-Йорка и его пригородов, не использовать на этих линиях никакой другой тяги, кроме электрической. Методы выработки, передачи и использования потребной электроэнергии должны были быть одобрены комиссией общественных служб (Public Service Commission). А в 1926 году ввод в действие «Акта» был отложен на пять лет.
Первые тепловозы США предназначались для маневровых работ. Первый тепловоз, предназначенный специально для вождения пассажирских поездов, появился в 1928 году в результате сотрудничества нескольких американо-канадских локомотивостроительных компаний.

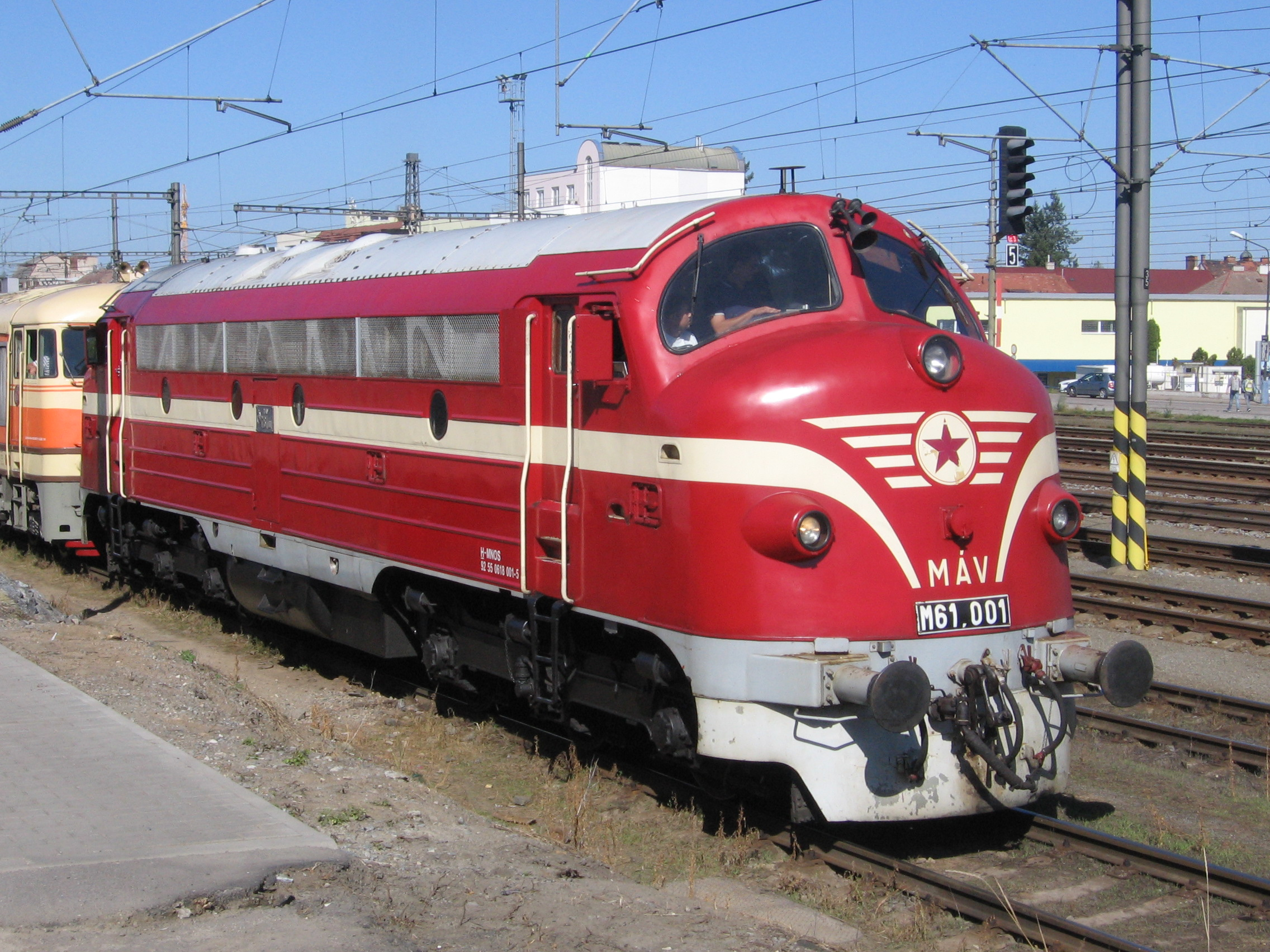
Тепловоз M61

#### Дальнейшее развитие
В 1929—1930 гг. немецкие тепловозы с электро- и гидропередачей поступили на железные дороги Японии, став первыми тепловозами в этой стране.
В 1934 году в Китае компанией Dalian Works был построен первый для этой страны тепловоз с электропередачей. В начале 1950-х Китай импортировал тепловозы ТЭ1 из Советского Союза и тепловозы M44 из Венгрии (получившие обозначение ND1 и проработавшие до 1984 года). На базе венгерских M44 было налажено собственное производство маневровых тепловозов JS. А на базе советских ТЭ3 было организовано производство тепловозов, получивших обозначение DF. Также на рубеже 1960-х — 1970-x годов начали строиться тепловозы с гидропередачей. В дальнейшем Китай не только строил свои тепловозы, но и импортировал их из Германии (NY5, NY6, NY7), Румынии (ND2 (англ.)), Франции (ND4 компании Alstom) и США (422 локомотива ND5 (англ.) — C36-7 (англ.) производства General Electric; в 2003 году 58 аналогичных тепловозов, ранее эксплуатировавшихся в США, были проданы в Эстонию).
После Второй мировой войны, когда экономически более эффективная дизельная тяга начинает активно вытеснять паровозную, лидером тепловозостроения в Северной Америке становится компания General Motors. General Motors и General Electric остаются флагманами североамериканского тепловозостроения и в новом, XXI веке.
Первыми широко используемыми тепловозами в Индии стали маневровые WDS 1 производства General Electric, импортированные в 1944—1945 годах. Первыми магистральными тепловозами с электропередачей на железных дорогах Индии были WDM 1 производства ALCO, импортированные в 1957—1958 гг. из США. С 1967 года маневровые и магистральные тепловозы производит индийская компания Diesel Locomotive Works (англ.).
Первый в Великобритании магистральный тепловоз British Rail Class D16/1 (en) был построен в 1947 году.
Первые тепловозы на железной дороге Индонезии появились в 1953 году, когда туда начали поставлять построенные в США локомотивы серии CC200.

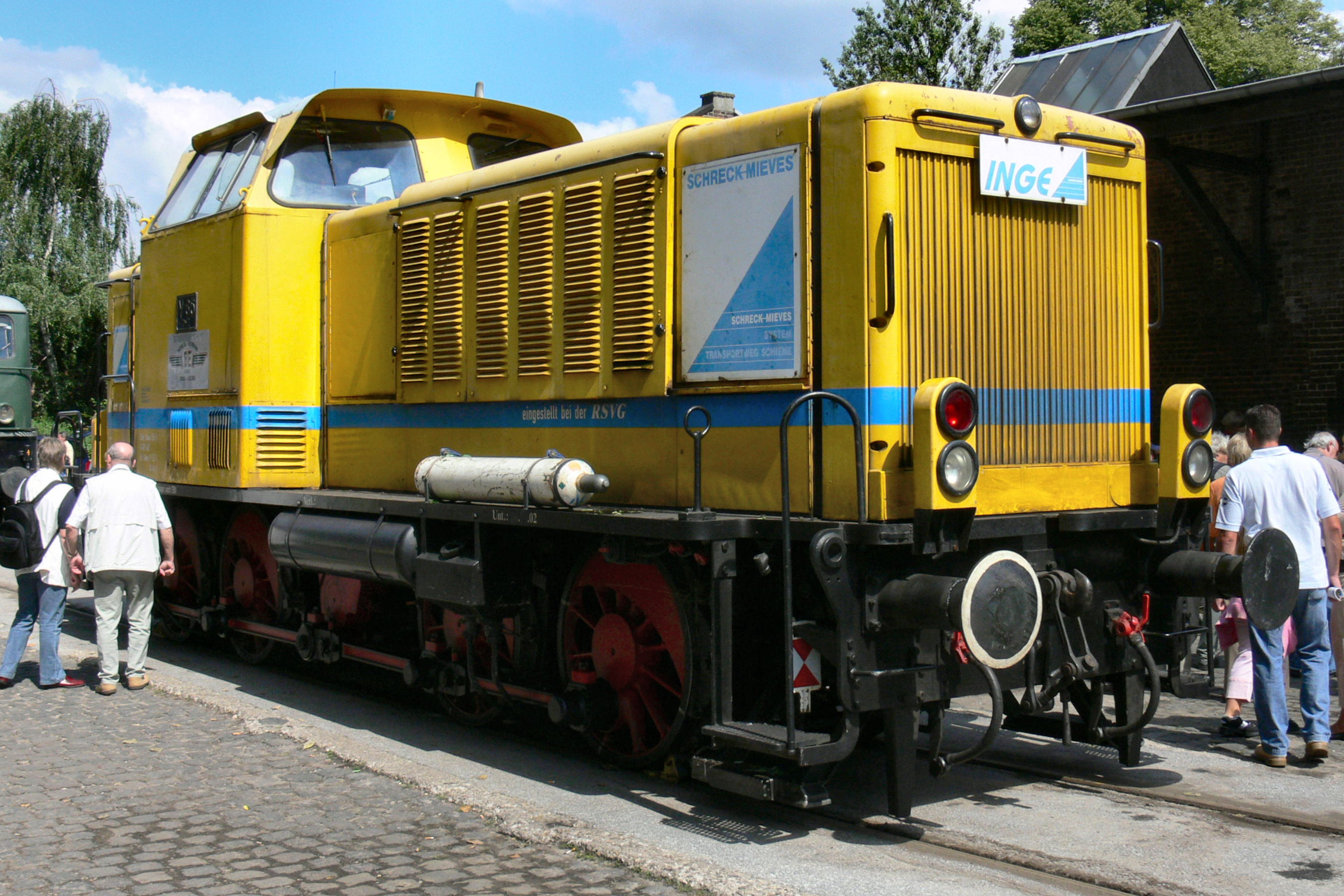
Тепловоз MaK 600 D производства немецкой фирмы Maschinenbau Kiel, поставлявшийся в Турцию и на Кубу

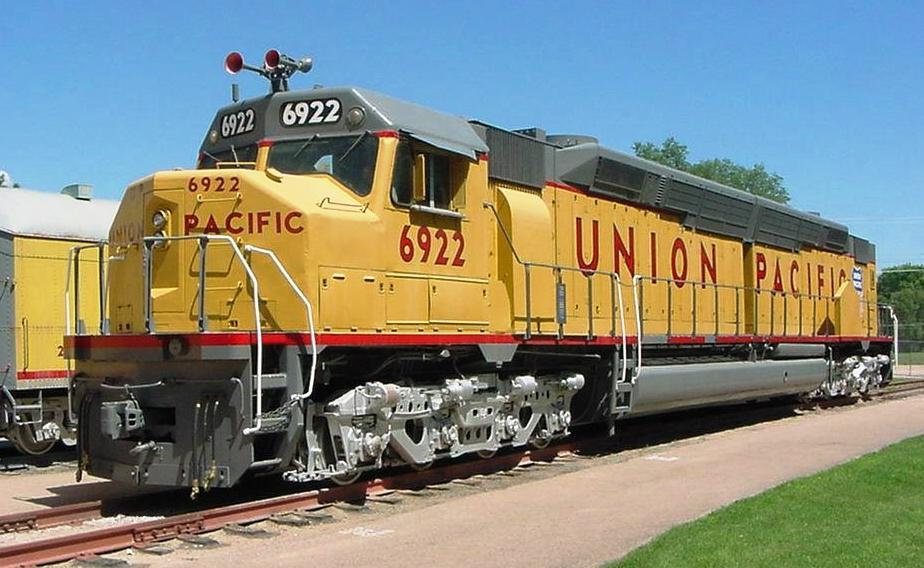
EMD DDA40X, самый мощный в мире магистральный односекционный тепловоз с двумя дизельными двигателями общей мощностью в 6600 л.с

В середине 1950-х годов производство тепловозов было организовано шведской компанией NOHAB (en). Основным импортным заказчиком стали Датские железные дороги. Двадцать тепловозов серии M61 (hu) были поставлены в Венгрию, впоследствии став причиной создания советского тепловоза М62.
Первыми тепловозами в Турции стали маневровые DH33100 производства немецкой фирмы Maschinenbau Kiel, импортированные в 1953 году. В самой Турции производством тепловозов занимается компания Tülomsaş (англ.).
В 1956 году тепловозы стали выпускаться венгерской компанией MAVAG, уже имевшей опыт работы с дизельными двигателями в процессе постройки дизель-поездов. Первыми тепловозами стали дизель-электрический М44 и дизель-гидравлический M31 (hu). Оба они были маневровыми. Первым магистральным тепловозом компании MAVAG стал M40 (hu).
В Греции тепловозы появились в 1961 году, когда туда из США поступили 10 тепловозов RS-8 производства ALCO. В дальнейшем Греция закупала как маневровые, так и магистральные тепловозы в США, Германии, Франции и Румынии.

### Русские предшественники советских тепловозов
Прародителями тепловозов Ломоносова и Гаккеля в России были:
- Так называемые нефтевозы — паровозы, в которых наряду с паровой машиной имелся калоризаторный двигатель, работавший на нефти.
- Проект тепловоза инженеров Ташкентской железной дороги, в котором задача запуска дизеля решалась возможностью расцепления колёс с осью при помощи пневматической муфты Корейво. Муфта была практически испытана на паровозе.
- Проект, предусматривавший дополнение паровоза дизель-компрессором, нагнетавшим воздух в паровозные цилиндры. Основной проблемой стало адиабатное охлаждение воздуха при расширении, вызывавшее обмерзание цилиндров во время работы.
- Проект первого в мире тепловоза с электропередачей и индивидуальными тяговыми электродвигателями, разработанный инженером Н. Г. Кузнецовым и полковником А. И. Одинцовым. 8 декабря 1905 года авторы сделали сообщение на заседании Русского технического общества, вызвавшее одобрительные отзывы. Однако проект реализован не был.

Электровоз предлагаемого нами типа мощностью 360 л. с. с составом поезда в шесть гружёных вагонов может пройти из Петербурга в Москву и обратно, ни разу не останавливаясь для взятия топлива и израсходовав на весь прогон только… 1,44 т нефти. Такого же запаса топлива для обыкновенного паровоза одинаковой мощности хватило бы всего на 2½ часа хода, или на 150 вёрст. Обыкновенный паровоз должен сделать за это время по крайней мере 15 остановок для взятия воды. … В настоящее время не представляется затруднительной постройка электровоза в 1000 сил весом не более 120—130 т.— Н. Г. Кузнецов, цитаты из доклада о проекте тепловоза с электрической передачей
- Проект тепловоза непосредственного действия (то есть без передачи, когда валом двигателя является ось колёсной пары) на основе опытного двигателя известного учёного в области теплотехники профессора Василия Ивановича Гриневецкого (двигатель запатентован в 1906, построен в 1909 году). Цикл в данном двигателе осуществлялся не в одном, а в трёх цилиндрах: воздушном, сожигательном и расширительном. В первом из них происходило предварительное сжатие рабочего воздуха; во втором — последующее сжатие, горение и расширение, которое продолжалось затем в третьем цилиндре, откуда продукты горения выталкивались в атмосферу. Все три цилиндра работали как двухтактные машины двойного действия. Благодаря принятой схеме расположения цилиндров двигатель имел два преимущества: относительную простоту конструкции и приспособленность для тяги поездов. Устойчивая работа двигателя начиналась с 2 об./сек., на меньших оборотах вращение обеспечивалось подачей в цилиндры сжатого воздуха[52]. В дальнейшем В. И. Гриневецкий предложил использовать в качестве передачи гидромуфту.
- Проект тепловоза с механической передачей инженера Е. Е. Лонткевича, предложенный им в 1915 году. Предлагалось использовать механическую коробку передач с тремя передаточными числами. Для тихого хода первоначально предлагалось использовать дополнительную электрическую передачу, а в дальнейшем была выдвинута идея использования скользящего сцепления наподобие известной муфты инженера Корейво, применявшейся на колёсных пароходах. Проект не был реализован из-за технических сложностей с созданием зубчатых колёс и муфт передачи.
- Проект тепловоза с механическим генератором газа, разработанный студентом Московского высшего технического училища Алексеем Нестеровичем Шелестом под руководством профессора Василия Ивановича Гриневецкого. В цилиндрах паровозного типа предлагалось применять не воздух, а продукты сгорания дизеля с впрыскиванием в них воды. Тепловоз должен был иметь, таким образом, дизель, работающий как механический генератор газа, нагруженный на машину, работающую как поршневой паровозный двигатель.
- В 1909—1913 годах на Коломенском машиностроительном заводе под руководством инженера Ф. X. Мейнеке разрабатывались проекты тепловозов[52]:

 — мощностью 40 л. с. с тремя движущими колёсными парами и чисто компрессорной (газовой) передачей;
 — мощностью 300 л. с. с тремя движущими колёсными парами и механической передачей;
 — мощностью 1600 л. с., с массой 116 т с осевой формулой 1-2-1 — 1-2-1 и электрической передачей.

### Тепловозы в СССР
Первыми в мире магистральными тепловозами были советские Щэл1 системы инженера Гаккеля и Ээл2 системы инженера Ломоносова, оба имели электрическую передачу, были построены в 1924 году и совершили свои первые поездки по заводским путям: Щэл1 5 августа на Балтийском заводе в Петрограде, а Ээл2 (тогда ещё как Юэ001) 6 ноября 1924 года, (строился по заказу СССР в Германии, на заводе Maschinenfabrik Esslingen, для него на заводской территории был специально проложен путь с колеёй 1524 мм). 4 декабря 1924 г. Юэ001 на транспортировочных тележках отправился в Двинск, где был переставлен на собственные колёсные пары и совершил несколько обкаточных поездок по Латвийской железной дороге. 20 января 1925 года он сделал первый рейс по территории Советского Союза, проведя поезд массой 980 т от Себежа до Великих Лук, а 23 января прибыл в Москву. Так как выход на пути Ээл2 состоялся в Германии, сам его факт явился мировой технической сенсацией и послужил толчком к появлению тепловозостроения как отрасли промышленности во всем мире и стал фактическим началом перехода на тепловозную тягу железных дорог. Скептики воочию убедились, что локомотив с двигателем Дизеля имеет тяговую характеристику, пригодную для работы с поездами.
В 1926 году заводом «Гогенцоллерн» был построен первый в мире магистральный тепловоз с механической передачей Эмх3.

Много впечатлений осталось в памяти от первых рейсов на тепловозе [Щэл1]. Помню, иду на одной из узловых станций к дежурному докладываться, чтобы зря не держал поезд, а дежурный как раз с диспетчером разговаривает. Пришёл состав, — докладывает дежурный, а паровоза ни в голове, ни в хвосте… Пришлось объяснять, что локомотив в голове, что он в полной исправности и что можно давать отправление.— Инженер тяги В. Овсянников, воспоминание о первом рейсе тепловоза Щэл1
Первые серийные тепловозы выпускались с 1931 года Коломенским заводом (продолжение серии Ээл, двухсекционный тепловоз серии ВМ20, длительно эксплуатируемый именно в составе двух секций, маневровые — серии О), однако в марте 1937 г. Народный комиссариат путей сообщения (НКПС) прекратил заказы на тепловозы, заменив их паровозами с конденсацией пара серии СОК. Поэтому до 1941 года Ээл строились как передвижные электростанции. А в 1941 году в связи с началом Великой Отечественной войны выпуск тепловозов был прекращён до её окончания. В 1945—1946 годах на дороги СССР поступают тепловозы серий Да и Дб, изготовленные в США. На конец 1946 года тепловозный парк СССР составлял 132 единицы. С марта 1947 года возобновился выпуск отечественных тепловозов. К концу 1955 года 25 тепловозными депо обслуживалось уже 6457 км пути, а в 1979 году протяжённость тепловозного полигона достигла ста тысяч километров. В дальнейшем наиболее напряжённые направления были электрифицированы и тепловозный полигон стал несколько сокращаться.
В СССР серийно выпускались тепловозы ТЭ1 (1000 л. с. (прим.: здесь и далее секционная мощность), 300 секций), ТЭ2 (2×1000 л. с., 1056 секций), ТЭ3 (2×2000 л. с., 13 594 секций), ТЭМ2 (1200 л. с., 3160 секций), ТЭП10 (3000 л. с., 335 секций), 2ТЭ10, 2ТЭ10В, 2ТЭ10М, 3ТЭ10М, 2ТЭ10У (две или три по 3000 л. с., с учётом всех модификаций 16 921 секция — выпуск продолжается), ТЭП60 и 2ТЭП60 (3000 л. с., 1473 секции), М62, 2М62У, 3М62У (одна, две или три по 2000 л. с., 2363 секции), ТЭП70 и 2ТЭ70 (4000 л. с., 555 секций — выпуск продолжается), 2ТЭ116 (2×3000 л. с., 3400 секций — выпуск продолжается). Кроме того, в странах СЭВ приобретались маневровые тепловозы: в Венгрии ВМЭ1 (600 л. с., 310 секций); в Чехословакии ЧМЭ2 (750 л. с., 522 секции), ЧМЭ3 (1350 л. с., 7356 секций).
Помимо указанных серий выпускались в небольшом количестве опытные и экспериментальные тепловозы, тепловозы узкой колеи, а также в больших количествах тепловозы небольшой мощности, предназначенные для промышленного транспорта.

### Тепловозы постсоветской России

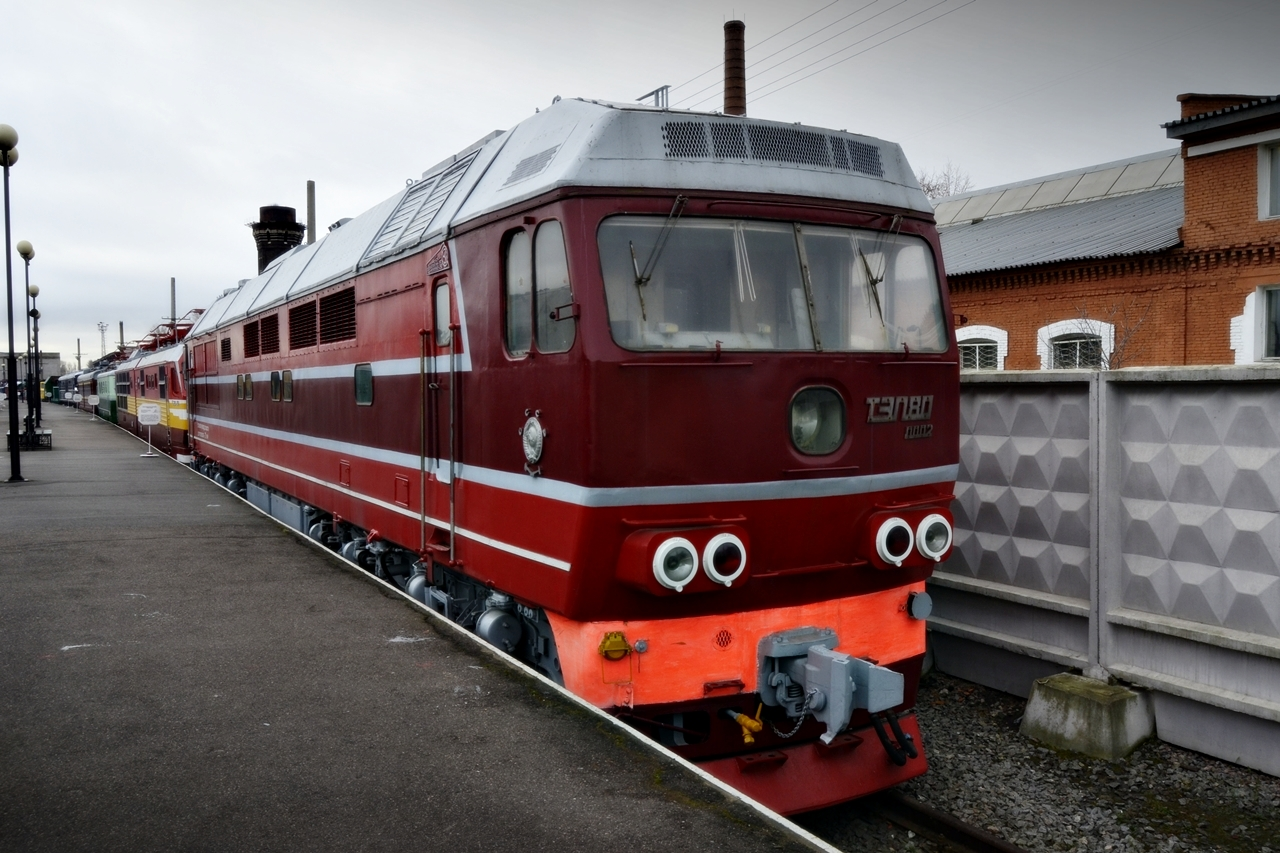
Тепловоз-рекордсмен ТЭП80-0002

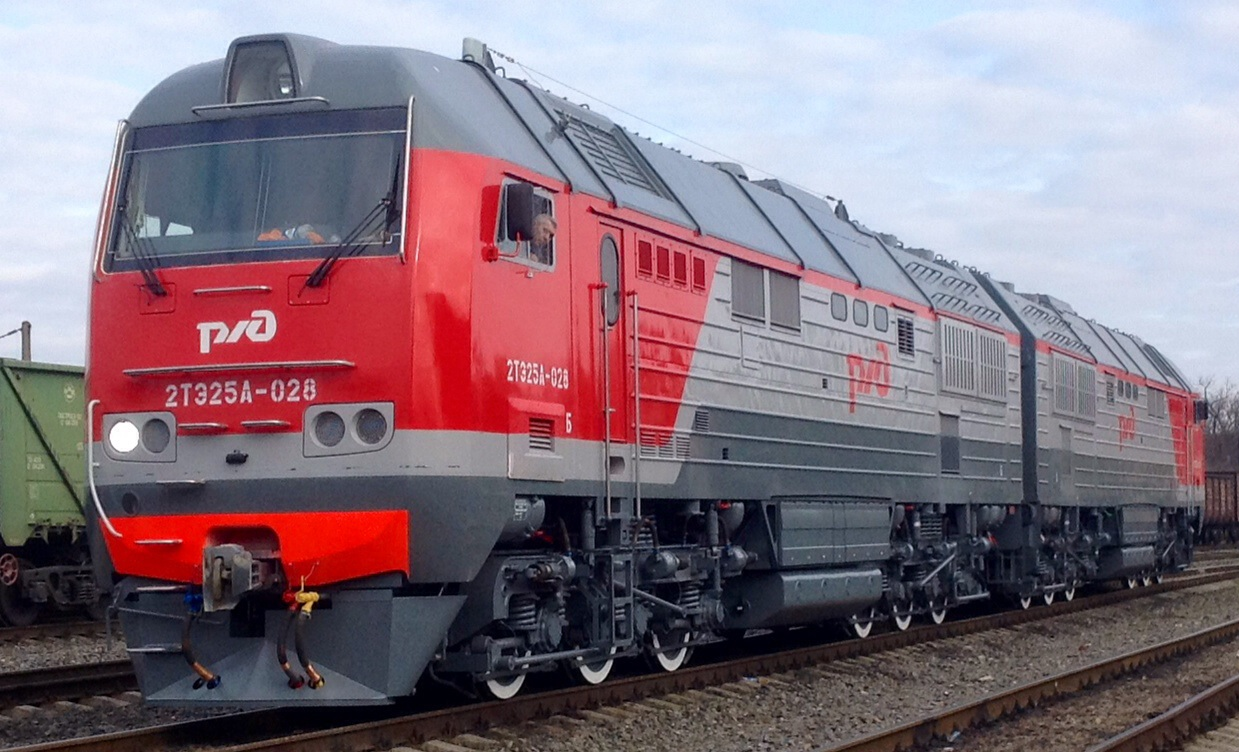
Грузовой тепловоз 2ТЭ25А-028

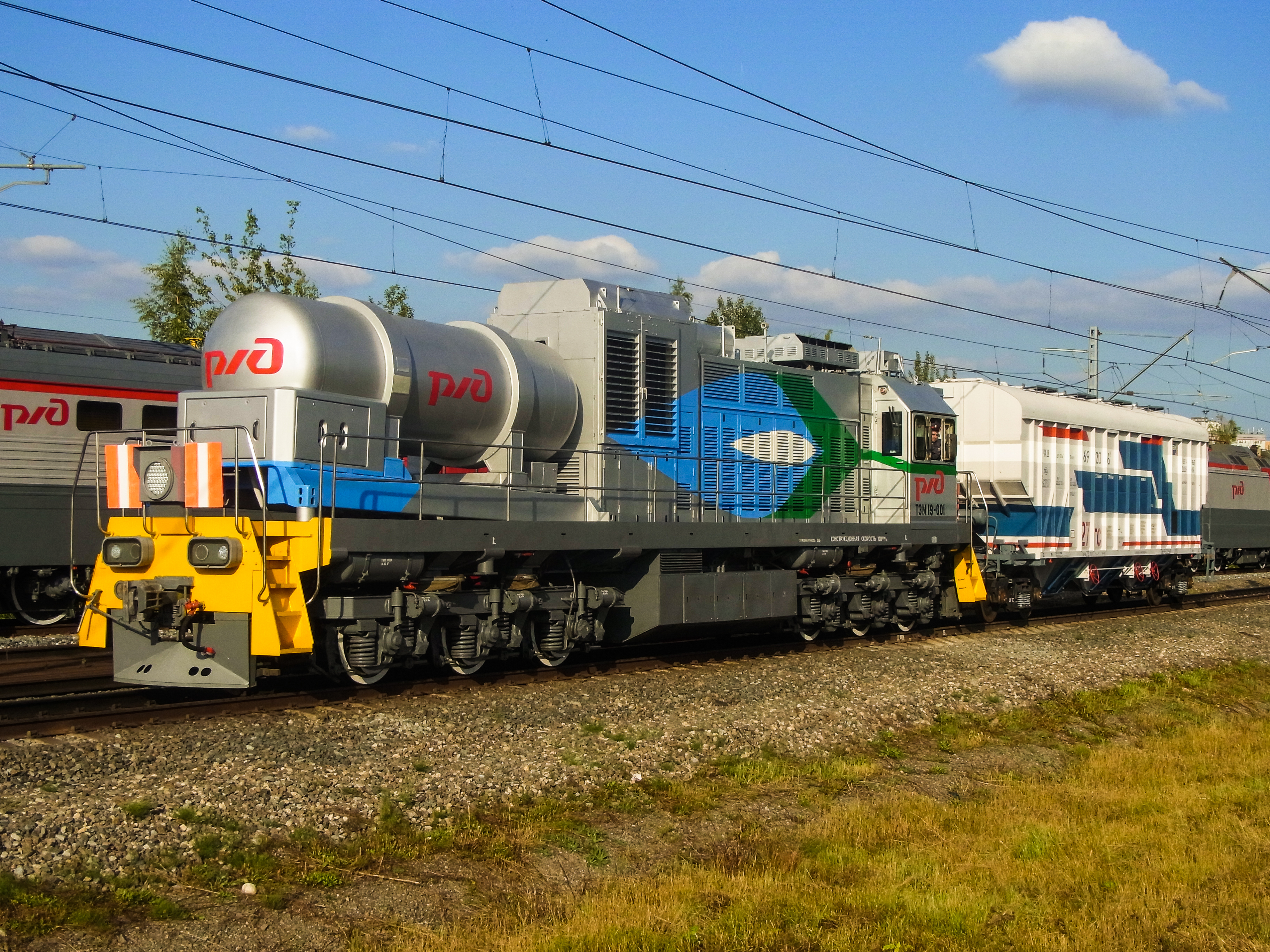
Маневровый тепловоз ТЭМ19-001 с газопоршневым двигателем

С начала 1990-х годов кризис экономики привёл к резкому снижению закупок новых тепловозов. В 1996 году тепловозный парк пополнился лишь двумя магистральными локомотивами, а закупки маневровых тепловозов прекратились вплоть до 2000 года. После 2000 года ОАО «РЖД» стало закупать новые тепловозы десятками в год.
По состоянию на 2018 год на Коломенском заводе продолжается выпуск модернизированных пассажирских тепловозов ТЭП70БС. Брянский машиностроительный завод серийно производит маневровые тепловозы ТЭМ18 и магистральные 2ТЭ25КМ «Пересвет». Людиновский тепловозостроительный завод также производит маневровые тепловозы серий ТЭМ7А, ТЭМ9, ТЭМ14, ТГМ4, ТГМ8. В 1998 году Людиновский тепловозостроительный завод совместно с General Motors Electro-Motive Division выпустил два опытных экземпляра грузового тепловоза ТЭРА1 с дизелем компании General Electric.
Мировой рекорд скорости для автономной тяги установлен отечественным опытным тепловозом ТЭП80 во время пробных поездок в 1993 году и составляет 271 км/ч, машинист Александр Васильевич Манкевич. По состоянию на 2012 год тепловоз-рекордсмен ТЭП80-0002 находился в Музее железных дорог России в Библиотечном переулке в Санкт-Петербурге (у Балтийского вокзала). Памятная запись об установлении рекорда сделана на кузове локомотива.
С 1980-х в тепловозостроении прослеживаются две тенденции. Первая сводится к постройке возможно более мощного, скоростного и тяжёлого тепловоза для работы на тяжёлых рельсах в «бархатном» пути. В России и в СССР это тепловозы «для БАМа», в том числе 3ТЭ28, ТЭП75 (в меньшей степени), ТЭП80; в США DD20. Вторая предусматривает эксплуатацию тепловоза мощностью около 2000-3000 л. с. в секции на относительно дешёвом пути. Такие тепловозы, как 2М62, ТЭ3 как раз являются воплощением данной концепции, предусматривающей электрификацию наиболее деятельных и более напряжённых линий с полным выведением с них тепловозной тяги как основного вида.

### Другие страны
Тепловозы продолжают проектироваться и производиться многими компаниями и эксплуатируются по всему миру. В частности, тепловозная тяга преобладает в железнодорожных перевозках США, Австралии, африканских стран. Используются тепловозы и в множестве стран Азии, Европы и др.
Из стран бывшего СССР вне России тепловозы производятся в Казахстане. В 2007 году компания General Electric объявила о выигранном контракте на поставку в Казахстан 310 тепловозов серии Evolution. Причём если первые 10 локомотивов были полностью изготовлены в США в виде тестовых машин, то для остальных будут произведены только отдельные компоненты (порядка 50 %), а их выпуск ведётся в казахстанской Астане.
7 июля 2009 года в Астане открыт завод по выпуску тепловозов GE серии Evolution тепловоз ТЭ33А (проектная мощность предприятия 100 локомотивов в год, штат сотрудников более 1000 человек) из компонентов и сборочных комплектов, произведённых в Гроув Сити и Эри (США, штат Пенсильвания). В 2006 году казахские железные дороги («Казахстан Темир Жолы», КТЖ) заказали 310 локомотивов GE Evolution Series. Предприятием в Астане уже произведено более 200 единиц ТЭ33А, которые заменяют собой тепловозы 2ТЭ10М в соотношении 1:2.
С 2005 года GE Transportation реализует проект по модернизации казахстанских тепловозов серии 2ТЭ10 (установка 16-цилиндрового двигателя с электронным впрыском топлива и новой системой охлаждения). Срок службы тепловоза продлевается на 15 лет. Модернизация выполняется в Казахстане локомотиворемонтными депо в Актюбинске, Алма-Ате, Джамбуле, Уральске и тепловозоремонтным заводом в Шу.
Локомотивы Evolution Series, выпускаемые на заводе в Астане, оснащены 12-цилиндровым дизельным двигателем мощностью 4562 л. с., декларируется снижение потребления на 5 % топлива по сравнению с предшественником и уменьшение вредных выбросов в атмосферу примерно на 40 %.

## Распространение и роль тепловозной тяги

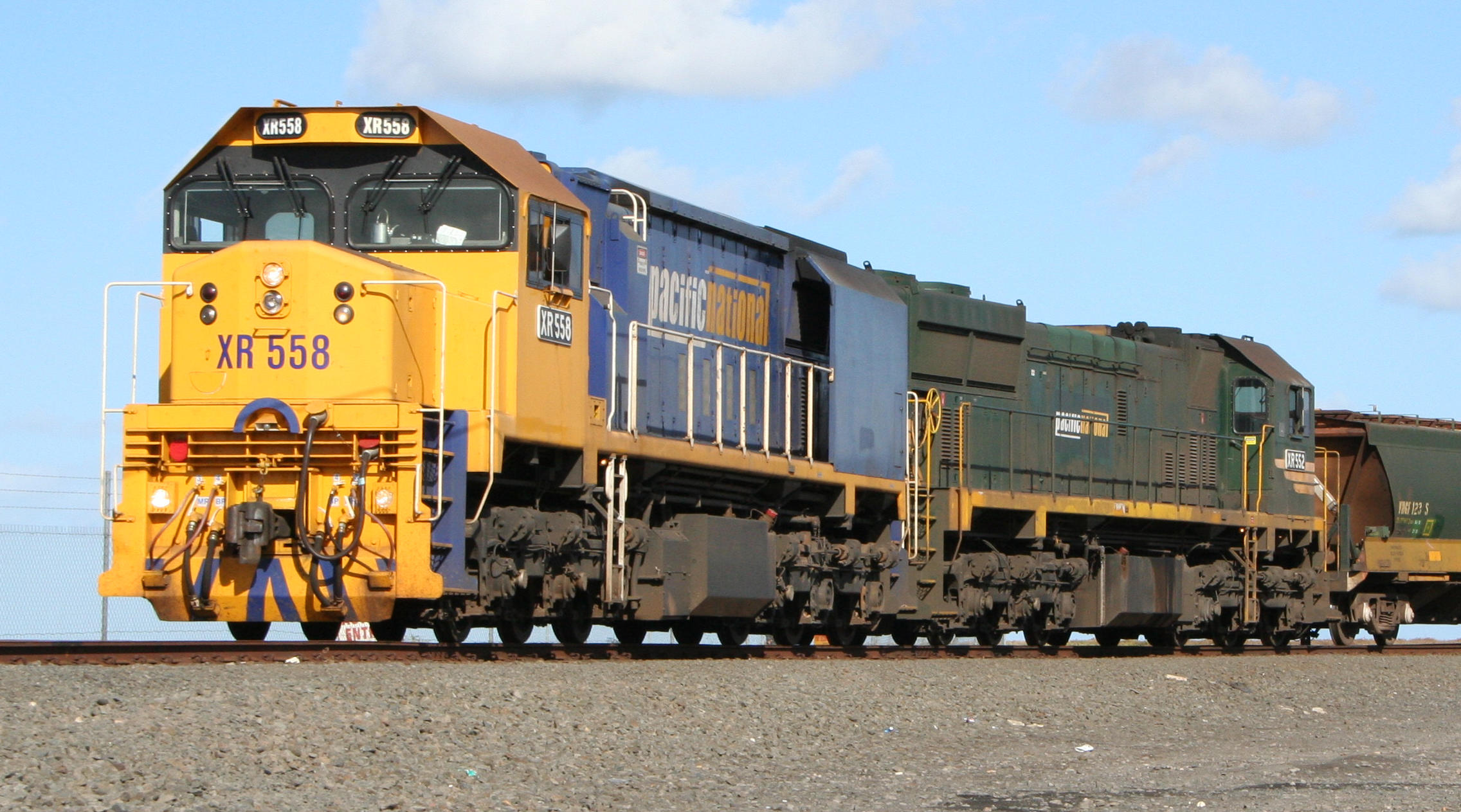
Сплотка из двух австралийских шестиосных односекционных магистральных грузовых тепловозов капотной компоновки

По данным Всемирного банка (по состоянию на 2007 год), эксплуатируемый локомотивный парк железных дорог всего мира насчитывает примерно 86 тыс. тепловозов и 27 тыс. электровозов.
По данным Росстата по состоянию на 2012 год локомотивный парк железных дорог России включал 8482 тепловоза.
В России тепловозы распространены на всей сети железных дорог и выполняют около 98 % маневровой работы и около 40 % объёма пассажирских и грузовых перевозок. Общее число тепловозов в парке РЖД больше числа электровозов, но за счёт того, что наиболее грузонапряжённые линии электрифицированы, а существенную долю парка тепловозов составляют маневровые и промышленные локомотивы, в грузоперевозках доля тепловозов меньше. В промышленном транспорте и на узкоколейном ходу тепловозы иногда заменяются локомобилями, например, Mercedes-Benz Unimog, которые применяются для маневровых работ как в Германии (ежегодно выпускается около 100 новых локомобилей Unimog), так и в России. На промышленных предприятиях в качестве средства перемещения вагонов имеются также тракмобили.

## Компании — производители тепловозов

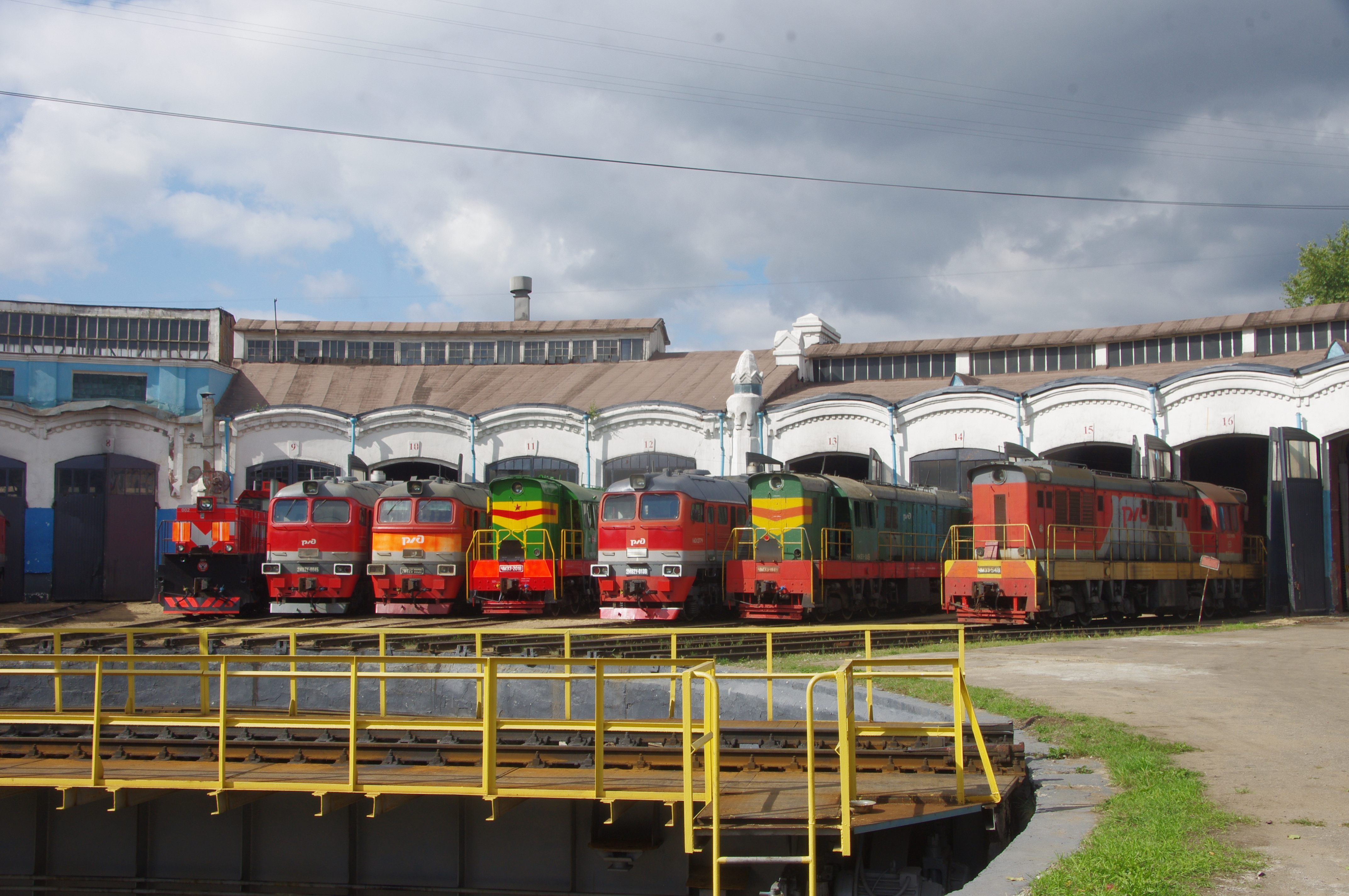
Тепловозы ТЭМ-ТМХ (слева), ЧМЭ3 и 2М62У в веерном депо Лихоборы

### СССР, Россия, Украина, Казахстан
- Коломенский тепловозостроительный завод (Россия) (основные серии: ТЭ3, ТЭП60, ТЭП70).
- Харьковский завод транспортного машиностроения (Украина). Строил тепловозы с 1947 по 1968 год (основные серии: ТЭ1, ТЭ2, ТЭ3, ТЭ4, ТЭ5, ТЭ7, ТЭ10, 2ТЭ40, ТЭП10).
- Луганский тепловозостроительный завод (Украина). Строит тепловозы с 1956 года (основные серии: ТЭ3, 3ТЭ3, ТЭ7, 2ТЭ10Л, 2ТЭ10В, ТЭ109, ТЭ114, 2ТЭ116, 2ТЭ10М, 2ТЭ10У, 2ТЭ10УТ, 2ТЭ121, М62, ТГ102, ТЭМ2). С 2015 года остановлен.
- Брянский завод (Россия). Строит тепловозы с 1958 года (основные серии: ТЭМ1, ТЭМ2 всех модификаций, ТЭМ5, ТЭМ18).
- Людиновский тепловозостроительный завод (Россия). Строит тепловозы с 1957 года. Основные серии: ТГ16 и ТГ22 (с колеёй 1067 мм для железной дороги на острове Сахалин), ТГМ3, ТГМ4, ТГМ6, ТГМ6А, ТЭМ7, ТЭМ7А, ТЭМ9, ТЭМ14.
- Муромский тепловозостроительный завод (Россия). С 1957 года строит тепловозы ТГМ1, ТГМ20, ТГМ23 (всех модификаций).
- Калужский машиностроительный завод (Россия). В 1933 году завод построил первый маневровый тепловоз, получивший наименование АА-1. С 1958 года завод серийно строил тепловозы ТГК, ТГК2, узкоколейные ТУ2.
- Камбарский машиностроительный завод (Россия). С 1981 года завод серийно строил тепловозы ТГМ40, узкоколейные ТУ4, ТУ5, ТУ6А, ТУ6СПА, ТУ7, ТУ8, ТУ8Г, ТУ10.
- Казахстанский локомотивосборочный завод (Казахстан, г. Астана). Выпуск тепловозов серии ТЭ33А.

### Европа

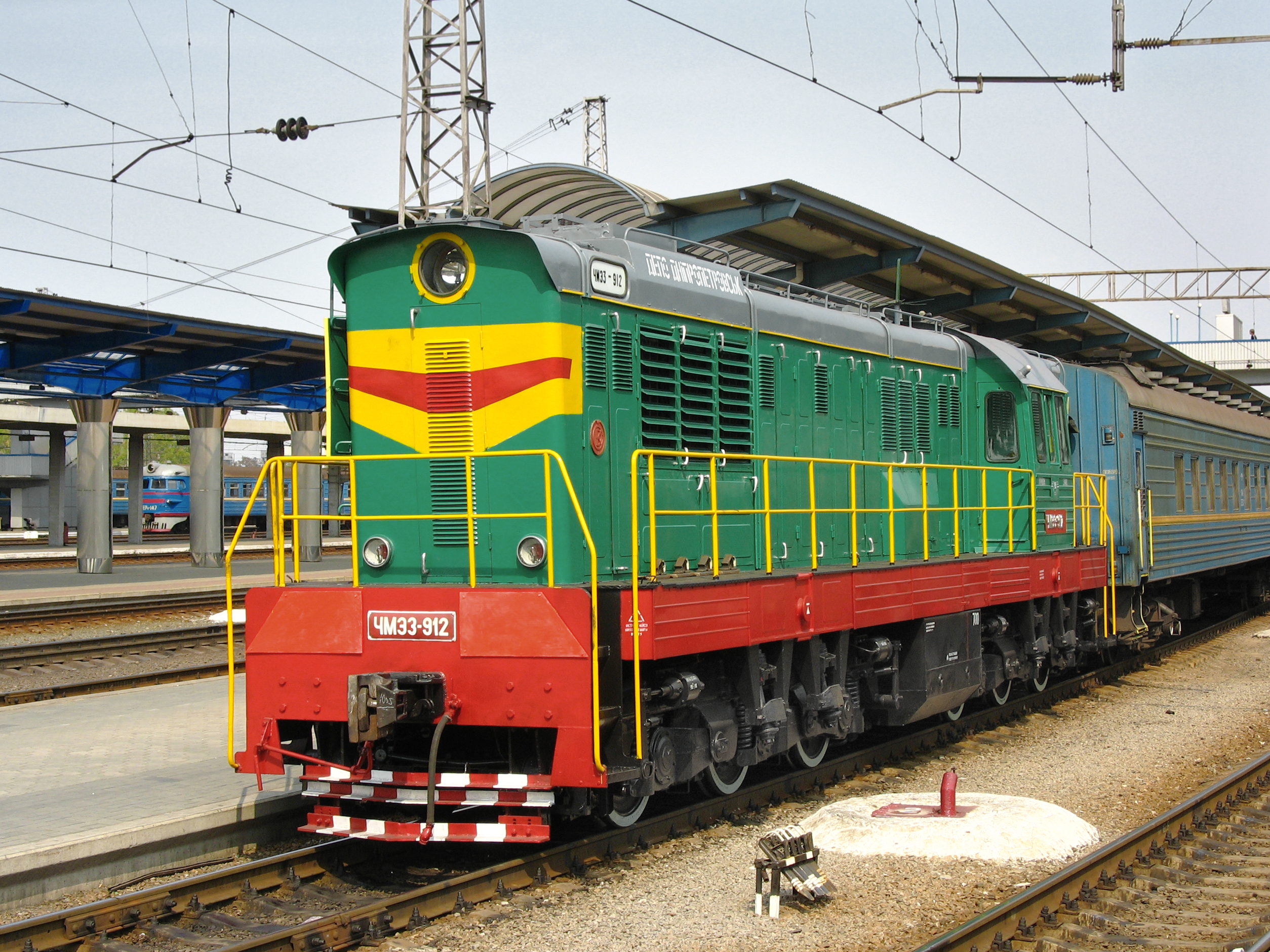
Чехословацкий маневровый тепловоз ЧМЭ3, используемый в странах бывшего СССР, в том числе в России

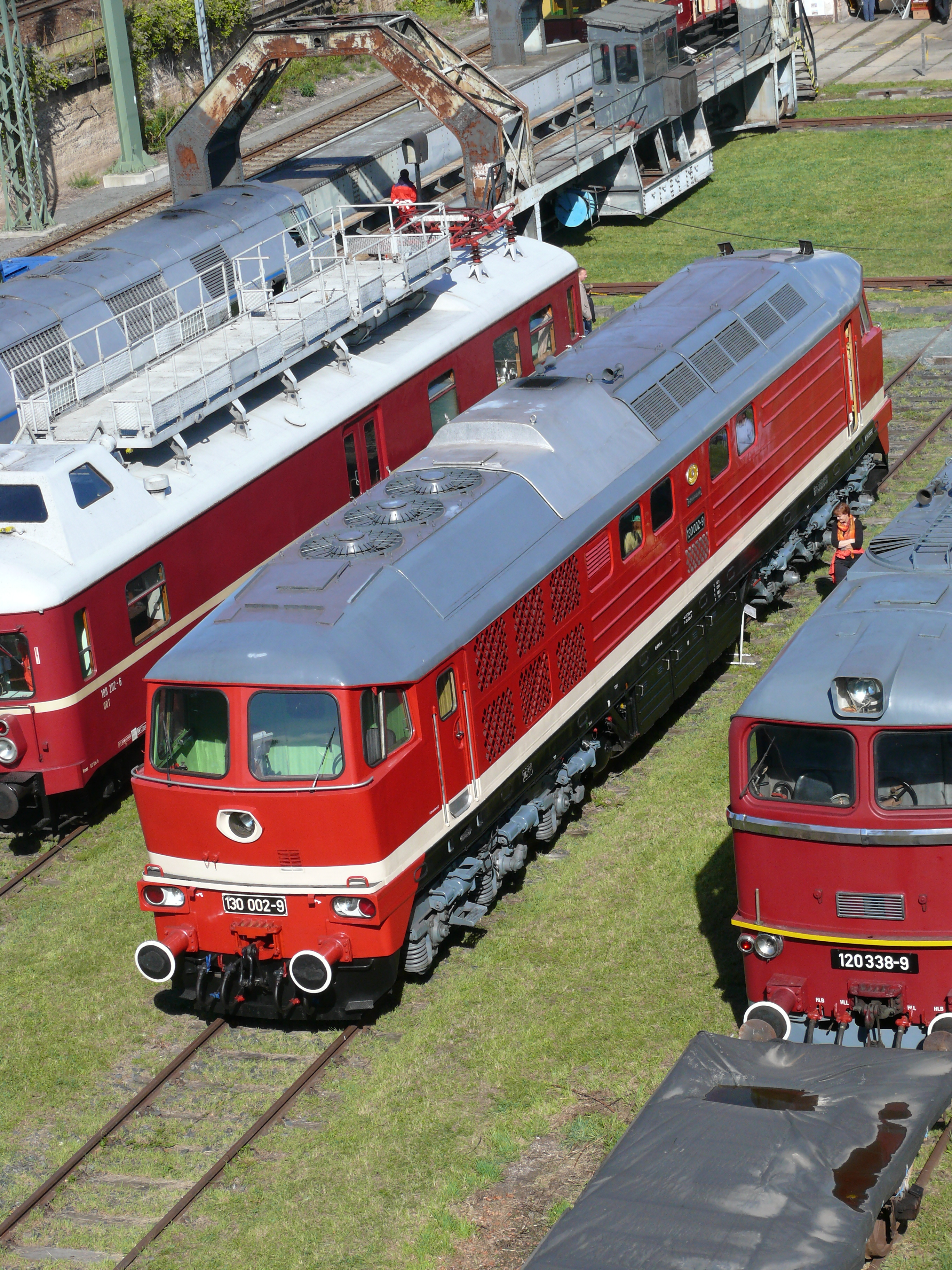
Экспортный советский тепловоз с передачей переменно-постоянного тока ТЭ109

- Ganz-MÁVAG (Венгрия). В СССР работали маневровые тепловозы ВМЭ1, построенные этой компанией. Там же производили самый массовый в истории дизель-поезд Д1, до сих пор эксплуатирующийся в странах бывшего СССР[источник не указан 2092 дня].
- ČKD (Чехия). В России эксплуатируются маневровые тепловозы серий ЧМЭ2, ЧМЭ3[источник не указан 2092 дня].
- Pojazdy Szynowe Pesa Bydgoszcz (Польша). С 2012 года производит семейство Pesa Gama локомотивов как дизельных, так и электрических. На сегодняшний день вся продукция поставляется только польским транспортным фирмам, включая PKP[источник не указан 2092 дня].
- English Electric (англ.) (Великобритания). В 1960-х годах вошла в состав General Electric[источник не указан 2092 дня].
- Brush Traction (Великобритания) — компания была основана ещё в XIX веке, производила паровозы, а затем, когда Британские железные дороги стали переходить на тепловозную тягу, стала строить и различные типы тепловозов. Первый в мире тепловоз с асинхронными ТЭД был построен компанией Brush Traction[источник не указан 2092 дня].

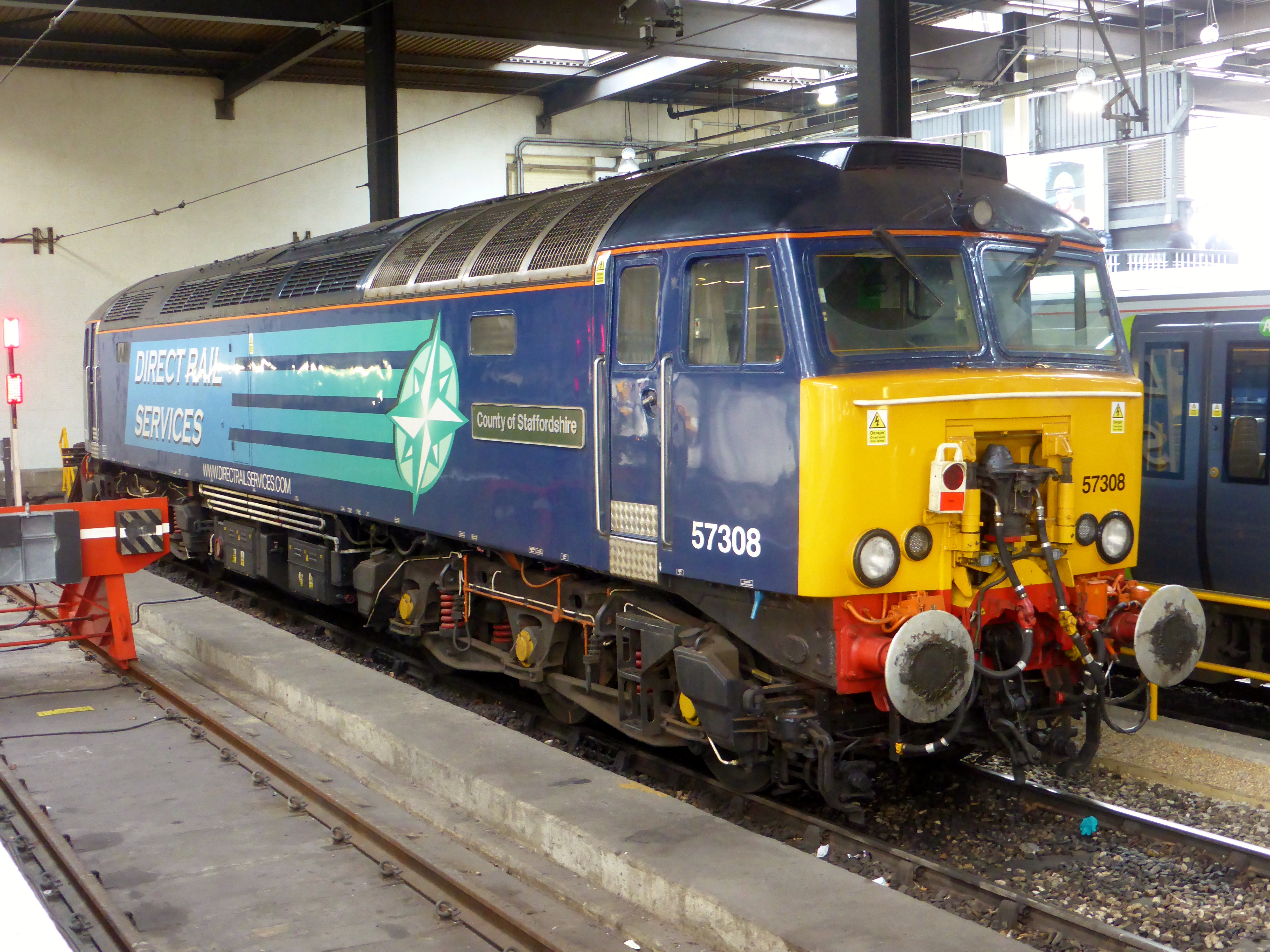
Тепловоз Class 57, построенный компанией Brush Traction.

- Clayton Equipment Company Ltd (англ.) (Великобритания) выпускает промышленные тепловозы с гидропередачей (в том числе для России)[источник не указан 2092 дня].
- Hunslet Engine Company (Великобритания) — компания была основана в середине XIX века и стала известна в качестве производителя узкоколейных промышленных локомотивов — сначала это были паровозы, а затем, с 1930-х годов, и тепловозы[источник не указан 2092 дня].
- Alstom (Франция) — один из крупнейших европейских концернов, выпускающий также и тепловозы. В этой области компания сотрудничает с североамериканской EMD[60]. В последних проектах специалисты компании уделяют особое внимание экологической безопасности своих тепловозов, стараясь снизить выбросы в атмосферу и уменьшить их шумность[61]. Тепловозы с электропередачей, спроектированные и построенные Alstom, экспортируются во множество стран мира.
- Siemens AG. Департамент Siemens Transportation Systems (ныне это Siemens Mobility) производит дизель-электровозы серии Eurorunner.
- ABB Daimler Benz Transportation (Adtranz) (Германия — Швеция) — один из крупнейших мировых производителей железнодорожной техники. В 1990-х годах совместно с General Electric разработан и построен современный тепловоз под названием Blue Tiger[62]. В 2001 году компания вошла в состав концерна Bombardier.
- NOHAB — шведский производитель тепловозов, обанкротившийся в 1979 году.
- Electroputere (англ.) — румынский производитель локомотивов, в том числе тепловозов. По состоянию на 2007 год компания построила свыше 2400 маневровых и магистральных тепловозов с электропередачей, эксплуатирующихся во многих странах, таких как Румыния, Польша, Китай, Болгария[63].
- Tülomsaş (англ.) (Турция) — с 1968 года производит тепловозы как собственных проектов, так и по лицензии других европейских и японских концернов, например Toshiba[64].

### Северная Америка

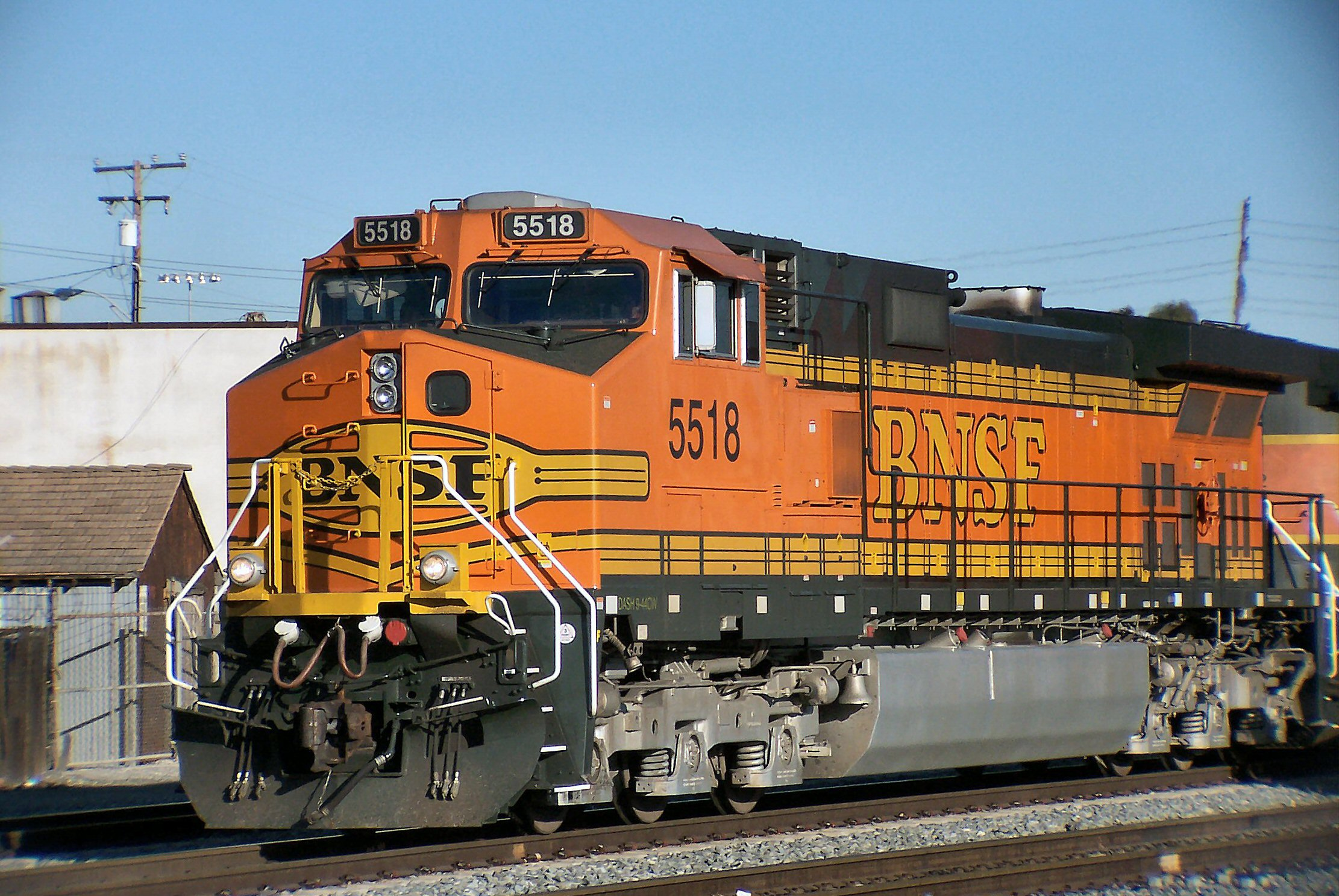
Тепловоз Dash 9-44CW производства GE

- Baldwin Locomotive Works (США) — успешный производитель паровозов, строивший также и тепловозы, однако проигравший конкурентам и выбывший с рынка в 1956 году.
- General Electric (GE) Transportation System (США) — всемирно известная компания, занимающаяся, в том числе, и разработкой и строительством тепловозов (70 % рынка). Новый тепловозостроительный завод GE был открыт в 2008 году в Астане (Казахстан)[65].
- American Locomotive Company (ALCO) (США) строила тепловозы c 1925 до 1969 года, но проиграла конкуренцию в этой области General Electric. В СССР эксплуатировались тепловозы ДА, построенные ALCO, и ДБ, выпускавшиеся компанией Baldwin. ALCO оказалась единственной крупной паровозостроительной компанией Америки, сумевшей составить серьёзную конкуренцию в области тепловозостроения[66].
- General Motors Electro-Motive Division, EMD (США) — один из лидеров североамериканского и мирового тепловозостроения, построивший свои первые тепловозы в 1935 году[67]. С 2005 по 2010 годы Caterpillar/Electro-Motive Diesel (CAT/EMD) — (дочерняя компания Progress Rail Services — 30 % рынка) выкупил мощности по производству тепловозов у General Motors.
- MotivePower Industries (США) — ранее компания называлась Morrison Knudsen Rail и занималась различными инженерными и машиностроительными задачами, включая ремонт и переоборудование тепловозов. В 1990-х годах компания выпустила свой первый тепловоз[68]. C 1999 года входит в состав корпорации Wabtec. Выпускает пассажирские тепловозы серии MPXpress.
- Brookville Locomotive Company (англ.) (США) выпускает промышленные тепловозы.
- Bombardier (Канада).

### Азия и Австралия
- Hyundai Rotem (англ.) (Южная Корея) — подразделение Hyundai Motors Group, занимающееся производством дизель- и электропоездов, локомотивов, в том числе тепловозов для железных дорог Южной Кореи (Korail).
- Diesel Locomotive Works (англ.) (Индия) — является производственной базой индийских железных дорог, обеспечивающей их тепловозами с электропередачей. Основанная в 1961 году, компания начала производство тепловозов по лицензиям ALCO и EMD. По состоянию на 2008 год предприятие производит грузовой тепловоз EMD GT46MAC и пассажирский EMD GT46PAC для дорог Индии. Также продукция экспортировалась в различные страны Азии, такие как Бангладеш, Вьетнам и другие.
- en:Qishuyan Locomotive and Rolling Stock Works (англ.) Qishuyan Locomotive and Rolling Stock Works (Китай).
- United Group Rail (англ.) (Австралия) — компания основана в 1899 году и ранее называлась A. Goninan & Co. и United Goninan (до 2005 года). В 2005 году в её состав вошло австралийское подразделение фирмы Alstom. Компания сотрудничает с General Electric.
- Toshiba (Япония) — производит тепловозы с электропередачей, как для японских железных дорог, так и на экспорт (в Новую Зеландию, Малайзию и т. д.)[69].

## Тепловозоремонтные заводы

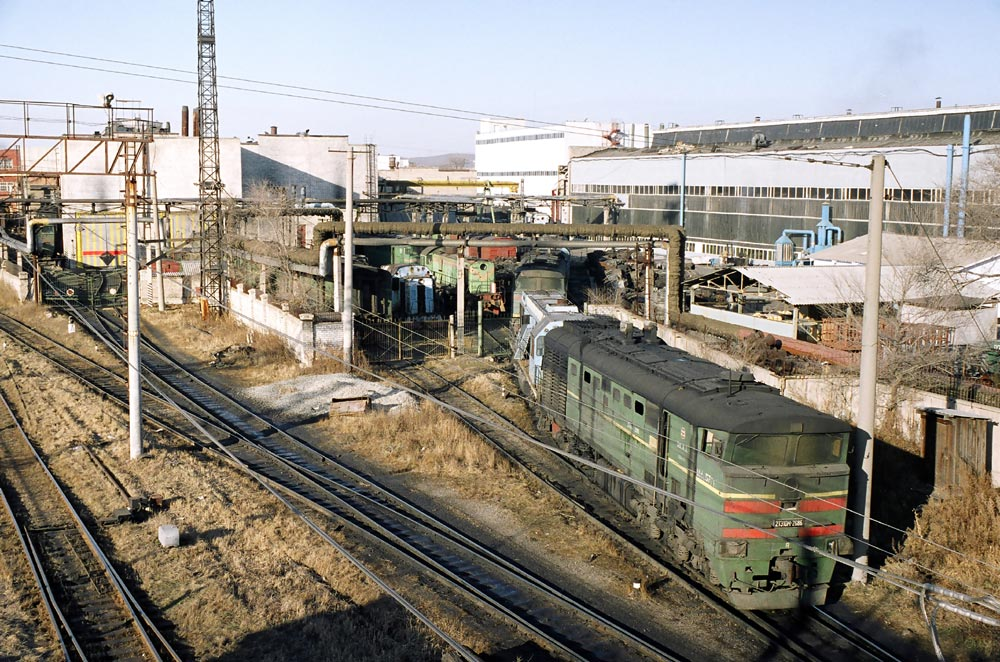
Территория Уссурийского ЛРЗ

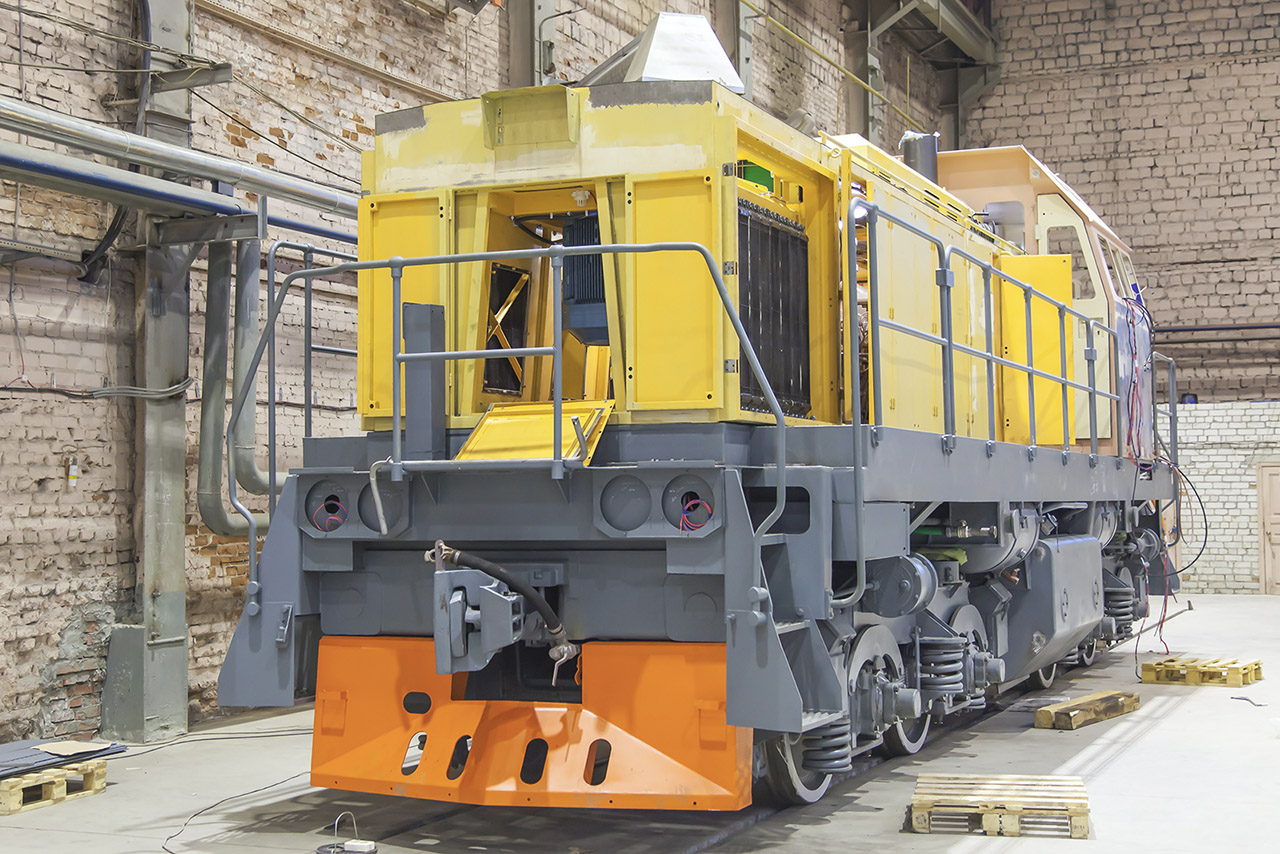
Тепловоз ТГМ4БУГМК, воссозданный в ходе капитально-восстановительного-ремонта ТГМ4Б на Шадринском автоагрегатном заводе

### СССР, Россия, Украина, Латвия, Литва, Узбекистан, Казахстан
- Астраханский тепловозоремонтный завод (Россия). Завод ремонтировал тепловозы Да, Дб, ТЭ2, ТЭМ1, ТЭМ2, кроме того, в 1996—1997 годах завод ремонтировал тепловозы 2ТЭ10В, а в 2003—2004 — тепловозы серии ЧМЭ3, основная серия в настоящее время — ТЭМ2.
- Великолукский локомотиворемонтный завод (Россия). Завод ремонтирует тепловозы ТГМ1, ТГМ23.
- Воронежский тепловозоремонтный завод (Россия). Завод ремонтировал тепловозы ТЭ3, 2ТЭ116, ТЭП70, основные серии — ТЭП70 и 2ТЭ116.
- Гайворонский тепловозоремонтный завод (Украина, Кировоградская область). Ремонтирует узкоколейные тепловозы ТУ2, ТУ4, ТУ7 и тепловозы широкой колеи ТГМ23В и ТГМ40.
- Даугавпилсский локомотиворемонтный завод (Латвия). Ремонтировал тепловозы ТЭ3, 2ТЭ10, ТЭМ2, ЧМЭ3.
- Днепропетровский тепловозоремонтный завод (Украина). Завод ремонтировал тепловозы ТЭ2, ТЭ3, 2ТЭ10Л. В настоящее время ремонтирует 2ТЭ10В, 2ТЭ10М, ЧМЭ3.
- Ивано-Франковский локомотиворемонтный завод (Украина). Ремонтирует тепловозы ТЭМ2, ТГМ2, ТГМ3, ТГМ4, ТГМ6, ТГМ23Б.
- Изюмский тепловозоремонтный завод (Украина). Завод ремонтировал в разные годы тепловозы ТЭ3, 2ТЭ10Л, 2ТЭ10В, 2ТЭ10М.
- Криворожский локомотиворемонтный завод (Украина). Завод ремонтирует маневровые тепловозы, в частности ТГМ4.
- Мичуринский локомотиворемонтный завод (Россия, Тамбовская область). Завод ремонтирует тепловозы ЧМЭ2, ЧМЭ3, ТЭМ1, ТЭМ1М, ТЭП60, М62 (всех модификаций), основная серия — ЧМЭ3.
- Оренбургский локомотиворемонтный завод (Россия). Завод ремонтировал тепловозы ТГМ1, ТЭ3, 2ТЭ10Л. В настоящее время ремонтирует 2ТЭ10М, 2ТЭ10У и ЧМЭ3.
- Полтавский тепловозоремонтный завод (Украина, Полтавская область). Завод ремонтирует тепловозы 2ТЭ116, ТЭ10М, ТЭП70, ТЭП60, М62, ТЭМ7, ТЭМ2 и ТГМ6.
- Ташкентский тепловозоремонтный завод (Узбекистан). Завод ремонтировал тепловозы ЧМЭ2, ТЭ3, 2ТЭ10Л, 2ТЭ10В, 2ТЭ10М.
- Уссурийский локомотиворемонтный завод (Россия). Завод ремонтирует тепловозы серий 2ТЭ10В, 2ТЭ10М/МК, 3ТЭ10М, 4ТЭ10С, М62 и 2М62, ТЭМ7 и ТЭМ2.
- Уфимский тепловозоремонтный завод (Россия). Ремонтирует тепловозы серии ТГК, ТГК2, ТГМ23, ТГМ40, ТЭМ1, ТЭМ2, ТЭМ15, ТЭМ18, ТГМ4, ТГМ6, 2ТЭ10 всех индексов.
- Читинский тепловозоремонтный завод (Россия).
- Южно-Сахалинский тепловозо-вагоноремонтный завод (Россия). Ремонтирует тепловозы колеи 1067 мм.
- Шуский тепловозоремонтный завод (Казахстан, Жамбылская область). Ремонтирует тепловозы серии ТЭ10, и путевые машины.
- Казалинский тепловозоремонтный завод (Казахстан, Кызылординская область). Ремонтирует тепловозы серии ТЭМ.

Смелянский электромеханический завод тепловозы не ремонтировал, однако для нужд всех железных дорог СССР осуществлял ремонт линейных электромашин, работал по кооперации с тепловозоремонтными заводами.

### Обзорная и научная литература
- Стрекопытов В. В., Грищенко А. В., Кручек В. А. Электрические передачи локомотивов. Учебник для ВУЗов. — Москва: Маршрут, 2003. — 310 с. — ISBN 5-89035-081-1.
- Добринский В. А., Егунов П. М. Как устроен и работает тепловоз. — 3-е, переработанное и дополненное. — Москва: Транспорт, 1980. — 367 с.
- Кузьмич В. Д, Бородулин И. П., Пахомов Э. А. Тепловозы: Основы теории и конструкция. — Москва: Транспорт, 1982. — 352 с.
- Пойда А. А, Хуторянский Н. М., Кононов В. Е. Тепловозы. Механическое оборудование, устройство и ремонт. — М.: Транспорт, 1988. — 320 с.
- Якобсон П. В. Первые проекты тепловозов // История тепловоза в СССР. — М.: Всесоюзное издательско-полиграфическое объединение Министерства путей сообщения, 1960. — С. 11—23.
- Шелест В. П., Шелест П. А. Введение // Тепловозы (итоги и перспективы). — М.: Знание, 1971. — С. 3—11.
- Гаккель Е. Я. Введение, Прогрессивные виды электрической передачи // Электрические машины и электрооборудование тепловозов. — 3-е изд. — М.: Транспорт, 1981. — С. 3—5, 247—249.
- Сотников Е. А. Двигатель внутреннего сгорания приходит на железную дорогу // Железные дороги мира из XIX в XXI век. — М.: Транспорт, 1993. — С. 32—40. — ISBN 5-277-01050-5.
- Раков В. А. Локомотивы отечественных железных дорог 1845-1955. — Москва: Транспорт, 1995. — 564 с. — ISBN 5-277-00821-7.
- Раков В. А. Локомотивы отечественных железных дорог 1956-1975. — Москва: Транспорт, 1999. — 443 с. — ISBN 5-277-02012-8.
- Раков В. А. Локомотивы и моторвагонный подвижной состав Советского Союза 1976—1985. — Москва: Транспорт, 1990. — 238 с. — ISBN 5-277-00933-7.
- Абрамов Е. Р. Локомотивы и моторвагонный подвижной состав с двигателями внутреннего сгорания отечественных железных дорог. — М., 2015. — 433 с.
- Конарев Н. С. Локомотивы и локомотивное хозяйство. Тепловоз // Большая энциклопедия транспорта. Железнодорожный транспорт. — 2. — Москва: Научное издательство «Большая российская энциклопедия», 2003. — Т. 4. — С. 408—412, 418—431. — 1040 с. — ISBN 5-85270-231-5.
- Тепловоз // Железнодорожный транспорт: энциклопедия / гл. ред. Н. С. Конарев. — М.: Большая российская энциклопедия, 1994. — С. 431—436. — ISBN 5-85270-115-7.
- Журнал «Локомотив», № 1—10 2007 год

### Стандарты и спецификации
- ГОСТ 22602-91. Тепловозы магистральные. Типы и основные параметры. — Москва: Издательство стандартов, 1991. — 6 с.
- ГОСТ 22339-88. Тепловозы маневровые и промышленные. Типы и основные параметры. — Москва: Издательство стандартов, 1989. — 8 с.
- ГОСТ 31187-2011. Тепловозы магистральные. Общие технические требования. — Москва: ГУП «Стандартинформ», 2012. — 32 с.
- ГОСТ Р 57215-2016. Тепловозы магистральные с гидропередачей. Общие технические требования. — Москва: ГУП «Стандартинформ», 2016. — 24 с.
- ГОСТ 31428-2011. Тепловозы маневровые с электрической передачей. Общие технические требования. — Москва: ГУП «Стандартинформ», 2011. — 31 с.
- ГОСТ 24790-81. Тепловозы промышленные. Общие технические условия. — Москва: Издательство стандартов, 1982. — 16 с.
- ГОСТ 53648-2009. Дизелевозы подземные. Общие технические требования. — Москва: Издательство стандартов, 2011. — 28 с.
- ГОСТ 34077-2017. Передачи гидродинамические для железнодорожного подвижного состава. Технические условия. — Москва: ГУП «Стандартинформ», 2017. — 16 с.
- ГОСТ 2582-2013. Машины электрические вращающиеся тяговые. Общие технические условия. — Москва: ГУП «Стандартинформ», 2014. — 119 с.
- ГОСТ Р 55437-2013. Двигатели внутреннего сгорания поршневые. Классификация по объему автоматизации и технические требования к автоматизации. — Москва: ГУП «Стандартинформ», 2014. — 8 с.
- ГОСТ Р 55513-2013. Локомотивы. Требования к прочности и динамическим качествам. — Москва: ГУП «Стандартинформ», 2014. — 42 с.
- ГОСТ 12.2.056-81. Система стандартов безопасности труда (ССБТ). Электровозы и тепловозы колеи 1520 мм.. — Москва: Издательство стандартов, 2002. — 38 с.